# Volksrepublik China
Die Volksrepublik China (chinesisch 中华人民共和国, Pinyin Zhōnghuá Rénmín Gònghéguó [tʂʊŋ˥xwa˧˥ ʐən˧˥min˧˥ kʊŋ˥˩xɤ˧˥kwɔ˧˥] ⓘ), allgemein als China (bundesdeutsches Hochdeutsch [ˈçiːna], österreichisches Hochdeutsch [ˈkiːna], chinesisch 中国, Pinyin Zhōngguó [tʂʊŋ˥kwɔ˧˥]; in Abgrenzung bzw. zur Unterscheidung von Taiwan auch Festlandchina oder Rotchina) bezeichnet, ist ein Staat in Ostasien. Mit mehr als 1,4 Milliarden Einwohnern (2020) stellt China das nach Indien zweitbevölkerungsreichste und gemessen an seiner Gesamtfläche drittgrößte Land der Erde dar. Gemäß ihrer sozialistischen Verfassung steht die Volksrepublik China „unter der demokratischen Diktatur des Volkes“, wird jedoch von Beginn an durchgehend von der Kommunistischen Partei Chinas (KPCh) autoritär bis totalitär regiert. Bis heute werden ihr schwere Menschenrechtsverletzungen vorgeworfen.
Die Volksrepublik wurde am 1. Oktober 1949 nach dem Sturz der Republik China im chinesischen Bürgerkrieg von Mao Zedong ausgerufen. Bei der Hungersnot, die durch den von Mao initiierten „Großen Sprung nach vorn“ (1958–1961) ausgelöst wurde, starben Schätzungen zufolge 45 Millionen Menschen, bei der nachfolgenden Kulturrevolution ab 1966 bis zu 20 Millionen weitere. Erst nach Maos Tod und dem einsetzenden Ende des Maoismus in China entwickelte sich das Land auf Grundlage einer vorsichtigen Reform- und Öffnungspolitik ab 1978 zu einer wirtschaftlichen und technologischen Großmacht. Von der Weltbank wird das Land seit 2016 zu den Staaten mit einem Einkommensniveau im oberen Mittelfeld gerechnet. Im Durchschnitt wuchs die chinesische Wirtschaftskraft von 2000 bis einschließlich 2019 jährlich um 8,9 %. Neben der Verdopplung des chinesischen Anteils am Welthandel versechsfachte sich das Bruttoinlandsprodukt innerhalb dieser Zeit, sodass China gegen Ende jenes Zeitraums zur zweitgrößten Volkswirtschaft der Welt herangewachsen war. Seit der Machtübernahme durch Xi Jinping im Jahr 2012 macht die Volksrepublik laut Beobachtern jedoch wieder Rückschritte bei der sozialen und wirtschaftlichen Freiheit und tritt zunehmend ideologischer sowie auch international aggressiver auf.
Die Volksrepublik China ist der weltgrößte Exporteur, der zweitgrößte Importeur, das Land mit der größten Industrieproduktion, den zweithöchsten Ausgaben für Forschung und Entwicklung, dem zweitgrößten nationalen Gesamtvermögen, dem größten stehenden Heer und dem zweitgrößten Verteidigungsetat und wird je nach Quelle als aufstrebende oder bereits etablierte Supermacht des 21. Jahrhunderts neben den Vereinigten Staaten angesehen.
Die Volksrepublik China zählt zu den offiziellen Atommächten, ist als eine der fünf offiziellen Siegermächte des Zweiten Weltkriegs ständiges Mitglied des Weltsicherheitsrates sowie unter anderem Mitglied der Welthandelsorganisation, Weltbank, APEC, BRICS, UNESCO, Interpol und G20.

## Geographie

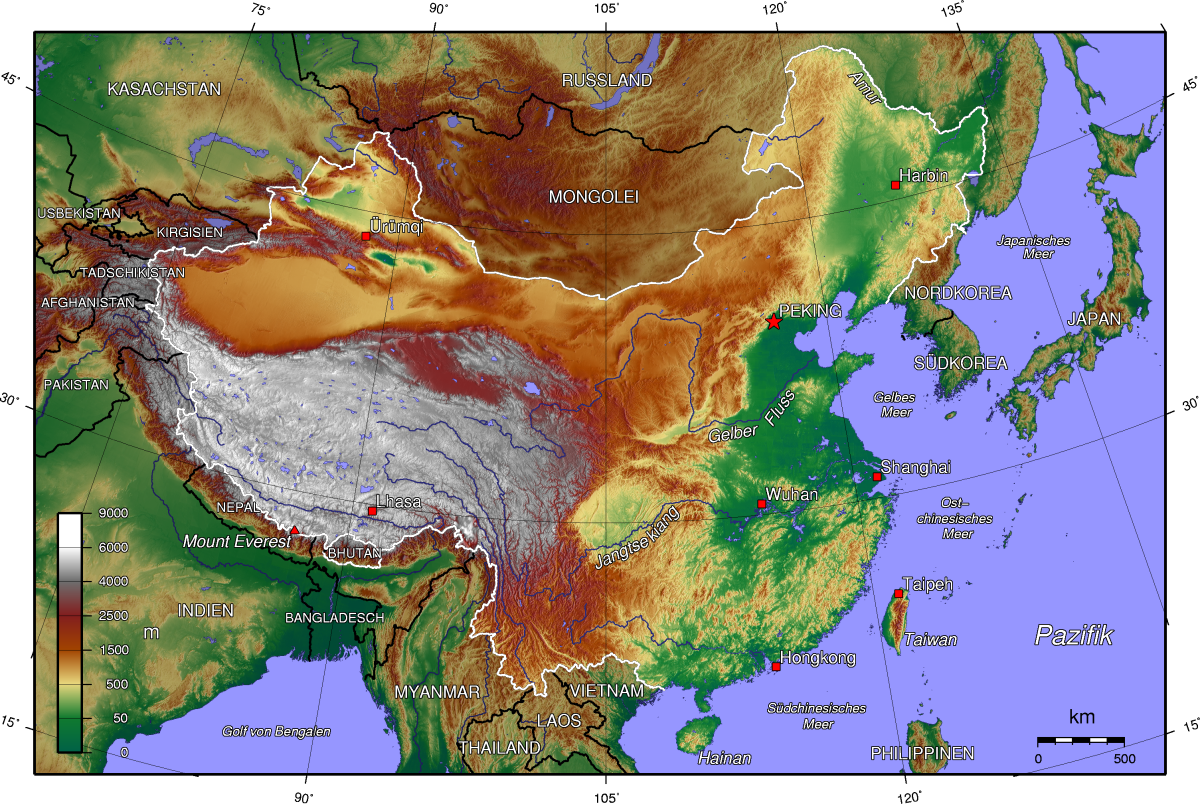
Topographie Chinas, 2005

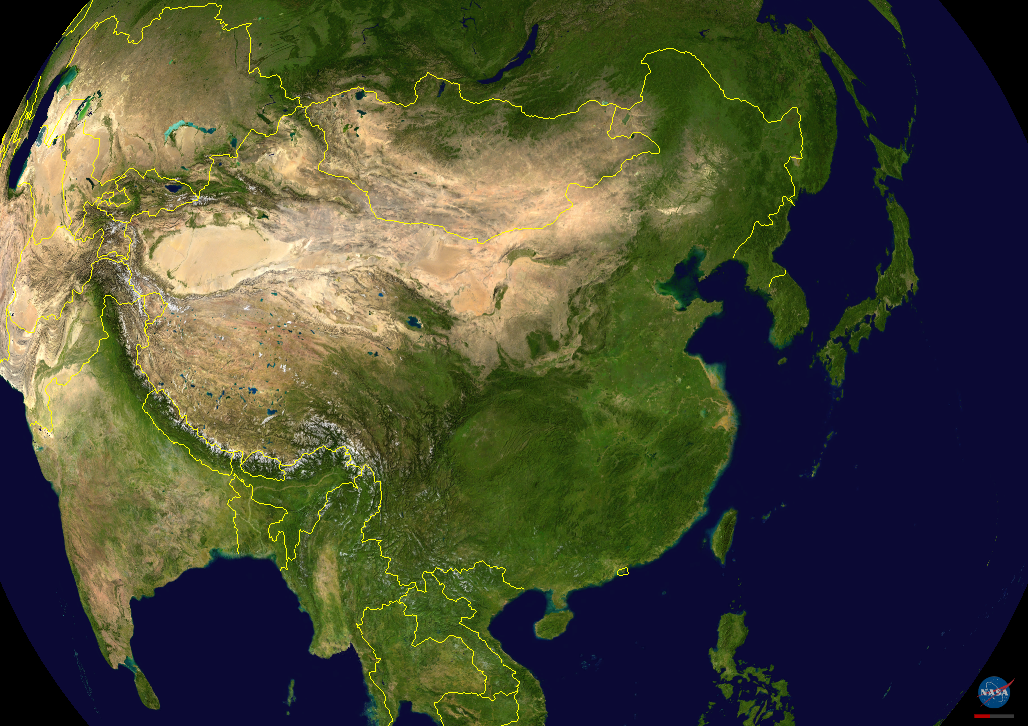
China – Satellitenbild der NASA

Nach Gesamtfläche (Land und Wasser) ist China mit 9.596.960 km² der viertgrößte und nach Landfläche mit 9.326.410 km² der drittgrößte Staat der Welt. Das Territorium erstreckt sich von der nördlichsten Spitze an der sibirischen Grenze bis zum Südzipfel der Insel Hainan auf rund 5.500 Kilometer und von Ost nach West auf etwa 5.200 Kilometer. Im Osten und Südosten grenzt das Staatsgebiet an das Gelbe Meer sowie das Ostchinesische Meer und das Südchinesische Meer. Im Süden, Südwesten, Westen und Nordwesten trennen hohe Bergmassive, im Norden Steppen und Wüsten, im Nordosten der Amur und der Ussuri das Land von seinen Nachbarn.
China besitzt mit 22.133 Kilometer Gesamtlänge die längste Landgrenze aller Staaten. Die Küstenlänge aller Seegrenzen beläuft sich auf 14.500 Kilometer. Insgesamt hat die Volksrepublik China 14 Nachbarländer. Diese sind gegen den Uhrzeigersinn: Nordkorea im Nordosten, dann Russland und die Mongolei, westwärts folgen Kasachstan, Kirgisistan, Tadschikistan, Afghanistan und Pakistan, gegen Süden und Südwesten folgen Indien, Nepal und Bhutan, schließlich Myanmar, Laos und Vietnam.
Die physische Oberfläche, die klimatischen Bedingungen und damit die Bewohnbarkeit der einzelnen Regionen unterscheiden sich sehr stark. Das Land fällt vom Westen nach Osten ab. Die topographische Beschaffenheit kann in fünf Formen unterteilt werden, deren jeweilige Anteile an der Gesamtfläche des Festlandes folgende sind: Gebirge (33,3 %), Plateaus (26 %), Becken (18,8 %), Ebenen (12 %) und Hügelland (9,9 %).
Westchina hat einen ausgesprochenen Hochgebirgscharakter mit dazwischen liegenden Hochebenen. Die höchsten Gebirge sind: Himalaya, Tian Shan, Pamir, Altai. In östlicher Richtung befinden sich Hochflächen und Sedimentbecken, wie das Mongolische Plateau, das Tarimbecken, das Sichuan-Becken oder das Yunnan-Guizhou-Plateau. Xinjiang und die Innere Mongolei sind die trockensten Landesteile, für deren ausgeprägtes Wüstenklima die Gobi und die Taklamakan stehen. Der Osten Chinas ist von vier großen Schwemmebenen geprägt. An den Küsten befinden sich riesige Flussdeltas. Der südöstliche Küstenstreifen ist gebirgig, während der Süden eher hügelig ist.
In den Hoheitsgewässern liegen verstreut etwa 5.400 Inseln. Gemäß dem von der UNO zuerkannten Alleinvertretungsanspruch wird von der Volksrepublik China als größte Insel mit einer Fläche von 36.000 Quadratkilometern Taiwan betrachtet, und als zweitgrößte Hainan mit einer Fläche von 34.000 Quadratkilometern. Von den 14 Bergen, die höher als 8.000 Meter sind, befinden sich neun an der chinesischen Grenze oder innerhalb Chinas. Aus den Hochgebirgen südlich des Qinghai-Tibet-Plateaus, dem Dach der Welt, ragen die meisten der hohen Berge Chinas empor. Die Himalaya-Kette liegt im Durchschnitt 6.000 Meter über dem Meeresspiegel. Der höchste Berg Chinas ist der auf der Grenze zu Nepal liegende Qomolangma (Mount Everest), mit einer Höhe von 8.848,86 Metern zugleich der höchste Berg der Welt.
Der Jangtsekiang (kurz Jangtse) ist mit einer Gesamtlänge von 6.300 Kilometer der längste Fluss Chinas und nach dem Nil und Amazonas der drittlängste Fluss der Welt. Der Gelbe Fluss (Huang He) ist der zweitlängste Fluss Chinas; seine Gesamtlänge beträgt 5.464 Kilometer. Weitere große Flüsse sind der Xi Jiang, der Mekong, der Perlfluss und der Heilong Jiang. Die Flüsse fließen den geographischen Gegebenheiten folgend von Westen nach Osten: aus den Hochregionen mit Schnee und Gletschern in die Ebenen zu den Küsten.
Den größten Canyon Chinas bilden die Dihangschluchten des Yarlung Tsangpo im tibetischen Hochland. Mit einer Länge von 504,6 Kilometern und einer Tiefe von bis zu 6.009 Metern gilt die enge Schlucht als die größte der Welt. Die tiefste Stelle des Landes befindet sich mit −154 Metern im ausgetrockneten Aydingkol-See in der Turpan-Senke im östlichen Xinjiang.
Der Poyang-See, in der Ebene am Mittel- und Unterlauf des Jangtse gelegen, ist der größte Süßwassersee Chinas. Seine Fläche beträgt 3.583 Quadratkilometer. Der größte Salzsee ist der Qinghai-See auf dem Qinghai-Tibet-Plateau mit einer Fläche von 4.583 Quadratkilometern. Der größte Kanal ist der Kaiserkanal. Er beginnt im Norden in Peking und endet im Süden in Hangzhou. Seine Gesamtlänge beträgt 1.801 Kilometer. Der Bau begann im 5. Jahrhundert v. Chr. – er ist der längste und älteste künstlich angelegte Wasserweg der Welt.
Seit 1949 gilt in ganz China einheitlich die Gesetzliche Zeit in China (UTC+8), welche der Zonenzeit von Peking entspricht.

### Klima

Köppen-Geiger-Klimaklassifikation China

Das Klima in China ist mit 18 verschiedenen Klimaregionen so vielfältig wie die Geographie. Kontinentales Klima findet sich im Nordosten. Der Winter ist lang, sehr kalt und trocken, oft jedoch sonnig. Der Sommer wiederum ist warm und feucht, weil er durch den Sommermonsun beeinflusst wird. Dann kann es mit 30 °C und hoher Luftfeuchtigkeit schwül-warm werden.
Trockenes Wüstenklima reicht von der Taklamakan im Westen bis nach Peking. Es ist durch frostige und schneearme Winter sowie heiße Sommer gekennzeichnet. Hinzu kommen extreme Trockenheit und große tageszeitliche Temperaturschwankungen. In den hohen Gebirgen im Inneren Chinas herrscht kühles Gebirgsklima mit hohen Temperaturgegensätzen. Die Winter sind extrem kalt, jedoch scheint tagsüber fast ununterbrochen die Sonne. Im Sommer wird es mäßig warm und es gibt gelegentlich Regen.
Im Osten zwischen Peking und dem Jangtse herrscht gemäßigtes Monsunklima. Es gibt durchweg kühle, teils frostige, meist trockene und schneearme Winter. Die Sonne zeigt sich zu dieser Jahreszeit häufig. Im Sommer wird es zunehmend heißer. Der Sommermonsun bringt nicht nur reichlich Regen, sondern oft eine drückende Schwüle. Das Klima im Osten südlich des Jangtse ist subtropisch, im äußersten Süden tropisch. Die Winter sind mild bis warm und eher trocken. Im Sommer wird es tropisch-heiß mit starken Niederschlägen und hohen Temperaturen. Auch nachts wird es kaum kühler.
Die Niederschläge nehmen von Westen nach Osten und von Norden nach Süden stetig zu. In den Wüsten Zentralchinas fallen jährlich kaum 100 Milliliter Regen; am feuchtesten ist es mit bis zu 3000 mm im Südosten Chinas. In allen Regionen fällt fast der gesamte Niederschlag in den Sommermonaten. Auf dieser Basis besteht die Landfläche Chinas aus 36 % fruchtbaren Ackerlandes, 24 % Graslandschaft, 9 % Wald und 2 % Feuchtgebiete sowie 21 % Wüste und 6,5 % Ödland. Die Städte nehmen in China 1,5 % der Gesamtfläche ein.

### Flora
Ein Großteil der natürlichen Vegetation Chinas wurde durch jahrtausendelange menschliche Besiedlung ersetzt oder verändert, aber einzelne Gebiete geben Raum für große Artenvielfalt, sodass China eine der reichsten und vielfältigsten Faunen und Floren der Welt hat. In den tropischen und gemäßigten Zonen der nördlichen Hemisphäre hat China die weitaus meisten autochthonen Pflanzenarten. Insgesamt wurden mehr als 7.000 Arten von Gehölzpflanzen registriert, darunter 2.800 Bäume und über 300 Arten von Nacktsamern. Der seltene Ginkgo-Baum, der Taubenbaum und der Urweltmammutbaum, die anderswo längst ausgestorben sind, wachsen noch in China. Unter den Blütenpflanzen kommen 650 der 800 bekannten Azaleenarten in China vor, 390 der 450 bekannten Primel- und etwa 230 der 400 bekannten Enzianarten. Von der aus der Provinz Shandong stammenden Strauch-Pfingstrose wurden in Gärten über 400 Sorten gezüchtet.
Die reichsten und ausgedehntesten Nadelwälder kommen in den Bergen im Nordosten vor, wo Lärchenbestände, die Birkenart Betula platyphylla (verwandt zur Hänge-Birke) und Waldkiefern gedeihen, und im Hinggan-Gebirge Bestände von Korea-Kiefer und Dahurischer Lärche. Im Sichuan-Becken ändert sich die Vegetation mit der Höhe, sodass eine Vielzahl von Nadelbäumen in hohen Lagen, Laubbäumen und Zypressen in mittleren Lagen und Bambus in niedrigeren Lagen wachsen. Weiter südlich, in den subtropischen Provinzen Fujian und Zhejiang, überwiegen immergrüne Laubwälder. Wälder weichen natürlichen Graslandschaften und Strauchsteppen in trockeneren westlichen und nordwestlichen Gebieten, insbesondere in den semiariden Regionen Shanxi und Shaanxi, in den Steppen der Inneren Mongolei und entlang der Wüstenränder der Tarim- und Junggar-Becken.

### Fauna
Die unterschiedlichen Lebensräume beherbergen eine vielfältige Fauna. Diese reicht von arktischen Arten in der Mandschurei bis hin zu einer reichen tropischen Tierwelt im Süden. Insgesamt gibt es in China über 6.300 Wirbeltiere, davon 2.469 Landwirbeltiere mit rund 500 Säugetier-, 1.258 Vogel-, 376 Reptilien-, 569 Amphibien- und 3862 Fischarten. Außerdem kommen hunderttausende wirbellose Arten vor, darunter rund 150.000 Insektenarten.
Einige in anderen Gegenden der Welt bereits ausgestorbene Arten haben in China überlebt. Zu diesen zählen der Schwertstör aus dem Jangtsekiang, bestimmte Alligatoren und Salamander, der Große Panda, der nur im Südwesten Chinas lebt, und das Wasserreh, welches ausschließlich in China und Korea existiert. Zu den Endemiten und besonders seltenen Tierarten gehören des Weiteren Stumpfnasenaffen, der Südchinesische Tiger, die vier Arten der Ohrfasanen, der Mandschurenkranich, der Nipponibis und der China-Alligator.
Im tropischen Süden Chinas tummeln sich vielerlei Primaten, darunter Gibbons, Makaken und viele andere Affenarten. Größere Raubtiere, wie Bär, Tiger und Leopard, sind nur in begrenzter Zahl vertreten und lediglich in abgelegenen Gebieten heimisch. Leoparden leben in der nördlichen Mandschurei; Tibet ist Lebensraum des Schneeleoparden. Kleinere Raubtiere, darunter Fuchs, Wolf und Waschbär sind in vielen Regionen zahlreich vertreten. Antilopen, Gazellen, Gämsen, Wildpferde und andere Huftiere bewohnen die Bergregionen und Täler im Westen. Der Elch ist in der nördlichen Mandschurei verbreitet. Vögel sind in den verschiedensten Arten anzutreffen, unter anderem Fasane, Kraniche, Papageien, Reiher und Asiatische Pfauen. Wasserbüffel zählen zu den Haustieren, die im Süden als Zugtiere eingesetzt werden, des Weiteren die im trockenen Norden und Westen als Lasttiere verwendeten Kamele sowie Yaks, die in Tibet als halbdomestizierte Hochgebirgsrinder dienen. Vor allem an der Südküste finden sich Flundern, Kabeljau, Thunfische, Tintenfische, Krabben, Garnelen und Delfine. Die Flüsse Chinas bieten Lebensraum für verschiedene Karpfenarten sowie Lachs, Forelle, Stör und Echten Wels. Viele Binnengewässer Chinas werden für die Fischzucht verwendet.
Der Panda gilt den Chinesen als Nationalheiligtum. Auf Anordnung der Nationalen Forstbehörde Chinas sind die Provinzen Sichuan, Gansu und Shaanxi seit 2011 verpflichtet, alle zehn Jahre eine Zählung der in freier Wildbahn lebenden Bestände durchzuführen. Beim letzten sogenannten Panda-Zensus Anfang 2015 wurden 1.864 Exemplare gezählt, zehn Jahre vorher waren es nur 1.596. Maßgeblichen Anteil an diesem Wachstum trägt die Panda-Nachzuchtstation in Chengdu, von wo aus die sexuell sehr enthaltsamen Pandas mit dementsprechend geringer Fortpflanzungsquote nach der Aufzucht in die Freiheit entlassen werden.
Die ersten Naturschutzgebiete wurden in den 1950ern angelegt. Seitdem sind insgesamt über 2.700 Naturreservate in China entstanden. Die Fläche aller Schutzgebiete beträgt 1,42 Millionen Quadratkilometer. Das entspricht rund 15 Prozent des Landesterritoriums.

### Naturkatastrophen

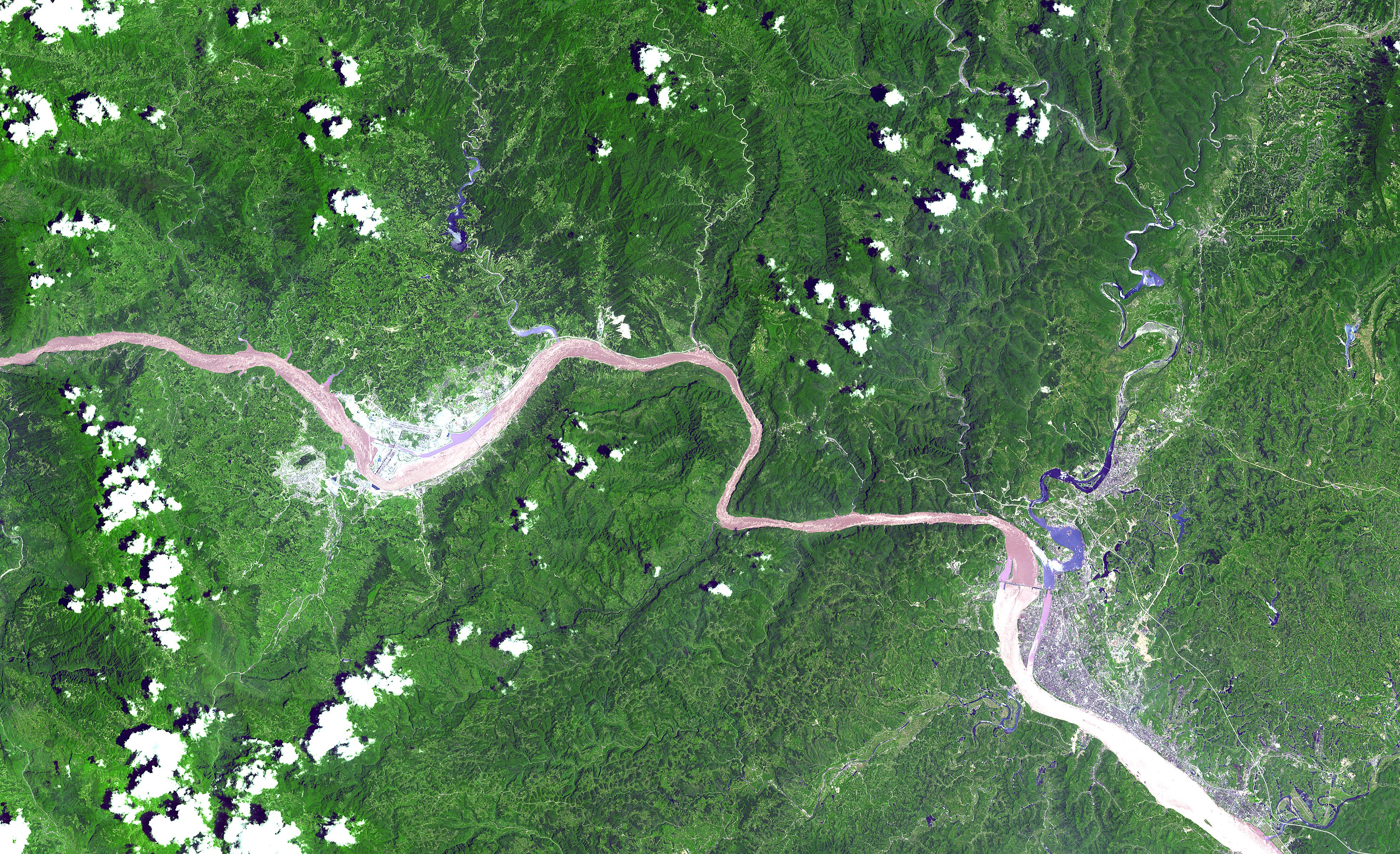
Hochwasserschutz: Drei-Schluchten-Damm (links) und die Gezhouba-Talsperre (rechts) aus dem Weltall betrachtet (Aufnahme von 2000)

China wird regelmäßig von Dürren, Überschwemmungen, Schneestürmen, Hagel, Erdrutschen, Sandstürmen und Flächenbränden heimgesucht. Zudem sind die Küsten im Süden und Osten des Landes häufig tropischen Wirbelstürmen und Taifunen ausgesetzt. Überschwemmungen treten regelmäßig an allen großen Flüssen auf. Die letzten großen Flutkatastrophen ereigneten sich 1998 und 2016, bei welchen ganze Regionen wochenlang überschwemmt waren. Beiden Ereignissen ging ein El Niño voraus.
Der Jangtse liegt im dichtbesiedelten Jangtse-Delta. Seit Jahrhunderten wird dieses Gebiet von Überschwemmungen heimgesucht. Ursachen für die Überschwemmungen sind Bodenerosion, Dürren sowie Eindämmung des natürlichen Flusslaufs. Der Bau der Drei-Schluchten-Talsperre war und ist daher umstritten.
Tektonische Beben verursachen in der Volksrepublik China die größten Schäden. Auf sie sind laut Angaben des Chinesischen Amts für Meteorologie jährlich die meisten menschlichen Opfer sowie die größten ökonomischen Verluste zurückzuführen. Im Jahresdurchschnitt treten in China etwa 20 Erdbeben der Stärke 5,0 bis 5,9; drei bis vier zwischen 6,0 und 6,9; und nur etwa alle zwei bis drei Jahre maximal zwei der Stärke 7,0 oder mehr auf. Besonders betroffen sind der Osten Chinas sowie die südlichen Provinzen und der Himalaya. Verheerende Schäden richteten zuletzt das Erdbeben in Sichuan 2013 sowie das Jiuzhaigou-Erdbeben 2017 an, beide mit einer Magnitude von 7,0.

## Bevölkerung
Laut dem Jahresbericht des Bevölkerungsfonds der Vereinten Nationen (UNFPA) müsste Indien China bis Mitte des Jahres 2023 als bevölkerungsreichste Nation der Welt abgelöst haben. Zuvor war die Volksrepublik China das bevölkerungsreichste Land der Erde. Dort lebten im Jahr 2021 nach Angaben des Nationalen Statistikamtes 1.412.600.000 Einwohner.

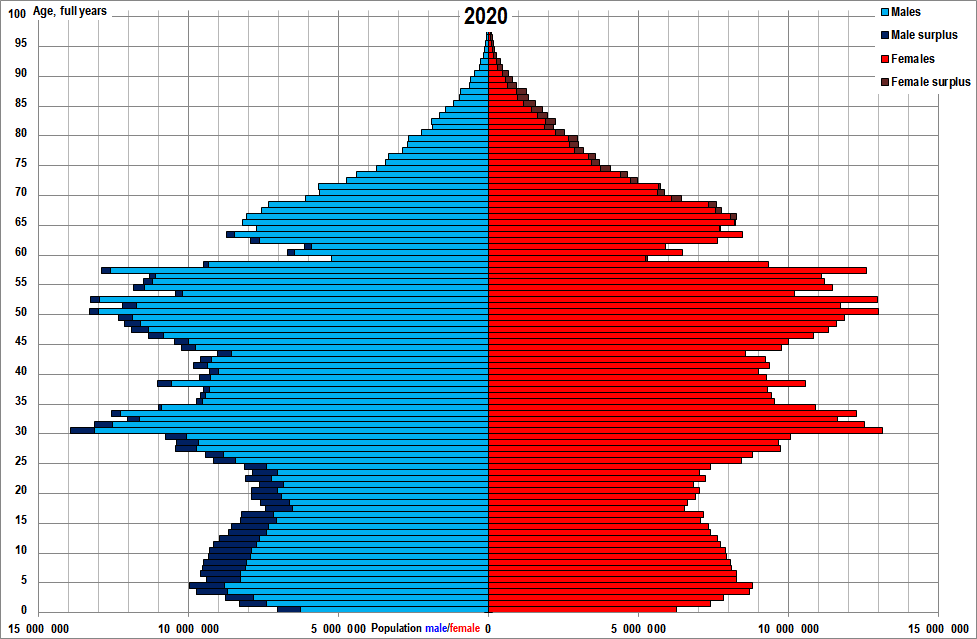
Bevölkerungspyramide Chinas 2020

Nach Gründung der Volksrepublik China hatte das Land zwei Jahrhunderte mit großem Bevölkerungswachstum, aber auch großen Verlusten durch Krieg, Hungersnöte, Seuchen und Naturkatastrophen hinter sich. Mao Zedong betrachtete eine hohe Bevölkerungszahl als Zeichen nationaler Stärke. Der erste Zensus, der im Jahre 1953 durchgeführt wurde, ergab eine Bevölkerung von über 580 Millionen, das waren 70 Millionen Menschen mehr als zuvor geschätzt. Als Reaktion darauf wurden Ende der 1950er Jahre erstmals Spätehen und Empfängnisverhütung propagiert, weil sich in den Städten Arbeitsplatzmangel abzeichnete und auf dem Land das Verhältnis zwischen Bevölkerung und Ackerland ungünstig war. Wegen der abnehmenden Säuglingssterblichkeit (von 200 ‰ im Jahre 1949 auf 60 ‰ zu Beginn der 1970er Jahre und 45 ‰ bis 2000) und der steigenden Lebenserwartung (zwischen 1953 und 1970 jährlich um ein Jahr) wuchs die Bevölkerung schnell. Die Lebenserwartung, die 1950 noch bei 28 Jahren gelegen hatte, war bis 2000 auf 68,5 Jahren angestiegen.
Ab 1973 waren pro Ehe nur zwei Kinder erlaubt. Dies wurde in Städten aber auch auf dem Land durchgesetzt, wobei die nationalen Minderheiten ausgenommen waren. Im Jahre 1979 wurde die Ein-Kind-Politik offiziell eingeführt, die regional unterschiedlich und teils mit Gewalt, wie z. B. Zwangsabtreibungen, durchgesetzt wurde. Die Fertilität lag 1996 zwischen 1,5 und 1,6 Kindern pro Frau. Im Jahr 2000 betrug sie zwischen 1,2 und 1,4 Kindern pro Frau. Auswirkungen der Ein-Kind-Politik sind die Nichtmeldung von Geburten sowie bis zu 70 Abtreibungen pro 100 Geburten – durch die kulturelle Präferenz für Söhne wurden insbesondere weibliche Föten abgetrieben. Aufgrund der Nichtregistrierung von Geburten wird davon ausgegangen, dass die wirklichen Geburtenzahlen 15 bis 30 Prozent über den erfassten Geburten liegen. Das Geschlechterverhältnis hat sich vom Normalwert 1050 Jungen zu 1000 Mädchen in den 1950ern und 1960er Jahren auf 1200 Jungen zu 1000 Mädchen seit 1997 verschoben. In Regionen mit besonders streng durchgesetzter Geburtenkontrolle fehlen in den Geburtenjahrgängen 1980 bis 2010 rund 27 Millionen Mädchen. Sozioökonomische Ursachen haben zum Sinken der Geburtenzahlen geführt.
Das Ziel der Ein-Kind-Politik, die Bevölkerung zur Jahrtausendwende bei 1,2 Milliarden Einwohnern zu stabilisieren, wurde verfehlt; im Jahr 2000 lebten etwa 1,27 Milliarden Menschen in China. Die Bevölkerungszahl erreichte im Jahr 2021 mit 1,412 Milliarden Menschen ihren Höchststand und nimmt seitdem ab.
In Regionen, in denen die Ein-Kind-Politik streng durchgesetzt wurde, werden nach einer Prognose von 2014 im Jahre 2050 etwa 40 Prozent der Menschen über 65 Jahre alt sein. Aus diesen Gründen wurde die Ein-Kind-Politik per 1. Januar 2016 durch die Zwei-Kind-Politik und im Jahr 2021 durch eine Drei-Kind-Politik ersetzt. Dennoch sank die Geburtenzahl weiter.
Im Jahr 2023 kamen auf tausend Einwohner 6,39 Geburten, im Vorjahr 2022 waren es 6,77 (zum Vergleich: in Deutschland liegt diese Zahl bei 9,4). 2023 wurden 9,02 Millionen Babys geboren, verglichen mit 9,56 Millionen Babys im Jahr 2022. Die Gesamtbevölkerung sank im Jahr 2023 auf 1,409 Milliarden Menschen, 2,08 Millionen weniger als im Vorjahr.

### Bevölkerungsverteilung

Bevölkerungsdichte nach dem Zensus von 2010 (Einwohner/km²):
<5
5–10
>10–20
>20–50
>50–80
>80–150
>150–200
>200–250
>250–300
>300–400
>400–500
>500

Bevölkerungsänderungen 2010–2020 in Prozent:

Die 1,4 Milliarden Einwohner sind sehr ungleich über das Territorium verteilt. Die imaginäre Heihe-Tengchong-Linie teilt China in einen westlichen Teil, der 57 % des Staatsgebietes einnimmt, und einen östlichen Teil. Auf den 43 % des östlichen Staatsgebietes lebten im Jahre 1982 etwa 94 % der Gesamtbevölkerung. Zahlreiche Landkreise im östlichen Landesteil weisen eine Bevölkerungsdichte oberhalb von 800 bis 900 Personen pro Quadratkilometer auf, während große Landstriche im westlichen Teil des Landes unbesiedelt sind.

### Migration
Aufgrund einer Landflucht im Jahre 1955 wurde die staatliche Zuweisung von Arbeitsplätzen und Getreiderationierung sowie das Hukou-System eingeführt. Danach war Migration vom Land in die Stadt praktisch verboten, dieses Verbot wurde bis 1984 weitgehend eingehalten. Die Landverschickung von 17 Millionen städtischer Kader und Jugendlicher während der Kulturrevolution 1966 bis 1976 als Erziehungsmaßnahme, oder die Besiedelung der Regionen entlang der sowjetischen Grenze nach dem chinesisch-sowjetischen Zerwürfnis zählen zu den großen Binnenmigrationen.
Die Reform- und Öffnungspolitik hat die Kontrolle über den Hukou erschwert. Seitdem ist es zu massiver Binnenmigration aus den ländlichen Räumen in die Ballungszentren gekommen. Die Volkszählung 2010 hat die Wanderbevölkerung auf 275 Millionen geschätzt. Die Binnenmigranten sind in den Städten benachteiligt und besitzen häufig nur eine temporäre Meldebescheinigung. Dies birgt ein erhebliches Konfliktpotential. Das im Jahre 1958 eingeführte Hukou-System benachteiligt Menschen, die in Dörfern registriert sind, beim Zugang zu städtischen Dienstleistungen wie Gesundheitsvorsorge und Bildung; das System wird nur langsam reformiert. Daher werden die ungefähr 200 bis 300 Millionen Wanderarbeiter nach wie vor benachteiligt.
Im Jahre 2016 lebten 9,6 Millionen Auswanderer aus der Volksrepublik China im Ausland oder in einer der beiden Sonderverwaltungszonen. Davon hatten fast 40 Prozent einen Hochschulabschluss. Die wichtigsten Zielländer für Auswanderer waren die USA, Hongkong, Südkorea, Japan, Kanada, Australien, Singapur, Macau, Italien und Bangladesch. 211.000 dieser Auswanderer waren Flüchtlinge. Im gleichen Jahr lebten 1,13 Millionen Einwanderer in China, die vornehmlich aus Korea, den Philippinen, Brasilien, den USA, Japan, Indonesien, Myanmar, Vietnam, Macau und Thailand stammten. Somit kommt auf 1000 Bürger ein Einwanderer; 300.000 davon kamen als Flüchtlinge. Die Emigranten sorgten für Kapitalflüsse in der Höhe von etwa 64 Milliarden US-Dollar nach China, während die Einwanderer Überweisungen aus China in der Höhe von 6,9 Milliarden US-Dollar tätigten.
Im 19. und 20. Jahrhundert gab es mehrere Wellen von Auswanderung aus China. Die Auslandschinesen stellen heute substantielle Anteile der Bevölkerungen in den südostasiatischen Staaten, Auslandschinesen leben in fast allen Staaten der Welt. Sie haben sich mit unterschiedlichem Ausmaß an ihre neue Heimat assimiliert, werden jedoch teilweise diskriminiert. Typischerweise legen sie großen Wert auf ihre Herkunft und halten Kontakt zu ihrem Heimatort. Besonders zu Beginn der Reform- und Öffnungspolitik brachten sie einen bedeutenden Anteil der Auslandsinvestitionen nach China.

### Urbanisierung, Ballungsgebiete und Städte

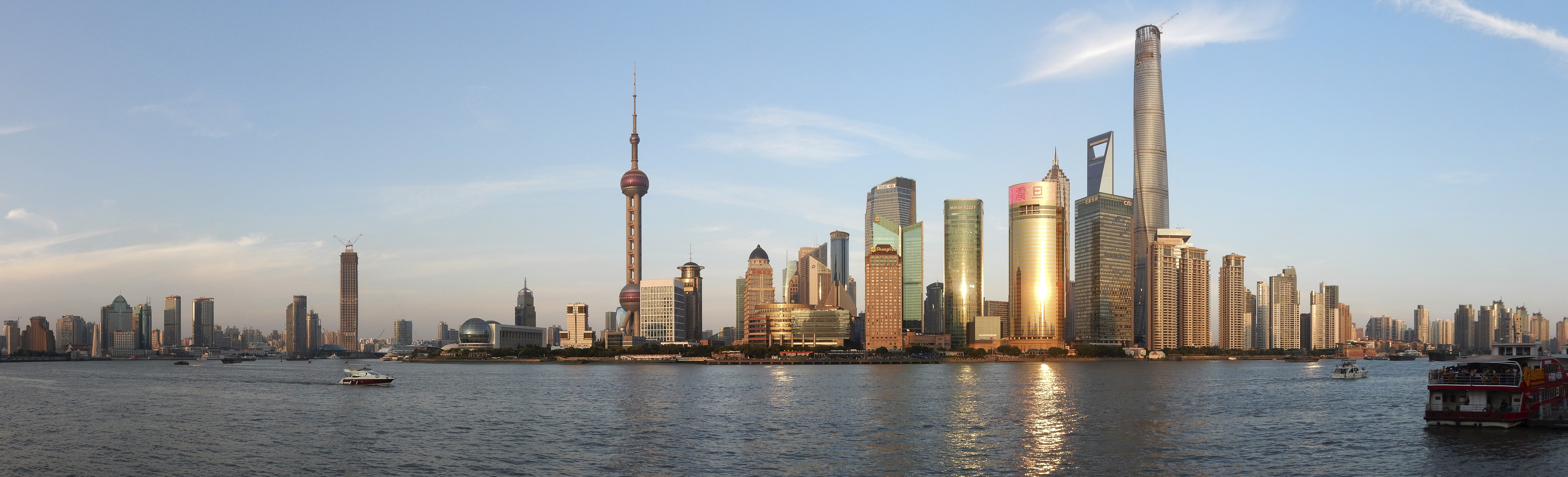
Skyline der Megastadt Shanghai, 2014

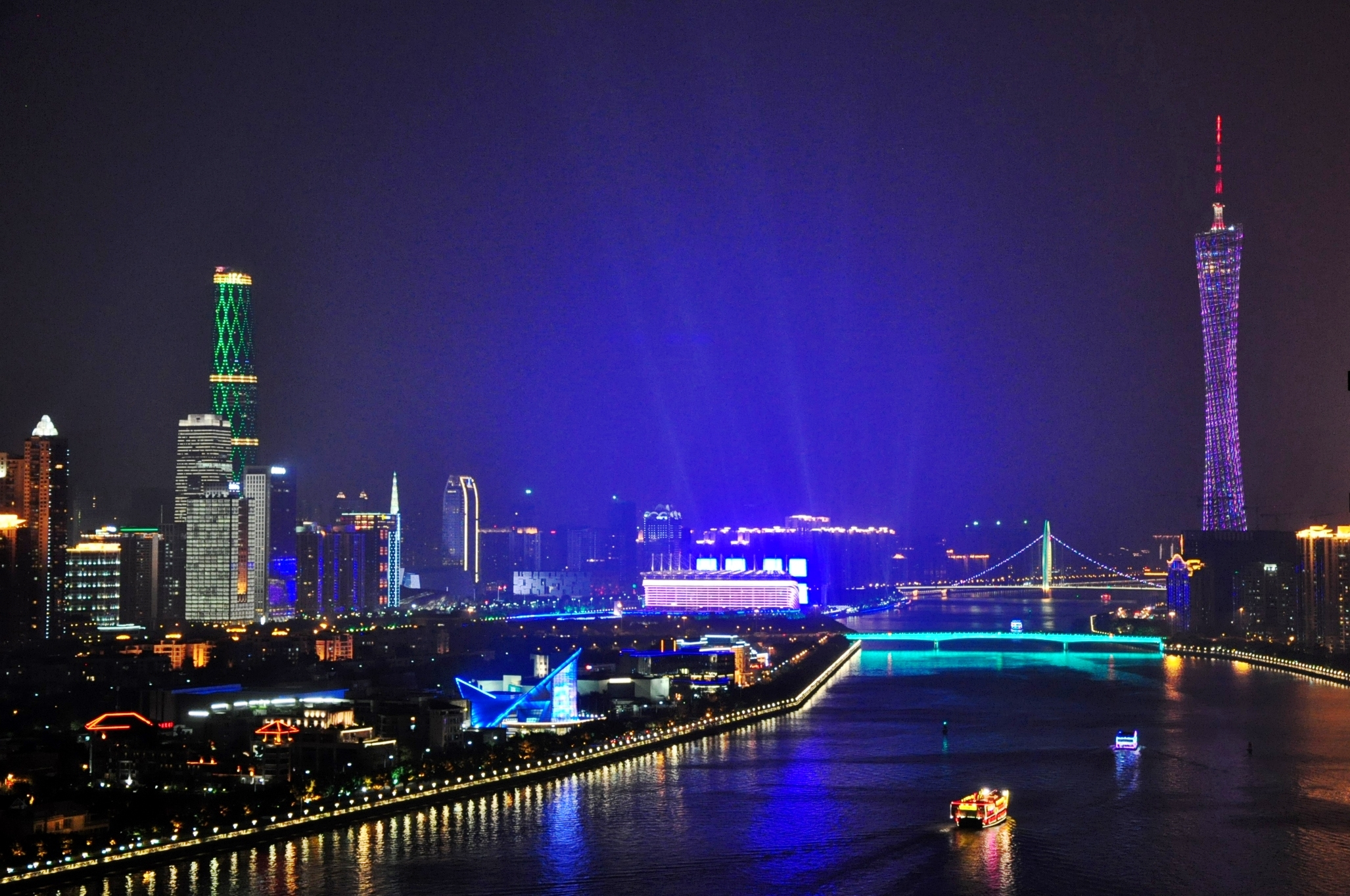
Guangzhou im Ballungsraum Perlfluss-Delta, 2011

Nach dem Ende der Kulturrevolution im Jahre 1978 lebten 17,9 Prozent der Einwohner Chinas bzw. 170 Millionen Menschen in Städten. In einer Phase der Wiederbelebung der Städte von 1978 bis 1995 wuchs die Stadtbevölkerung auf 30,5 Prozent der Gesamtbevölkerung. Darauf folgte eine Phase des schnellen Wachstums der Städte, so dass im Jahre 2013 etwa 730 Millionen Menschen bzw. 53,7 Prozent der Bevölkerung in Städten lebten. Effizienzsteigerungen in der Landwirtschaft, die Menschen in Tätigkeiten mit niedriger Produktivität freisetzte, und die Industrialisierung führten zu dieser Entwicklung. Die Urbanisierung ist ein wichtiger Faktor beim Wirtschaftswachstum in den vergangenen Jahrzehnten. Bis 2020 soll die Urbanisierungsrate auf 60 Prozent der Bevölkerung anwachsen.
In der Volksrepublik China gibt es 15 Megastädte, in denen insgesamt über 260 Millionen Menschen leben, und mehr als 150 Millionenstädte. Die drei größten Ballungsräume sind das Jangtse-Delta, das Perlflussdelta sowie die Region um Peking und Tianjin, in denen sich auf engem Raum mehrere Millionenstädte befinden und die die bevorzugten Zielorte für interne Migration darstellen.
Trotz der hohen Urbanisierungsrate ist es in China gelungen, die Bildung von Slums und Infrastrukturüberlastung wie in anderen Entwicklungsländern zu vermeiden. Trotzdem ist China von den negativen Begleiterscheinungen einer schnellen Urbanisierung, wie Zerstörung landwirtschaftlicher Nutzflächen, Umweltverschmutzung und inadäquater Entschädigung bei der Enteignung von landwirtschaftlichen Flächen, betroffen. In Vororten der Ballungszentren entstanden zahlreiche Retortenstädte, die reine Schlafsiedlungen für Arbeitskräfte sind, wie z. B. Anting. Hier gibt es teils hohe Leerstandsquoten, da die Industrieansiedlungen ausblieben und der Neubau spekulativ angeheizt wurde.

### Volksgruppen
China ist ein multi-ethnisches Land. 91,51 Prozent der Bevölkerung sind Han (rund 1,25 Milliarden). Die Bezeichnung geht auf die Han-Dynastie zurück. Jedoch stellt diese größte Bevölkerungsgruppe keine homogene Gruppe dar: Im Laufe der Zeit entwickelten sich starke regionale Unterschiede hinsichtlich Sprache, Dialekt, Siedlungsformen, Volkssagen, Kleidung und Ernährung. Die 18 größten Volksgruppen nach den Han waren 2010 die:
- Zhuang (16,9 Millionen),
- Uiguren (11,5 Millionen),
- Hui (10,5 Millionen),
- Mandschu (10,3 Millionen),
- Miao (9,4 Millionen),
- Yi (8,7 Millionen),
- Tujia (8,3 Millionen),
- Tibeter (6,2 Millionen),
- Mongolen (5,9 Millionen),
- Dong (2,8 Millionen),
- Buyei (2,8 Millionen),
- Yao (2,7 Millionen),
- Bai (1,9 Millionen),
- Koreaner (1,8 Millionen),
- Hani (1,6 Millionen),
- Li (1,4 Millionen),
- Kasachen (1,4 Millionen),
- Dai (1,2 Millionen).

Insgesamt sind 55 Ethnien als nationale Minderheiten anerkannt, denen neben dem Minderheitenschutz in der chinesischen Verfassung besondere Rechte zugestanden werden, beispielsweise Unterricht in der eigenen Sprache, leichterer Zugang zu höherer Bildung, spezielle Quotenregelungen. Diese Rechte werden jedoch seit den 2000er Jahren zunehmend ausgehöhlt. Nach Unruhen in Tibet im Jahr 2008 werden die Tibeter aus ihren Wohngebieten vertrieben und durch Tourismus assimiliert. Im Jahr 2016 gab es mehrere Selbstverbrennungen. Unruhen im Jahr 2009 in der Provinz Xinjiang verschärften den Konflikt zwischen den Uiguren und dem Staat. Nach einer Serie von Anschlägen im Jahr 2014 begann China mit der Umsetzung der Assimilationspolitik, den Xinjiang-Umerziehungslagern, einem Ethnozid an muslimischen Uiguren und anderen Minderheiten in Xinjiang. Nachdem die sogenannte China Cables – geheime Dokumente der Volksrepublik China – geleakt worden waren, erfuhr die Lage der Uiguren im Jahr 2019 internationale Aufmerksamkeit.

### Sprachen

Übersicht über die verschiedenen Sprachgebiete Chinas (1990, nach Daten der CIA)

Neben dem auf einem Dialekt des Mandarin basierenden Hochchinesisch als allgemeiner Amtssprache sind je nach Region weitere Amtssprachen offiziell anerkannt. Dazu zählen Kantonesisch in Hongkong und Macau sowie Englisch in Hongkong. Hinzu kommen Regionalsprachen, wie Zhuang in Guangxi, Tibetisch in Tibet, Uigurisch in Xinjiang, dann Mongolisch in der Inneren Mongolei und Koreanisch in Yanbian. Außerdem finden sich aus den Tibeto-Birmanischen Sprachen etwa Ladhakhisch und Yi, dann Tai-Kadai-Sprachen, wie Bouyei, Dong, Tai Lü, Tai Nüa oder Tai Pong, aber auch Mangghuer sowie als Turksprachen Äynu, Ili Turki, Salarisch oder West-Yugurisch.

### Religionen
Wie in den religionskritischen ehemaligen Ostblockstaaten Europas liegt in China ein strenges Prinzip der Trennung zwischen Religion und Staat zugrunde. Das Recht auf Glaubensfreiheit ist in der Verfassung der Volksrepublik formal verankert – echte Religionsfreiheit herrscht aber nicht.
Aufgrund der desaströsen Auswirkungen auf Gläubige während der Kulturrevolution zwischen 1966 und 1976 bemühte sich die chinesische Führung ab den 1980er Jahren, Räume für religiöse Aktivitäten zu öffnen. Staatliche Unterstützung finden traditionelle Glaubensrichtungen wie Taoismus und Buddhismus, die als integraler Bestandteil der chinesischen Kultur angesehen werden.
Verfassungsrechtlich steht es jedem frei, unter anderem allein oder in der Gemeinschaft mit anderen zu beten, Schriften zu rezitieren, Gottesdienste abzuhalten, zu taufen oder Messen zu lesen. In der Praxis werden diese Rechte allerdings oft eingeschränkt. Dennoch war in China seit der letzten Jahrtausendwende ein „Boom der Religionen“ zu beobachten. So erfuhren Tempel und Klöster Zulauf, und der tibetische Buddhismus breitete sich auch wieder in östlichen Provinzen des Landes aus.
Die vier wichtigsten Religionen in China sind der Buddhismus, der Taoismus, der Islam und das Christentum. Außerdem gibt es noch einige volkstümliche Religionen bei nationalen Minderheiten. Die chinesischen Religionen sind im Allgemeinen familienbezogen und verlangen keine Mitgliedschaft. Von den größeren Religionen stammt nur der Taoismus aus China. Dabei reicht der Buddhismus bis ins 1. Jahrtausend v. Chr. zurück; er verbreitete sich ab dem 1. Jahrhundert n. Chr. in China. Der Taoismus reicht ähnlich weit zurück, integrierte zahlreiche Elemente deutlich älterer Religionen. Im 7./8. Jahrhundert kam der Islam nach China, im 13. Jahrhundert das Christentum. Jesuiten missionierten ab dem späten 16. Jahrhundert. Der Protestantismus gelangte ab 1807 nach China.
Der Konfuzianismus galt in der Kaiserzeit als orthodox, die anderen Religionen als heterodox. Seit der Gründung ist die Volksrepublik China entsprechend ihrer kommunistischen Ideologie des Staats-Atheismus ein laizistischer Staat. Buddhismus, Daoismus, Islam, Katholizismus und Protestantismus sind vom Staat anerkannte Religionen, wobei Katholizismus und Protestantismus als eigenständige Religionen betrachtet werden und sich nicht unabhängig organisieren dürfen. So ist die römisch-katholische Kirche in der Volksrepublik verboten, lediglich eine Chinesische Katholisch-Patriotische Vereinigung, die die Autorität des Papstes nicht anerkennt und keine direkten Kontakte zum Vatikan unterhält, ist erlaubt. Unter Mao Zedong erfuhr die katholische Kirche eine besonders rigide Form der Überwachung und Kontrolle. Heute steht die neue Religionsgemeinschaft der Falun Gong im Fokus der staatlichen Verfolgung, wobei Berichte über Organentnahmen und Hinrichtungen an Angehörigen der Gemeinde Menschenrechtsorganisationen zu weltweiten Protestaktionen bewegten.
2013 gab es in der Volksrepublik bei rund 1,4 Milliarden Einwohnern etwa 85.000 religiöse Stätten, rund 300.000 Priester, etwa 3000 Religionsgruppen und 74 theologische Einrichtungen. Religiöse Organisationen können eigene Schulen gründen sowie Bücher und Periodika veröffentlichen. Höhere Bildungs- und Forschungseinrichtungen bieten mitunter religiöse Programme und Forschungsprojekte an.
Es gibt in China keine Kirchensteuer. Die jeweiligen religiösen Gemeinden finanzieren sich über Spenden sowie überwiegend durch immaterielle Leistungen der jeweiligen Ordensgemeinschaft, zum Beispiel die gemeinsame Errichtung oder Instandsetzung von Gebäuden oder das gemeinsame Bewirtschaften von Gärten und landwirtschaftlichen Flächen. Religionsunterricht gibt es an den Schulen nicht, jedoch ist seit Ende der 1990er Jahre die Eröffnung von privat betriebenen religiösen Schulen und Kindergärten zu beobachten.
Da sich in China niemand offiziell zu einer Konfession bekennen soll, gibt es keine amtlichen Angaben und keine seriösen Statistiken über Zahlen von Religionsanhängern. Sämtliche Studien und Hochrechnungen chinesischer und ausländischer Institutionen beruhen auf Schätzungen und Umfragen, die teilweise erheblich voneinander abweichen. Zudem sind die Grenzen zwischen den unterschiedlichen Glaubensrichtungen in China oft fließend. So ist es in mehreren chinesischen Regionen nicht ungewöhnlich, dass sich Gläubige zu verschiedenen Religionen bekennen. Hierzu gibt es das chinesische Sprichwort:

„Ein Chinese ist Konfuzianer, wenn es ihm gut geht; er ist Taoist, wenn es ihm schlecht geht; und er ist Buddhist im Angesicht des Todes.“

Insofern ist die religiöse Szene in China sehr vielfältig und kann keinesfalls als homogene Kultur betrachtet werden. Stark verbreitet ist der Shenismus, ein Gemisch aus religiösen und philosophischen Praktiken. Taoismus und Konfuzianismus sind zwei Beispiele für philosophische Überzeugungen in China, die religiöse Elemente tragen. Aspekte des Rituals und des Glaubens über das Jenseits existieren unabhängig von den Philosophien. Abgesehen von den europäischen, steht im Zentrum aller praktizierten Religionen in China seit alters her kein unsichtbarer Gott, sondern stets das Leben, die Erde, das Glück und die Harmonie.

## Geschichte
Die Geschichte vor dem Zweiten Opiumkrieg ist unter Geschichte Chinas zu finden.

Direkt kontrollierte Gebiete des Qing-Kaiserreichs zur Zeit seiner größten Ausbreitung 1820 (in dunklerem Farbton: die Kernprovinzen des „eigentlichen China“)

Die heutige Volksrepublik China ist das Ergebnis eines zweihundert Jahre andauernden Prozesses, in welchem das Kaiserreich China abgelöst und China zu einem modernen Staat umgestaltet wurde. Die dramatischen Ereignisse, die diesen Prozess begleiteten, prägen heute noch die politischen Akteure des Landes.

### Ende des Kaiserreichs (1911), Republik (bis 1914), Beginn der Diktatur Yuan Shikais

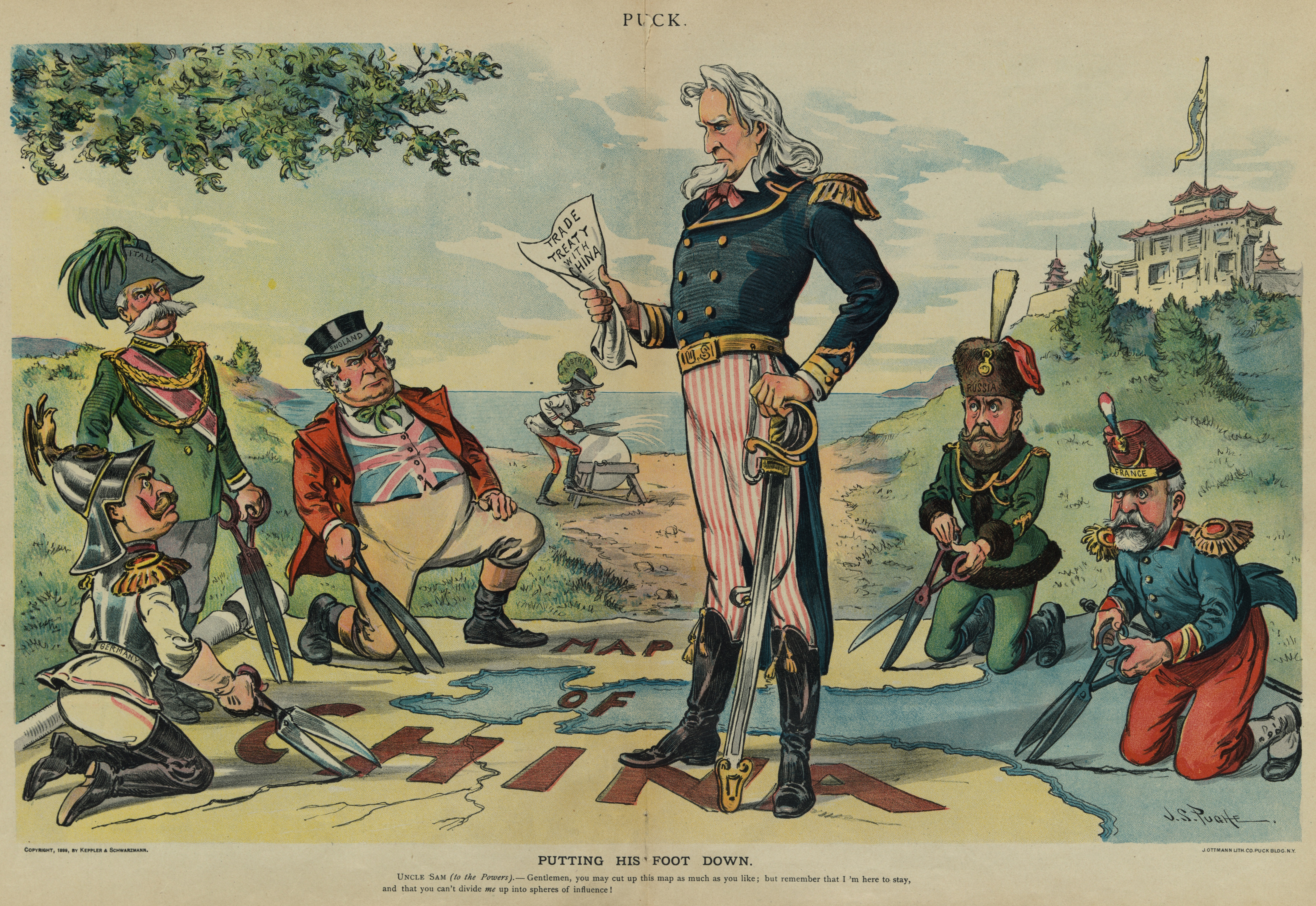
Karikatur in der Puck vom 23. August 1899: „Uncle Sam“ steht auf einer Karte von China, die von europäischen Staatsoberhäuptern zerschnitten wird, und sagt: „Gentlemen, Sie können diese Karte so oft zerschneiden, wie Sie möchten, aber bedenken Sie, dass auch ich hier bin, um zu bleiben.“

Um 1800 hatte China seine größte Ausdehnung und wirtschaftliche Kraft erreicht und produzierte etwa ein Drittel aller Waren weltweit, innen- und außenpolitisch hingegen war das chinesische Kaiserreich zu Beginn des 19. Jahrhunderts vergleichsweise instabil bzw. schwach. Wie in Europa war die Bevölkerung stark angewachsen, die Industrialisierung setzte jedoch aufgrund der Abschließung Chinas von der Außenwelt erst mit großer Verzögerung ein. Das verfügbare Ackerland pro Kopf war gesunken. Es kam zu hunderten Aufständen; der Taiping-Aufstand (1851–1864) gilt als verheerendster Krieg des 19. Jahrhunderts, die großen muslimischen Rebellionen waren nicht weniger grausame Kriege. Die Handelsbilanz entwickelte sich nach der erzwungenen Öffnung Chinas negativ. Den immer aggressiver auftretenden fremden Mächten hatte das Qing-Reich weder im ersten oder zweiten Opiumkrieg noch im chinesisch-französischen Krieg 1885/86 und im japanisch-chinesischen Krieg 1895 viel entgegenzusetzen. Große Gebiete im Norden der Mandschurei und in Ostturkestan gingen in den Verträgen von Aigun 1858 und Peking 1860 an das russische Zarenreich verloren. Zu diesen demütigenden Niederlagen kamen die Ungleichen Verträge, die im Laufe des 19. Jahrhunderts zu zunehmender Fremdbestimmung, Gebietsverlusten und hohen Kompensationszahlungen an fremde Staaten führten.
Der ausländische Druck auf China führte zur Selbststärkungs-Bewegung, zu Modernisierungen im Erziehungswesen und im Militär, erste Chinesen nahmen ihr Studium im Ausland auf. Es gab Anfänge einer Industrialisierung, die wiederum maßgeblich von Ausländern vorangetrieben wurde. Die von Kaiser Guangxu eingeleitete Hundert-Tage-Reform scheiterte jedoch. Im „Boxeraufstand“, bei dem es sich nicht um einen Aufstand gegen die Regierung, sondern um eine Bewegung handelte, die sich gegen die imperialistischen Mächte richtete und die die chinesische Regierung zu stützen versuchte, bündelten sich Kräfte, deren Ziel die Vertreibung aller Ausländer war; dieser missverständlich als „Aufstand“ bezeichnete Kampf der „Boxer“ (die ersten von ihnen waren in traditioneller Kampfkunst ausgebildet) führte zum Krieg zwischen China und den Vereinigten acht Staaten, also dem Deutschen Reich, Frankreich, Großbritannien, Italien, Japan, Österreich-Ungarn, Russland und den USA. Nach der Niederschlagung erzwangen die Sieger im sogenannten „Boxerprotokoll“ von 1901 weitere Zugeständnisse des Kaiserhauses. In diesem Umfeld wurde 1905 in Tokio der chinesische Revolutionsbund von Sun Yat-sen gegründet, er sollte die Vorläuferorganisation der Kuomintang werden. Er forderte die Errichtung einer Republik, die Beendigung der Qing-Dynastie, einen Nationalstaat und Bodenreformen. Im Jahr 1911 brach der Wuchang-Aufstand aus und die darauffolgende Xinhai-Revolution führte zum Thronverzicht von Kaiser Puyi. Damit endete die Abfolge mehrerer Dynastien, die 221 v. Chr. von Kaiser Qin Shihuangdi begonnen worden war. Ende 1911 wurde Sun in Nanjing zum Übergangspräsidenten der Republik China gewählt. Die Ausrufung der Republik fand besonders in den großen Städten Zustimmung. Sie war jedoch nur von kurzer Dauer, denn 1914 löste Yuan Shikai das Parlament auf und herrschte als Diktator.

### Ära der Republik China (bis 1949)
Yuan Shikai besaß ausreichend Militär in seiner Befehlsgewalt, um ein Auseinanderfallen Chinas zu vermeiden. Er war jedoch nicht in der Lage, das Vordringen der ausländischen Mächte zu stoppen; Ansätze einer Bürgergesellschaft ließ er unterdrücken, die Kuomintang wurde 1913 verboten. Die Eliten des Landes wandten sich deshalb in dieser Phase vom Staat ab und verfolgten ihre eigenen Interessen. Yuan ließ sich am 1. Januar 1916 zum Kaiser ausrufen, während Japan ihn durch die Erhebung der Einundzwanzig Forderungen gezielt schwächte. Der Zentralregierung entglitt die Kontrolle über die Politik Chinas, das Land zersplitterte, die Militärgouverneure der Provinzen und Hunderte Kriegsherren kämpften während der Kriegsherrenzeit in wechselnden Allianzen um Einfluss. Es herrschten Chaos und Elend, die Bevölkerung litt unter der Unterdrückung. Die Mongolei und Tibet erklärten ihre Unabhängigkeit. Die Phase der Zersplitterung war aber auch eine schöpferische Zeit, in der sich das geistige Klima durch Auseinandersetzung mit westlichem Gedankengut änderte. Die Bewegung des vierten Mai wurde zum Ausgangspunkt zahlreicher politischer und geistiger Strömungen, Schulen und Universitäten wurden gegründet. In den Vertragshäfen floss Kapital und Wissen aus dem Ausland zu, die Basis für den Aufbau der Wirtschaft wurde gelegt.
Nach der Oktoberrevolution in Russland gab es auch in China Faszination für sozialistische und kommunistische Ideen; im Jahr 1921 wurde die Kommunistische Partei Chinas gegründet. Da in China die Industrie als Grundlage für eine proletarische Bewegung fehlte, unterstützte die Komintern sowohl die Kuomintang als auch die Kommunistische Partei (KP). Im Rahmen der Ersten Einheitsfront kooperierten die beiden Parteien gegen die Kriegsherren und den japanischen Expansionismus. Mit sowjetischer Hilfe wurde im Jahr 1924 die Whampoa-Militärakademie gegründet, aus der zahlreiche Offiziere hervorgingen, die in der späteren Geschichte Chinas von Bedeutung waren wie Chiang Kai-shek oder Zhou Enlai. Nach dem Tod von Sun Yat-sen im Jahr 1925 traten Spannungen in der Einheitsfront auf, die Fortschritte im Nordfeldzug verzögerten. Nach der Sicherung von Shanghai im März 1927 ließ Chiang Kai-shek am 12. April 1927 Tausende von (vermeintlichen) Kommunisten umbringen und einen Streik niederschlagen, woran die Einheitsfront zerbrach. Chiang, der innerhalb der Kuomintang den Zugriff auf die Armee hatte, manövrierte den linken Flügel der Partei aus und errichtete eine Gegenregierung in Nanjing. Im Juni 1928 gelang seinen Truppen die Einnahme von Peking, womit China zunächst wieder vereinigt war.
Die auf das Land verdrängten Kommunisten versuchten, in einigen Städten Aufstände durchzuführen und Sowjetgebiete einzurichten. Die Aufstände in Nanchang im August 1927, Kanton im Dezember 1927 und Changsha 1930 wurden jedoch niedergeschlagen. Mao Zedong gelang es hingegen, nach dem Herbsternte-Aufstand mit einer auf die ländlichen Verhältnisse angepassten Strategie im Bergland von Hunan und Jiangxi ein größeres Gebiet länger zu halten und eine Sowjetrepublik einzurichten. Aufgrund der Einkesselung durch Kuomintang-Truppen musste sie im Jahr 1934 geräumt werden, die Anführer der KP zogen sich mit dem Langen Marsch in den Norden von Shaanxi zurück, wo sie ein Jahr später ideologisch gefestigt und geeinigt ankamen. Während dieses Marsches hatte Mao die innerparteilichen Kämpfe für sich entschieden und war zum Vorsitzenden des Zentralkomitees gewählt worden.
Japan, dessen Truppen seit 1901 nach dem Boxeraufstand in Nordost-China standen, entriss im Jahr 1931 dem Kriegsherren Zhang Xueliang die Mandschurei und errichtete dort den Vasallenstaat Mandschukuo. Im Jahr 1933 nahmen die japanischen Truppen Jehol ein. Die Kommunisten forderten angesichts der Bedrohung durch Japan eine Allianz aller Parteien und Streitkräfte. Chiang zog es aber vor, zunächst die Herrschaft der Kuomintang gegenüber der Kommunistischen Partei zu konsolidieren. Im Dezember 1936 musste Chiang dazu gezwungen werden, einer zweiten Einheitsfront zuzustimmen, die dann erst nach dem Zwischenfall an der Marco-Polo-Brücke und dem offenen Ausbruch des Zweiten Japanisch-Chinesischen Krieges gebildet wurde. Trotz Einheitsfront setzte Chiang seine schlagkräftigsten Truppen gegen die Kommunisten ein. Die Einheitsfront blieb entsprechend schwach, dazu kam, dass die Truppen Chiangs trotz Unterstützung von USA und UdSSR schwach organisiert waren und eine schlechte Kampfmoral hatten. Den japanischen Truppen gelang es dadurch, die großen Ebenen und Küstengebiete Chinas zu besetzen; in Nanjing begingen sie einen mehrere Wochen dauernden Massenmord. Sie konnten die eroberten Gebiete aber nicht dauerhaft kontrollieren. Die Regierung von Chiang musste sich nach Chongqing zurückziehen.
Kurz nach der Kapitulation Japans verhandelte Mao Zedong mit Chiang Kai-shek in Chongqing ergebnislos über die Beilegung ihrer Gegensätze. Die Kuomintang versuchte in der Folge, das ganze Land unter ihre Kontrolle zu bekommen, aber ihre Truppen waren disziplinlos und ohne verständlichen Auftrag, ihre Vertreter korrupt und bei der Bevölkerung gefürchtet. Im Jahr 1947 abgehaltene Parlamentswahlen gewann die Kuomintang jedoch. Die Volksbefreiungsarmee hatte hingegen in der Bevölkerung genug Unterstützer. Sie eroberte im Jahr 1948 die Mandschurei, im April 1949 Nanjing und im Mai 1949 Shanghai. Die Regierung der Kuomintang floh auf die 1945 besetzte Insel Taiwan, löschte die dortige Elite aus und errichtete eine Diktatur.

### Mao-Zedong-Ära (1949–1976)

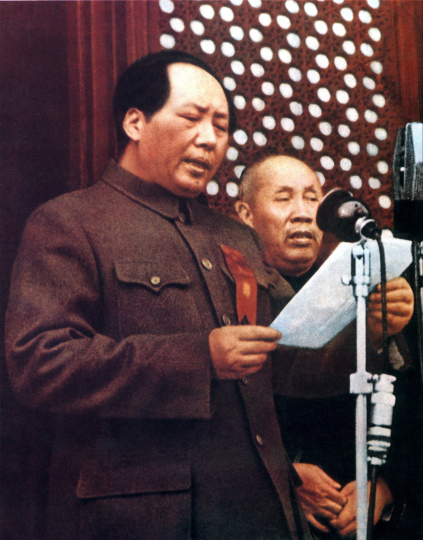
Mao Zedong während der Proklamation der Volksrepublik China am 1. Oktober 1949 auf dem Tor des Himmlischen Friedens (rechts Dong Biwu)

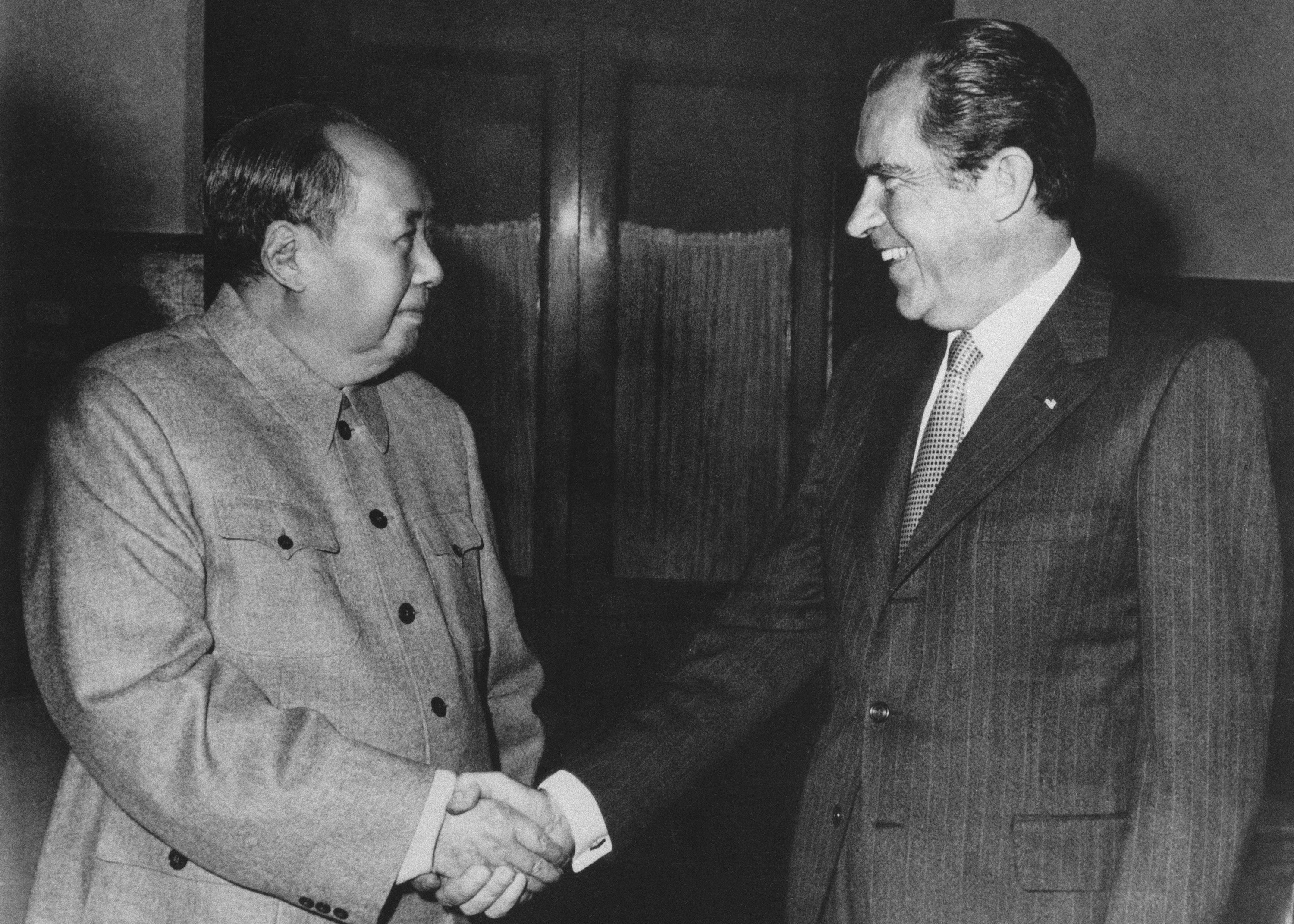
Treffen Mao Zedong mit Richard Nixon 1972 in Peking

Am 1. Oktober 1949 rief Mao Zedong in Peking die Volksrepublik China aus. Dies bedeutete das Ende der Nationalregierung Chiang Kai-sheks auf dem chinesischen Festland. Die Machtübernahme durch die Kommunisten war dabei kein von außen herbeigeführter Umsturz, sondern eine von einer in China breiten Mehrheit getragene Umwälzung. In einer ersten Phase nach der Ausrufung der Volksrepublik führte die Staats- und Parteiführung von 1949 bis 1952 eine so genannte Bodenreform durch, bei der fast die Hälfte der landwirtschaftlichen Nutzfläche an etwa 120 Millionen Bauern verteilt wurde. „Großgrundbesitzer“ wurden enteignet. Im Jahr 1950 verabschiedete die Kommunistische Partei ein Ehegesetz, das ergänzend zur Verfassung die Gleichstellung von Mann und Frau konkretisierte. Insbesondere das Recht der Frau, selbst über eine Eheschließung zu entscheiden, das Verbot der Einforderung einer Mitgift für die Braut oder des Konkubinats, die Einführung eines Mindestalters der Frau, welches zur Abschaffung von Kinder- und Zwangsehen führte oder die Verrechtlichung der Beendigung einer Ehe durch Scheidung mit entsprechenden Regelungen zur Güteraufteilung der Eheleute verbesserten die Situationen von chinesischen Frauen dauerhaft. Doch die überlieferte, ländliche kulturelle Praxis zu durchbrechen oder Landfrauen die Kenntnis über das Gesetz zu vermitteln, stieß auf schwer überwindbare Hürden. Das aktive und passive Frauenwahlrecht wurde 1949 eingeführt.
Im Februar 1950 unterzeichnete die kommunistische Staats- und Parteiführung einen Freundschafts- und Beistandsvertrag mit der Sowjetunion. Der Entwicklung der städtischen Wirtschaft wurde Vorrang eingeräumt, nachdem sich das Wirken der KP während des Bürgerkrieges auf die ländlichen Gebiete konzentriert hatte. Zu diesem Zweck wurde unter dem Schlagwort „Neue Demokratie“ eine „Viererkoalition“ aus Arbeitern, Bauern, Kleinbürgern und nationalem Bürgertum gebildet. Auf dem 8. Parteitag fand Mao mit Werten wie Aktivismus, Uneigennützigkeit, Einheit mit den Massen und Konsumverzicht keine Mehrheit, der Weg der Nachahmung des sowjetischen Entwicklungsmodells mit der vorrangigen Entwicklung der Schwerindustrie wurde bestätigt.
Die Abkehr vom sowjetischen Vorbild leitete Mao Zedong mit seiner Rede über die „Zehn Großen Beziehungen“ im April 1956 ein. Er initiierte im Mai 1957 die Hundert-Blumen-Bewegung, um die Intelligenz zu mobilisieren. Als der Aufruf zu gesunder Kritik auch zu Kritik an der Partei und einzelnen Parteiführern führte, reagierte die Partei mit der „Kampagne gegen Rechtsabweichler“, in deren Rahmen mindestens 400 Kritiker hingerichtet und eine halbe Million Menschen in Arbeitslager verschleppt wurden. Die Abwendung von der Sowjetunion wurde 1958 endgültig, als der Große Sprung nach vorn verkündet wurde. Im Rahmen dieser Kampagne wurde fast die gesamte Landbevölkerung in 26.000 Volkskommunen zusammengefasst und nach militärischen Prinzipien organisiert. Sie sollten Landwirtschaft und Schwerindustrie als „Produktionsschlacht“ gleichzeitig vorantreiben. Planungsfehler, Chaos und Naturkatastrophen führten jedoch dazu, dass innerhalb von drei Jahren von 1960 bis 1962 landesweit etwa 30 Millionen Menschen verhungerten. Liu Shaoqi übernahm von 1963 bis 1964 die Aufgabe, die Wirtschaft zu konsolidieren. Er wurde für seine Maßnahmen als „Revisionist“ kritisiert.
Unter dem Vorwand, Fehlentwicklungen zu revidieren und die Bürokratie zu säubern, begann Mao Zedong im Frühsommer 1966 die Kulturrevolution. Landesweit wurden junge Menschen in so genannten Roten Garden organisiert. Es begann eine Terrorwelle gegen Repräsentanten und Entscheidungsträger des Staates und die Intelligenz; Schulen und Universitäten blieben teils mehrere Jahre geschlossen. Das Individuelle sollte zerstört werden, die Revolution sollte permanent sein. China verschloss sich noch mehr gegenüber dem Ausland. Im Jahr 1968 begann die „Aufs-Land-Bewegung“, mit der 15 Millionen junge Städter zur Arbeit in der Landwirtschaft abkommandiert wurden. Staatspräsident Liu Shaoqi sowie zahlreiche andere hohe Parteifunktionäre wurden als „Revisionisten“ kritisiert und ihrer Ämter enthoben. In die Phase der Kulturrevolution fällt aber auch die wachsende Angst vor einem sowjetischen Angriff nach dem chinesisch-sowjetischen Zerwürfnis, die die Normalisierung der Beziehungen zu den USA notwendig machte. Nach einem Besuch von Präsident Nixon im Jahr 1972 nahm Peking mit Washington diplomatische Beziehungen auf; Peking übernahm auch den Sitz von Taiwan bei den Vereinten Nationen. Die Kulturrevolution endete nach Maos Tod im September 1976 und der Verhaftung der „Viererbande“ im Oktober 1976.

### Reform und Öffnung (1976/1980 bis 1999)

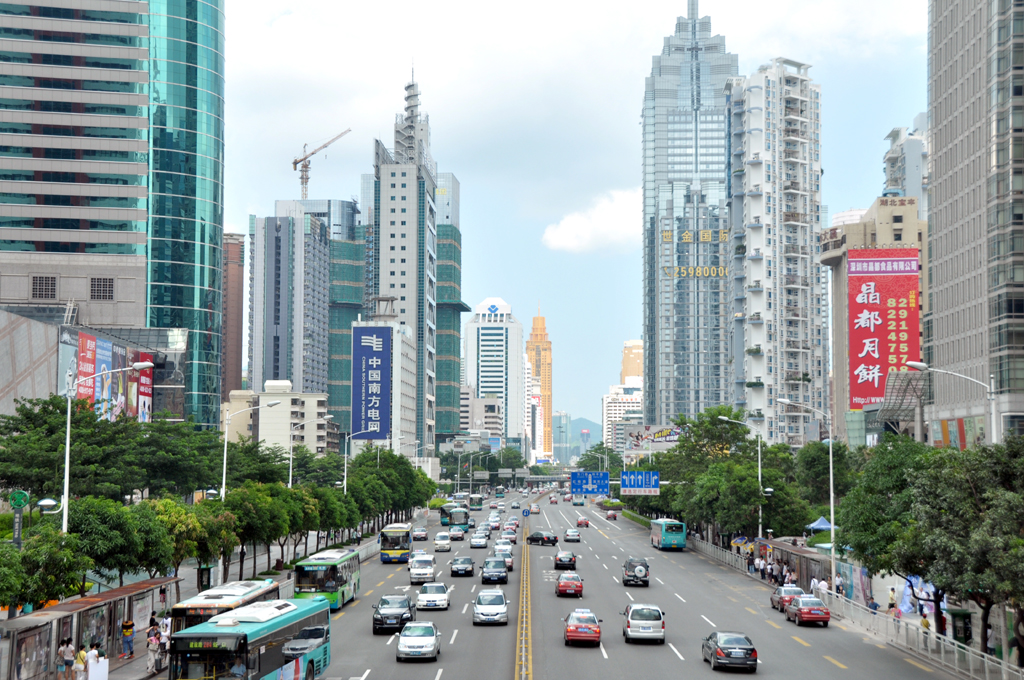
Die Wirtschaftsreformen unter Deng Xiaoping ermöglichten die schnelle Entwicklung der Küstenstädte wie hier Shenzhen

Als Mao starb, waren seine designierten Nachfolger bereits tot: Lin Biao starb 1971 nach einem angeblichen Putschversuch, Deng Xiaoping wurde mit den Protesten auf dem Tian’anmen-Platz 1976 nach dem Tod des Premierministers Zhou Enlai in Verbindung gebracht und degradiert. Somit wurde der bis dahin wenig bekannte Hua Guofeng zum Nachfolger Maos bestimmt. Hua und seine Unterstützer, die für die Weiterführung der Politik Mao Zedongs standen, wurden von Deng bis 1980 ausmanövriert und abgesetzt. Im Dezember 1978 wurde der Kurs der „Vier Modernisierungen“, der mit Dengs Namen eng verbunden ist, von der Parteispitze bestätigt. Es wurden Opfer von Kulturrevolution und anderen Exzessen rehabilitiert und die ökonomischen Freiheiten erweitert. Marktwirtschaft ersetzte schrittweise die von der Sowjetunion übernommene zentrale Planwirtschaft, um die ökonomische Leistungsfähigkeit des Systems zu steigern. Mit dem früheren Kriegsgegner Japan wurde ein Friedens- und Freundschaftsvertrag unterzeichnet, ausländische Investitionen wurden schrittweise zugelassen. Deng besuchte die USA, die in der Folge ein wichtiger außenpolitischer Partner wurde. Mit den Sonderwirtschaftszonen wurden Gebiete ausgewiesen, wo mit marktwirtschaftlichen Mechanismen experimentiert werden konnte, im Jahr 1984 wurden weitere 14 Küstenstädte geöffnet.
Der Ausweitung ökonomischer stand jedoch keine Ausweitung persönlicher Freiheiten gegenüber. Parallel zum Parteikongress vom Dezember 1978 artikulierte die Öffentlichkeit an der Demokratiemauer, dass sie mit den Einschränkungen der Freiheit unzufrieden war, diese wurde geschlossen, nachdem Forderungen nach Demokratie aufgekommen waren. Gegen Intellektuelle, die sich schrittweise größere Freiheiten herausgenommen hatten, wurde mit der „Kampagne gegen die geistige Verschmutzung“ vorgegangen. Die negativen Begleiterscheinungen der Wirtschaftsreformen wie wachsende Ungleichheit, Korruption, Inflation und die fehlende soziale Absicherung erhöhten das Protestpotential. Es entlud sich, als Trauerkundgebungen für den 1987 abgesetzten und im Frühling 1989 verstorbenen Generalsekretär Hu Yaobang neuerlich zu Demonstrationen auf dem Tian’anmen-Platz führten. Sie radikalisierten sich parallel zu einem Besuch von Michail Gorbatschow zu Normalisierungsgesprächen in Peking, Anfang Juni wurden sie gewaltsam beendet. Die Rückgabe der Kolonien Hongkong und Macau unter dem Prinzip „Ein Land, zwei Systeme“ stellt aus chinesischer Sicht einen weiteren Schritt zur Beendigung der Kolonialisierung Chinas dar. Ferner wurde das Verhältnis zu Russland wiederbelebt.
Obwohl die unerwünschten Begleiterscheinungen der Wirtschaftsreformen innerhalb der Parteispitze kontrovers diskutiert wurden, war die Ära Deng eine Periode vergleichsweise großer Einmütigkeit. Das schnelle Wirtschaftswachstum, das die Zahl der Menschen unter der Armutsgrenze drastisch von 250 Millionen im Jahr 1979 auf 45 Millionen im Jahr 1999 reduzierte, legitimierte die Maßnahmen. Nachfolger von Deng wurde Jiang Zemin; unter ihm und seinen Nachfolgern war die KP bemüht, das nach wie vor vorhandene Protestpotential durch Beilegung von Konflikten und Anwendung von Rechtsprechung zu entschärfen. Zu den Herausforderungen, denen sich die Partei- und Staatsführung seitdem stellen muss, sind die sozialen Verhältnisse von Wander- und Fabrikarbeitern, die durch die „Ein-Kind-Politik“ bedingte schnelle Alterung der Gesellschaft sowie Forderungen nach Rechtsstaatlichkeit, Bekämpfung von Korruption und staatlicher Willkür.

### Entwicklung zur Weltmacht (21. Jahrhundert)
In den ersten zwanzig Jahren des 21. Jahrhunderts verzeichnete China ein beispielloses Wirtschaftswachstum. Im Durchschnitt wuchs die chinesische Wirtschaftskraft von 2000 bis einschließlich 2019 jährlich um 8,9 %. Neben der Verdopplung des chinesischen Anteils am Welthandel versechsfachte sich das Bruttoinlandsprodukt innerhalb dieser Zeit, sodass China gegen Ende jenes Zeitraums zur zweitgrößten Volkswirtschaft der Welt herangewachsen war. Das hatte positive Auswirkungen auf die Lebensqualität von mehr als 200 Millionen Chinesen, die aus absoluter Armut aufstiegen. Wachstumsmotor der Volksrepublik war über Jahrzehnte, bis 2020, vor allem der Immobilien- und Bausektor, der zu Hochzeiten mehr als ein Viertel der Wirtschaftsleistung ausmachte. Der Bauboom endete mit einem Preisverfall im chinesischen Immobilienmarkt und der Liquidation eines der größten Baukonzerne des Landes (Evergrande). Die Rolle des Wirtschaftsmotors soll nach einer Entscheidung der Staatsführung die Industrieproduktion bzw. der Technologiesektor übernehmen. Um Knowhow u. a. von Quantentechnologie, künstliche Intelligenz, Hyperschalltechnik und Biotechnologie zu erhalten, betrieb und betreibt das Land massiv Wirtschaftsspionage; China war von 2000 bis mindestens 2023 das Land, von dem weltweit am meisten Cyberangriffe ausgingen.
China begann vor dem Hintergrund seiner auf wirtschaftliche Expansion ausgerichteten Außenpolitik mit einer massiven Entwicklungsfinanzierung für Afrika und dem Projekt One Belt, One Road seinen Machtanspruch in der Welt zu untermauern.
Während der 2010er Jahre startete China den Versuch der systematischen Umerziehung der Uiguren in Xinjiang. Außerdem war das Jahrzehnt aus chinesischer Sicht geprägt von der Auseinandersetzung mit der Hongkonger Protestbewegung im Jahr 2014, die mit den Protesten ab dem Jahr 2019 wieder auflebte.
Ende 2019 brach mit einer Erkrankungswelle in der chinesischen Stadt Wuhan eine Epidemie aus, die sich zu einer globalen Pandemie entwickelte. Nachdem die chinesischen Behörden zunächst versucht hatten, den Krankheitsausbruch zu vertuschen, geriet er Anfang Januar 2020 weltweit in den Blick. Während andere Staaten immer stärker von der Pandemie getroffen wurden, blieb China im Herbst 2020 von der zweiten Welle verschont und konnte zu weitgehender Normalität des Alltagslebens zurückkehren. Die Staats- und Parteiführung setzte zunächst auf eine strikte Null-Covid-Politik. Nach deren Scheitern und landesweiten Protesten beendete Chinas Führung dieses Vorgehen abrupt. In den folgenden Wochen kam es zu einer landesweiten Infektionswelle, in deren Folge nach Schätzungen internationaler Experten rund zwei Millionen Menschen in China ums Leben kamen. Eine kritische Debatte über die Fehler und Versäumnisse während des Pandemie-Ausbruchs wird von der Staats- und Parteiführung verhindert.
Mit dem im März 2021 verabschiedeten 14. Fünfjahresplan von 2021 bis 2025 und den zugehörigen langfristigen Zielen bis zum Jahr 2035 verschob die KPC den wirtschaftlichen Fokus auf die Entwicklung des Binnenmarktes. Die beiden Hauptentwicklungen sind der Ausbau von Forschung und Entwicklung, insbesondere der Grundlagenforschung, und die Stärkung des Angebots von Industriegütern und Dienstleistungen für den nationalen Konsum. Bemerkenswert ist, dass erstmals alle Kennzahlen nur noch Zielwerte sind und Abweichungen durch Marktkräfte ausdrücklich anerkannt werden. 2024 hat sich Chinas Konjunktur weiter abgekühlt, das Wachstum bleibt unter den staatlichen Erwartungen.

## Politik

Mao-Porträt am Tor des Himmlischen Friedens, dem Eingang zur Verbotenen Stadt (2008)

Die Volksrepublik China ist eine autokratisch regierte, zentralistische Parteidiktatur unter Präsident Xi Jinping. Die chinesische Staatsorganisation ist formal in der Verfassung der Volksrepublik China verankert. Demnach ist der Staat nach dem „Prinzip des demokratischen Zentralismus“ organisiert. Zwar sind noch acht andere politische Parteien in der Volksrepublik China zugelassen, jedoch hat die Kommunistische Partei Chinas im Rahmen der Einheitsfront die Führung über all diese Blockparteien inne. Damit handelt es sich bei der Volksrepublik China um einen sozialistischen Einparteienstaat, bei dem die Entscheidungen zuerst von der Kommunistischen Partei Chinas gefällt werden. Erst danach werden die grundsätzlichen, politischen Ziele in der Verfassung niedergelegt und die politischen Vorgaben im Staatsapparat umgesetzt. Eine Gewaltenteilung in Legislative, Exekutive und Judikative existiert nicht, sondern eine Gewaltenverschränkung.

### Kommunistische Partei

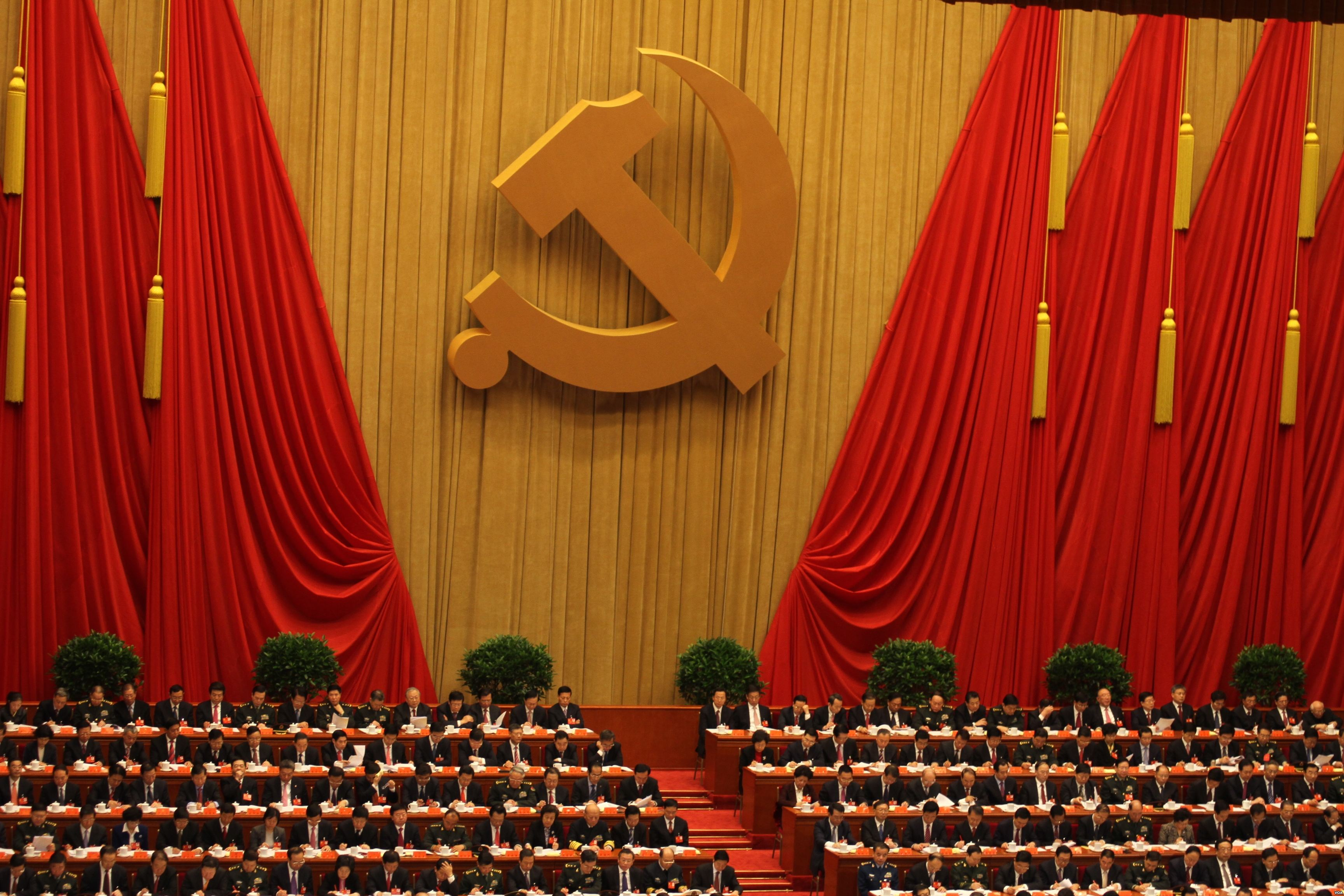
Delegierte des 18. Nationalkongresses (November 2012)

Die Kommunistische Partei Chinas wurde 1921 gegründet und hält seitdem alle fünf Jahre Parteitage ab, auf denen die Politik festgelegt wird. Die Kommunistische Partei Chinas wird durch den Generalsekretär geführt und vertreten, der meistens zugleich den Posten des Präsidenten der Volksrepublik China innehat. Seit 2012 ist Xi Jinping Generalsekretär der Kommunistischen Partei Chinas, Staatspräsident und oberster Befehlshaber der Armee. Auf den Parteitagen wird der Ständige Ausschuss des Politbüros gewählt, der aus sieben Personen besteht und das Machtzentrum der Volksrepublik China ist. Gewählt wird der Ständige Ausschuss aus den Reihen des Politbüros, das 25 Mitglieder hat. Das Politbüro wird vom ungefähr 200 Mitglieder umfassenden Zentralkomitee alle fünf Jahre gewählt. Das Zentralkomitee wird auf den Parteitagen von den daran teilnehmenden 3000 Delegierten auserkoren. Die Delegierten werden von den verschiedenen Parteiorganisationen entsandt. Sobald drei Parteimitglieder zusammenkommen, bilden sie eine Basisorganisation der Kommunistischen Partei. Der gesamte Staatsapparat findet sich in einer Parallelstruktur in der Partei wieder, d. h. innerhalb aller staatlichen Organe bestehen parallele Organisation der Partei, die die eigentlichen Entscheidungen fällen.
Im Jahr 2016 zählte die Kommunistische Partei Chinas 89 Millionen Mitglieder. Die Mitgliederstruktur hat sich in den letzten Jahren verändert, da nun Parteikader, Arbeiter, Privatunternehmer und ein hoher Anteil Studierender die Heterogenität der chinesischen Gesellschaft widerspiegeln. Bis zum Jahr 2014 wurden Parteimitglieder aufgrund ihrer wirtschaftlichen, politischen oder wissenschaftlichen Position ausgesucht. Seit 2014 ist das Kriterium der „Loyalität gegenüber der Partei“ für den Beitritt ausschlaggebend.
Unter Xi Jinping hat die Kommunistische Partei das Ziel, den „Chinesischen Traum“ zu verwirklichen. Mit dem Dokument Nummer 9 wird in einem parteiinternen Strategiepapier vor der „Einflussnahme durch die westliche Welt“ gewarnt. Der Beginn der Ära Xi zeichnet sich ferner durch die rigide “Antikorruptionskampagne” aus, mit der Xi sich viele Feinde in der Partei geschaffen haben wird. Auf dem Parteitag im Herbst 2017 wurde beschlossen, dass die Begrenzung auf zwei Wahlperioden für eine Präsidentschaft entfällt. Dieser Beschluss wurde auf dem Nationalen Volkskongress im Jahr 2018 in die Verfassung aufgenommen. Damit kann Xi bis an sein Lebensende Präsident der Volksrepublik China bleiben. Diese Entscheidung wurde als Rückschritt zur Personenherrschaft wie unter Mao Zedong gesehen. Bis zur Präsidentschaft von Xi Jinping wurde von einem parteiinternen Gleichgewicht in Form von collective leadership ausgegangen. Mit der Aufhebung der Altersgrenzen wurde diese kollektive Führung aufgegeben. Begründet wurde diese Entscheidung damit, dass „Stabilität“ Vorrang habe, da es „Probleme“ mit der Trennung von Partei und Staat gebe. Analysten gehen davon aus, dass es zum Ende der Ära Hu Jintaos Fraktionskämpfe innerhalb der Partei gegeben hat. Es gibt Gerüchte, die auf einen vereitelten Staatsstreich im Jahr 2011 hinweisen. Mit der Antikorruptionskampagne hat Xi mögliche Gegner beseitigt, gleichzeitig unterminiere die Korruption die Legitimation der Kommunistischen Partei, so dass ihm keine andere Wahl bliebe. Allerdings muss er dafür die Kontrolle über die Politik und die Wirtschaft haben. Xi setzt politische Kontrolle über ökonomisches Wachstum. Damit steckt die Führung jedoch in einem Dilemma, einerseits müssen sie die Eigenmächtigkeit der oligarischen Wirtschaftscliquen unterbinden, indem Korruption geahndet wird, gleichzeitig sind sie aber auf diese Wirtschaftscliquen angewiesen, um den Staatsapparat funktionsfähig zu erhalten. Während der zweiten Amtszeit Xi Jinpings als Staats- und Parteichef Chinas hat der Personenkult um ihn landesweit deutlich zugenommen. Die staatlichen Medien in China bezeichnen Xi zunehmend als den „Kern“ der Kommunistischen Partei.

### Staatsaufbau

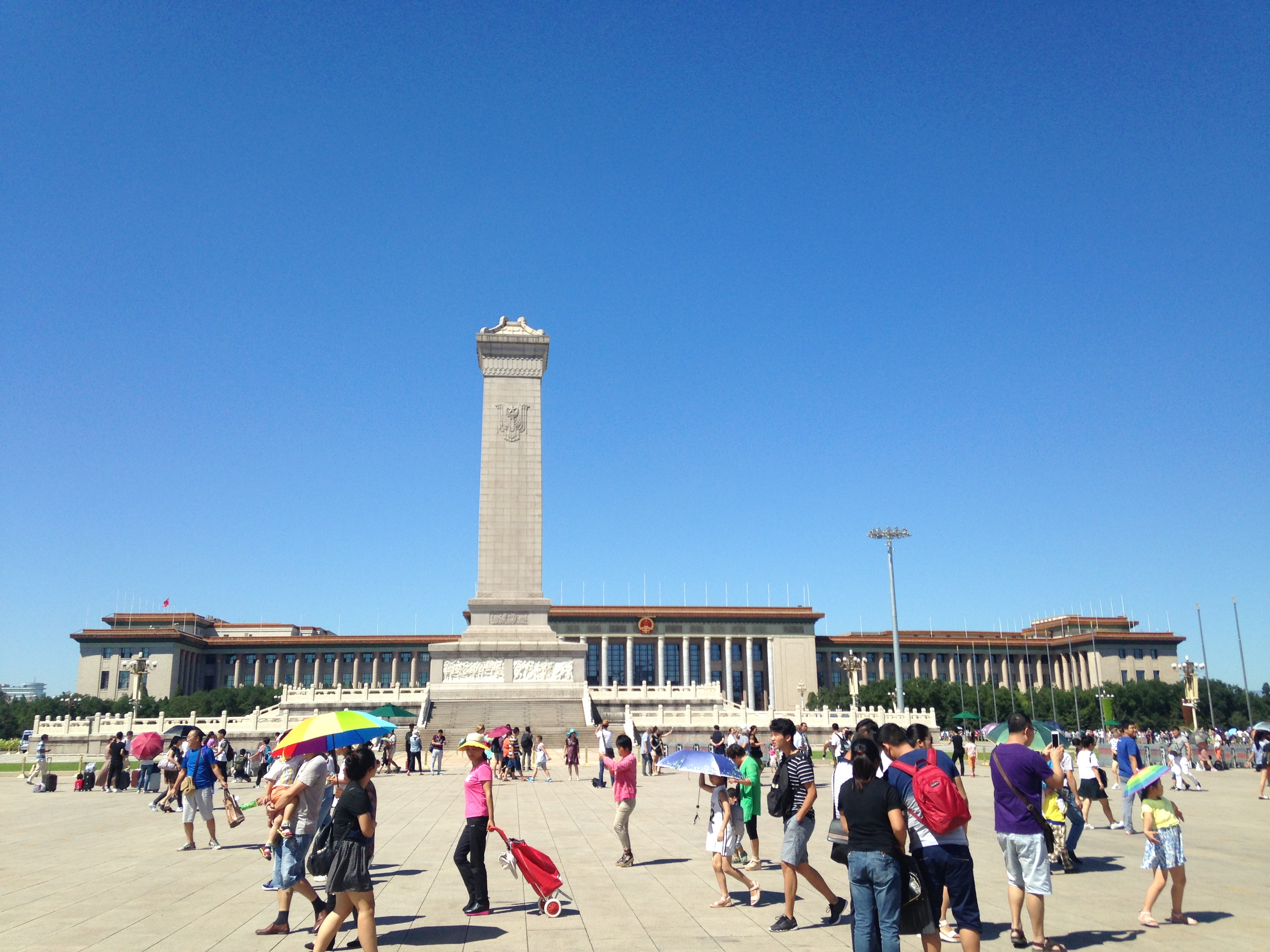
Die Große Halle des Volkes auf dem Tian’anmen-Platz ist das Parlamentsgebäude der Volksrepublik, 2016

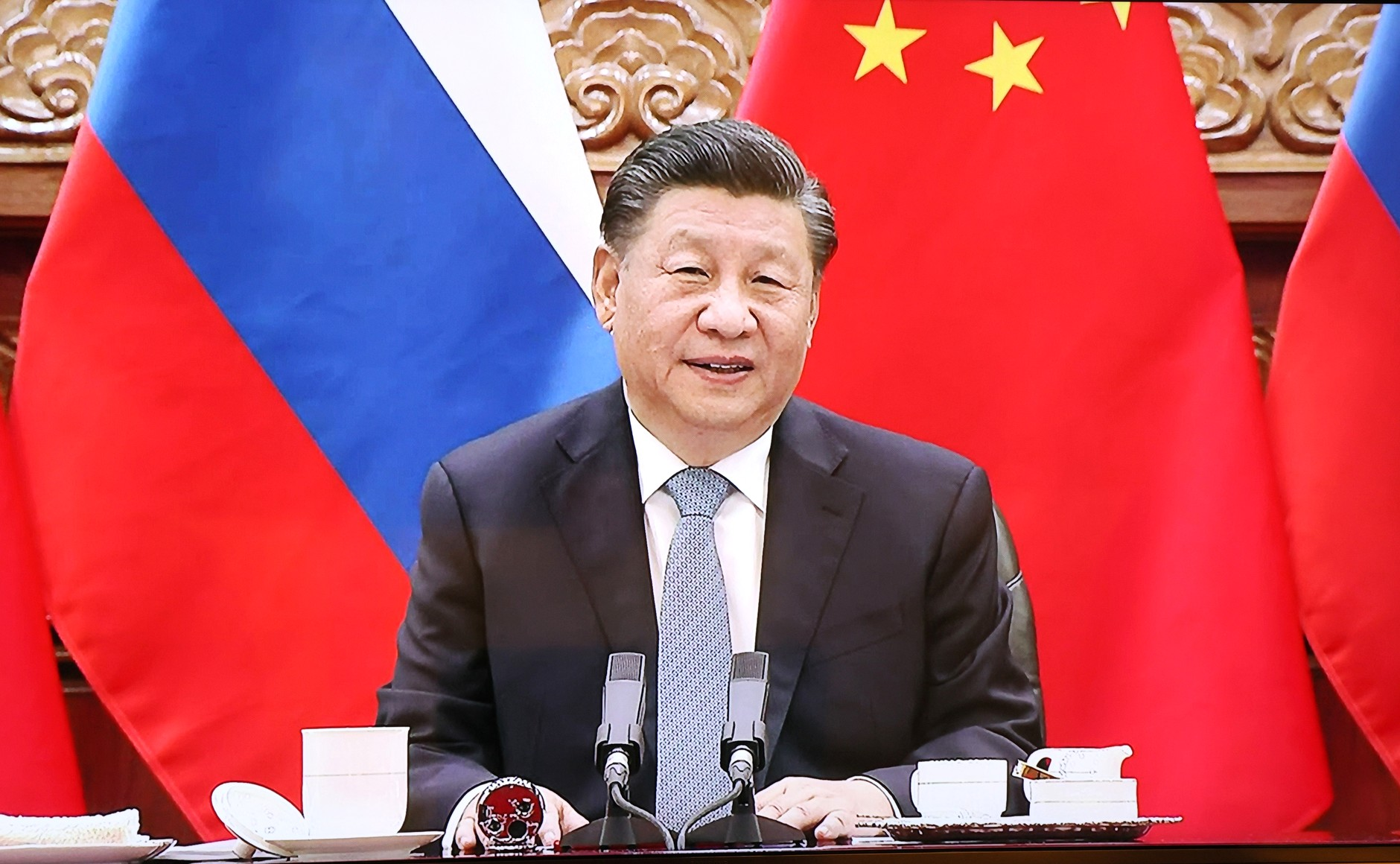
Xi Jinping, der gegenwärtige Staats- und Parteichef der Volksrepublik China, 2021

Laut ihrer Verfassung ist die Volksrepublik China ein „sozialistischer Staat unter der demokratischen Diktatur des Volkes“. Die Verfassungsänderungen 1993, 1999, 2004, 2012 und 2018 betonen unverändert die absolute Führung der Partei. Darüber hinaus steht in der Präambel, dass das “Prinzip der sozialistischen Marktwirtschaft” angestrebt, Privateigentum und Menschenrechte „geschützt“ werden sowie die „Herrschaft durch das Recht“ angestrebt wird. Das laut Verfassung höchste Staatsorgan ist der Nationale Volkskongress, die Legislative der Volksrepublik China. Die Abgeordneten wählen den Staatspräsidenten, den Ministerpräsidenten sowie weitere Führungspersönlichkeiten. Es verabschiedet Gesetze von grundlegender Bedeutung und stimmt über Rechenschaftsberichte der Exekutive ab. Der Nationale Volkskongress hat circa 3000 Abgeordnete und tritt im Regelfall einmal im Jahr Anfang März zusammen. Das Arbeitsorgan des Volkskongresses ist der Ständige Ausschuss des Nationalen Volkskongresses, der alle zwei Monate tagt und die meisten Gesetze verabschiedet. Aufgrund der fehlenden realen Macht wird der Nationale Volkskongress als Abstimmungsmaschine bezeichnet, allerdings existieren auch Kontroversen, wie z. B. beim Drei-Schluchten-Staudamm-Projekt im Jahr 1992. Andere Wissenschaftler halten diese Bezeichnung daher nicht unbedingt für gerechtfertigt, da – gerade bei Personalentscheidungen – Gegenstimmen erhoben wurden. Volkskongresse werden auf allen Ebenen gewählt, d. h. auf Provinz-, Bezirks- und Kreisebene. Die zu Wählenden werden von der Partei vorgegeben. Nur auf der Kreis- und Dorfebene waren in der Vergangenheit vereinzelt freie Wahlen möglich.
Die Politische Konsultativkonferenz der Volksrepublik China wurde 1946 gegründet und war bis 1954 das Legislativorgan der Volksrepublik China. Seitdem hat sie nur noch beratende Funktion. Sie tagt parallel oder nach dem Nationalen Volkskongress jährlich im März.
Das tatsächlich höchste Amt der Volksrepublik China ist das des Staatspräsidenten. Er unterschreibt die vom Nationalen Volkskongress verabschiedeten Gesetze, die erst dadurch in Kraft treten. Außerdem ernennt und entlässt er den Ministerpräsidenten und dessen Stellvertreter, die Staatskommissare sowie die Minister. Nur er kann den Kriegszustand erklären. Staatspräsident ist seit 2013 Xi Jinping, der zugleich als Generalsekretär der KPCh fungiert. Als Ministerpräsident leitet Li Qiang den Staatsrat. Vorsitzender des Nationalen Volkskongresses ist Li Zhanshu.
Das zentrale Verwaltungsorgan ist der Staatsrat. Der Ministerpräsident steht dem Staatsrat vor und leitet dessen Arbeit. Er ist formal als Vertreter des Staatsrats im Nationalen Volkskongress rechenschaftspflichtig. Vier Vizeministerpräsidenten, Staatssekretäre und die Minister unterstützen den Ministerpräsidenten und sind ihm gegenüber verantwortlich. Die Provinzen und Autonomen Regionen besitzen eigene Regierungen und Volkskongresse. Der Aufbau, die Arbeitsweise und die Kompetenzen der Provinzregierungen entsprechen in der Grundstruktur der zentralstaatlichen Ebene.

### Verwaltungsgliederung

Verwaltungsgliederung der Volksrepublik China

Die Verwaltungsgliederung besteht aus sechs Ebenen. Sie unterteilen sich unterhalb der Nationalebene, wie folgt:
- Provinzebene mit 22 Provinzen, fünf Autonome Regionen und vier regierungsunmittelbare Städte. Die zwei Sonderverwaltungszonen Hongkong und Macau werden ebenfalls auf dieser Ebene angesiedelt. Sie werden nach dem Grundsatz Ein Land, zwei Systeme verwaltet und besitzen eigene Verfassungen und Gesetze. Darüber hinaus haben 15 Städte Sonderwirtschaftszonen mit Sonderrechten. Gemäß der offiziellen Darstellung der Volksrepublik China ist Taiwan die 23. Provinz der Volksrepublik.
- Bezirksebene mit 45 Autonomen Bezirken und Aimags sowie 288 bezirksfreien Städten.
- Kreisebene mit 1596 Kreisen, autonome Kreisen, Bannern und Sondergebieten sowie 361 Kreisfreien Städten und 897 Stadtbezirken.
- Gemeindeebene mit 32 685 Großgemeinden, Gemeinden, Nationalitätengemeinden und Sums, daneben 7696 Straßenviertel.[167]
- Dorfebene in unbekannter Anzahl.[168] Auf dieser untersten Ebene vollzieht sich die Staatsmacht in den Danweis, die die unterste Stufe der Exekutive bilden.

Die Zentralregierung gibt die Politik mit Anordnungen und Rahmengesetzen vor. Allerdings sind diese für die Lokalregierungen nicht rechtlich verpflichtend, sondern sie setzen die Politik mit einer eigenen Gesetzgebung durch ihre Volkskongresse um. Sanktionen bei Nichterfüllung sind nur in Form von Personalentscheidungen möglich. Artikel 89 der Verfassung gibt dem Staatsrat die Befugnis, Normen oder Entscheidungen der lokalen Behörde zu revidieren. Allerdings kommt es nicht vor, dass Kompetenzkonflikte offen ausgetragen werden. Konflikte werden in Verhandlungen zwischen Zentrale und Lokalregierungen beigelegt. Deshalb wurde die Volksrepublik teils als “informeller Föderalismus” bezeichnet. Mit der Amtseinführung von Xi Jinping ist eine Rezentralisierung beabsichtigt. Es gibt keine Schritte in Richtung eines formellen Föderalismus. Allerdings sind die Verwaltungsstrukturen fragmentiert, so dass ein „Durchregieren“ nicht möglich sei, sondern jede politische Entscheidung „auf Verhandlungsbasis“ umgesetzt wird oder eben auch nicht.

### Rechtssystem

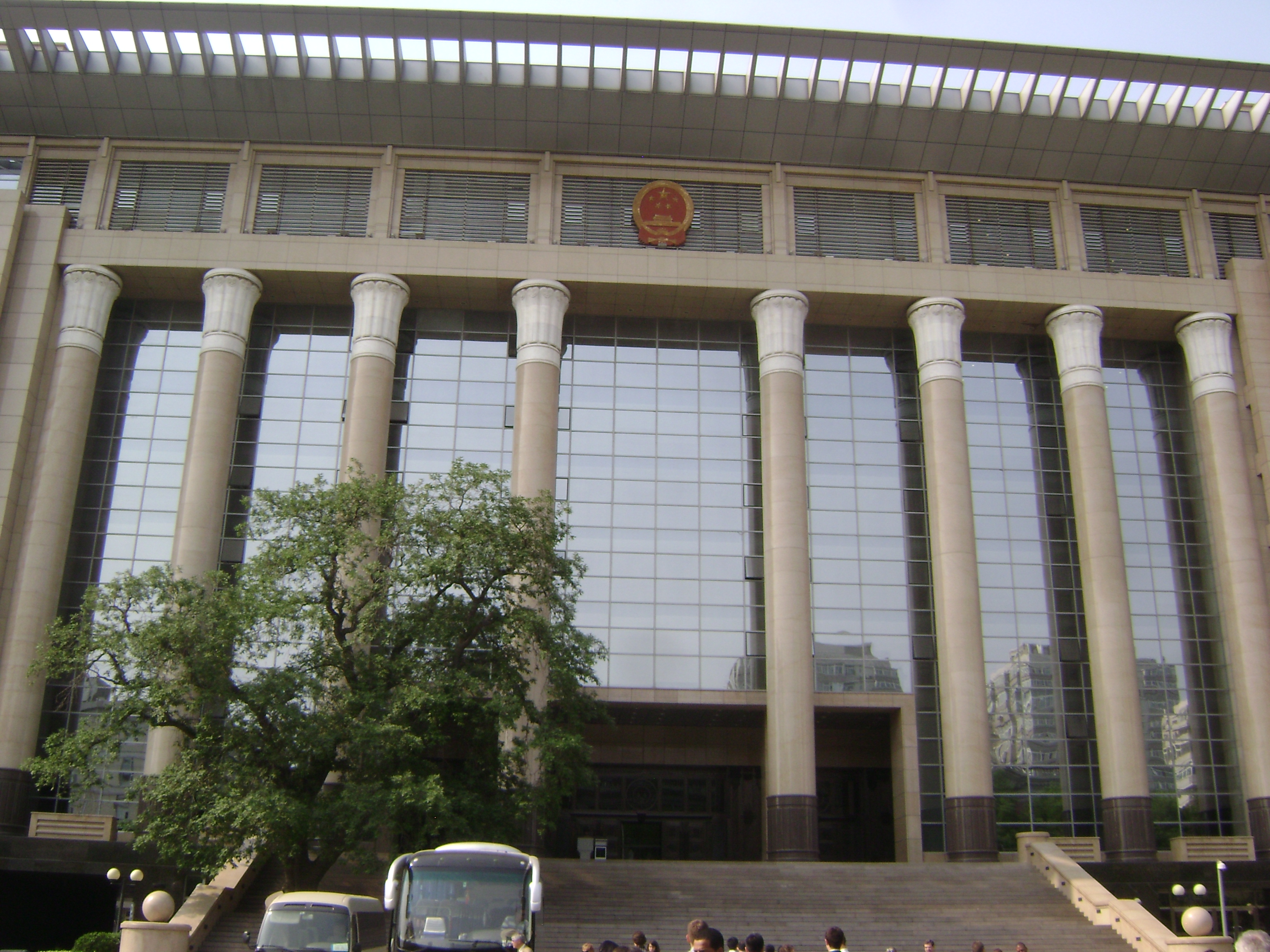
Oberstes Volksgericht in Peking (2013)

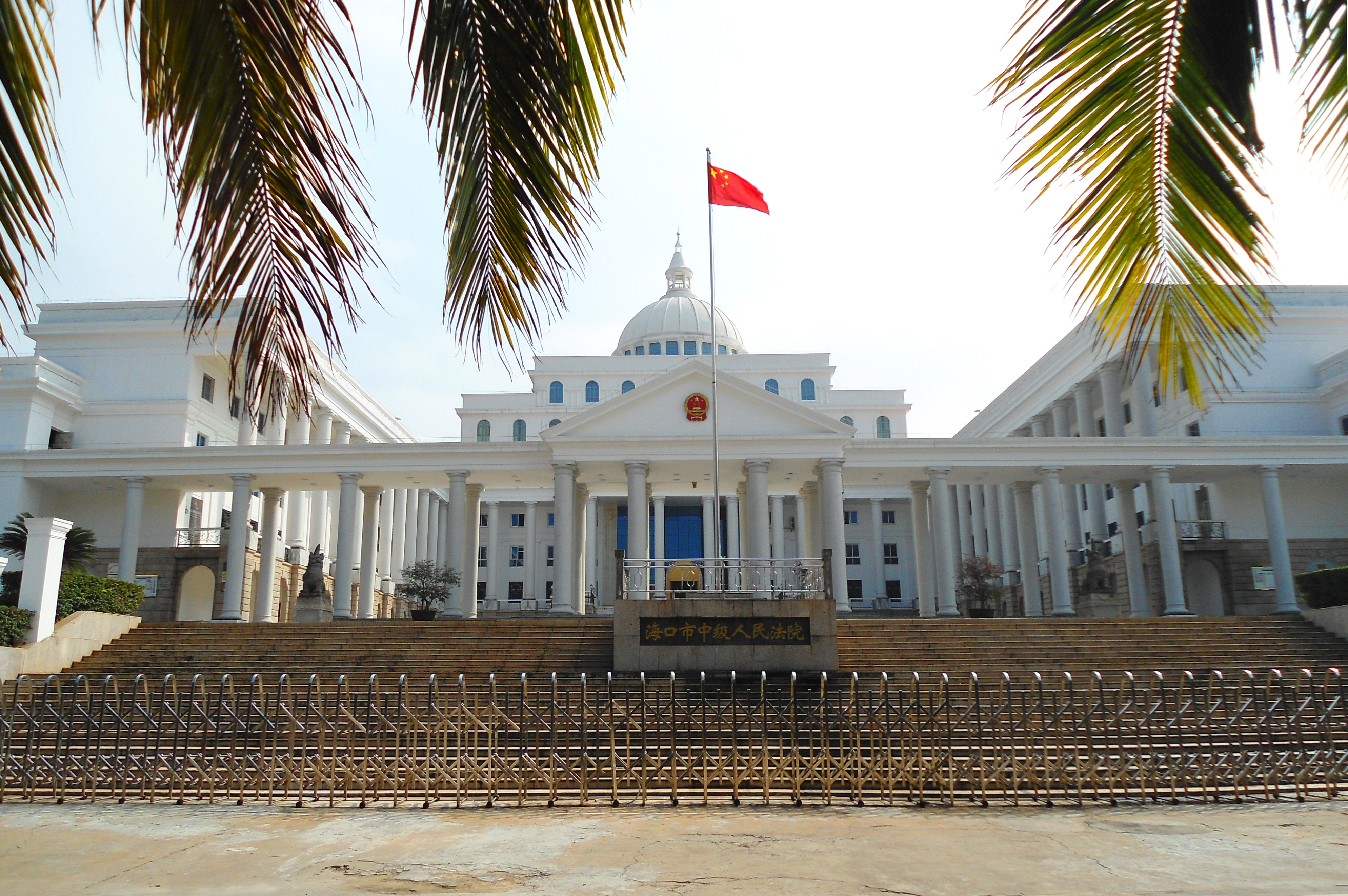
Gerichtsgebäude in Haikou, Provinz Hainan (2012)

In der chinesischen Normenhierarchie stehen die Entscheidungen der Kommunistischen Partei China über denen der Rechtsorgane. Auf nationaler Ebene werden die Gesetze vom Nationalen Volkskongress und seinem Ständigen Ausschuss verabschiedet. Diese Gesetze werden dann von den lokalen Volkskongressen in eigene Gesetze gegossen. Die Umsetzung der zentralen Vorgaben auf lokaler Ebene wird nur durch eine Prüfungskommission des Nationalen Volkskongresses untersucht, die nach Vorankündigung in die Provinzen entsandt wird.
Nach der chinesischen Verfassung und dem Organisationsgesetz für Volksgerichte sind Volksgerichte die Organe der Rechtsprechung des Staates. Es existieren auf den verschiedenen Ebenen „Volksgerichte“, Mittlere Volksgerichte, „Sondervolksgerichte“ und Obere Volksgerichte. Die höchste rechtliche Instanz ist das Oberste Volksgericht in Peking, das die Rechtsprechung der Volksgerichte beaufsichtigt bzw. die Rechtsprechung auslegt.
Zwar hat Xi Jinping Rechtsreformen versprochen, aber diese entsprechen nicht einer Rechtsherrschaft, sondern nutzen Recht als Mittel. Repressalien und Zensur haben seit seinem Amtsantritt zugenommen, obwohl chinesische Bürger sich stärker als vor 20 Jahren ihrer Rechte bewusst sind und versuchen diese einzufordern. Deutschland hat im Jahr 1999 mit der Volksrepublik China einen Deutsch-Chinesischen Rechtsstaatsdialog begonnen, um sich über Fragen des Rechts auszutauschen.

### Innenpolitik
Die politischen Ziele werden in Fünfjahresplänen festgelegt. Sie geben Anhaltspunkte über die politische Richtung der kommenden fünf Jahre. Der laufende Fünfjahresplan geht von 2015 bis 2020 und der neue 14. Fünfjahresplan, der sich auf den Zeitraum von 2021 bis 2025 bezieht, wird gerade erarbeitet.
Unter dem Präsidenten Xi Jinping haben sich seit 2012 Restriktionen in allen Bereichen verschärft. Für die Partei sei die Korruptionsbekämpfung „überlebensnotwendig“ geworden, da mit den Wirtschaftsreformen die Korruption in hohem Maße zugenommen hat. Xi Jinping hat im Jahr 2012 die sogenannte “Antikorruptionskampagne” initiiert. Zahlreiche Verfahren wegen Korruption wurden eröffnet und hohe Politiker (Zhou Yongkang, Bo Xilai) verurteilt. Ohne die Zustimmung der Partei wären diese Disziplinarverfahren nicht möglich. Die Kehrseite der Antikorruptionskampagne ist ein Beamtenapparat, der nur noch bedingt funktionsfähig ist, da er keine Entscheidungen mehr fällt, weil die Angst der Korruption bezichtigt zu werden, die Beamten lähmt. Mit der Operation Fuchsjagd werden chinesische Staatsbürger seit 2014 im Ausland verfolgt, wenn sie sich mit staatlichen Gelder in das Ausland abgesetzt haben. Im Prinzip hat Xi damit die Antikorruptionskampagne auf die Welt ausgeweitet. Nach dem Korruptionswahrnehmungsindex von Transparency International e. V. belegt die VR China 2019 unter 180 Ländern den 80. Platz.
Unter Xi Jinping ist ein System der Nachbarschaftsüberwachung während der COVID-19-Pandemie wiederbelebt worden. Dabei werden Haushalten in Gruppen von 10 organisiert, die durch einen Leiter angeführt werden, beispielsweise einem Dorfkader oder einem ehemaligen Kader. Diese Gruppeneinteilung hat historische Wurzeln, aber die neue Version stammt aus Erfahrungen in Xinjiang. Mit diesem Nachbarschaftssystem soll soziale Kontrolle ausgeübt werden.

#### Menschenrechte
Menschenrechtsorganisationen wie Amnesty International und Human Rights Watch werfen der Volksrepublik zahlreiche Verletzungen grundlegender Menschenrechte vor. Besonders seit dem Massaker vom 4. Juni 1989 auf dem Tian’anmen-Platz wird die Menschenrechtslage in der Volksrepublik China kritisiert.
Mit tausenden Hinrichtungen ist die Volksrepublik China weltweit das Land, in dem die Todesstrafe am häufigsten vollzogen wird. Die genauen Zahlen lassen sich nur schätzen, da die konkrete Zahl der Hinrichtungen ein Staatsgeheimnis ist.
Formell hat die chinesische Regierung die Menschenrechtskonventionen der Vereinten Nationen größtenteils ratifiziert. Laut Artikel 33 Absatz 3 der chinesischen Verfassung von 2004 „respektiert und gewährleistet der Staat die Menschenrechte“. Nach chinesischer Lesart „verleiht und schützt“ der Staat die Menschenrechte, die aber nicht gegen die Interessen anderer Bürger und „den Staat gerichtet“ sein dürfen. Damit hat das subjektive Recht in der Volksrepublik China keine Priorität.
Besondere Aufmerksamkeit erhielten Fälle wie die Umerziehungslager in Xinjiang, die Unterdrückung von Uiguren und Tibeter, der Organraub an Falun-Gong-Praktizierenden in China, die Systeme der „Umerziehung durch Arbeit“ und „Verhaftung und Rückführung“, das Sozialkredit-System oder die Geburtenkontrolle im Rahmen der Ein-Kind-Politik.

#### Überwachung
In den Städten werden Überwachungskameras großflächig auf Straßen und öffentlichen Plätzen installiert. Hatte der chinesische Staat zur Jahreshälfte 2017 nach Schätzungen 176 Millionen Kameras aufgestellt, verdoppelte sich die Anzahl der Überwachungskameras im darauf folgenden Jahr. Schätzungen von bis einschließlich des Jahres 2020 installierten Kameras liegen zwischen 567 und 600 Millionen. Zur Auswertung der Bilder nutzt die chinesische Polizei unter anderem die Bild- bzw. Gesichtserkennungssoftware von Megvii und SenseTime. Parallel wurde das Sozialkredit-System ab 2020 getestet, bei dem die Bürger für sozial adäquates Verhalten Punkte erhalten und bei Verstößen gegen die Moral oder bei Kritik an der Partei Punkte abgezogen bekommen. Wer wenige Sozialkreditpunkte hat, wird bei der Buchung von Reisetickets o. ä. benachteiligt. Ein landesweites Sozialkreditsystem für Bürger wurde bis 2023 allerdings nicht eingeführt und das Konzept stattdessen vorwiegend auf Unternehmen angewendet.

### Außenpolitik

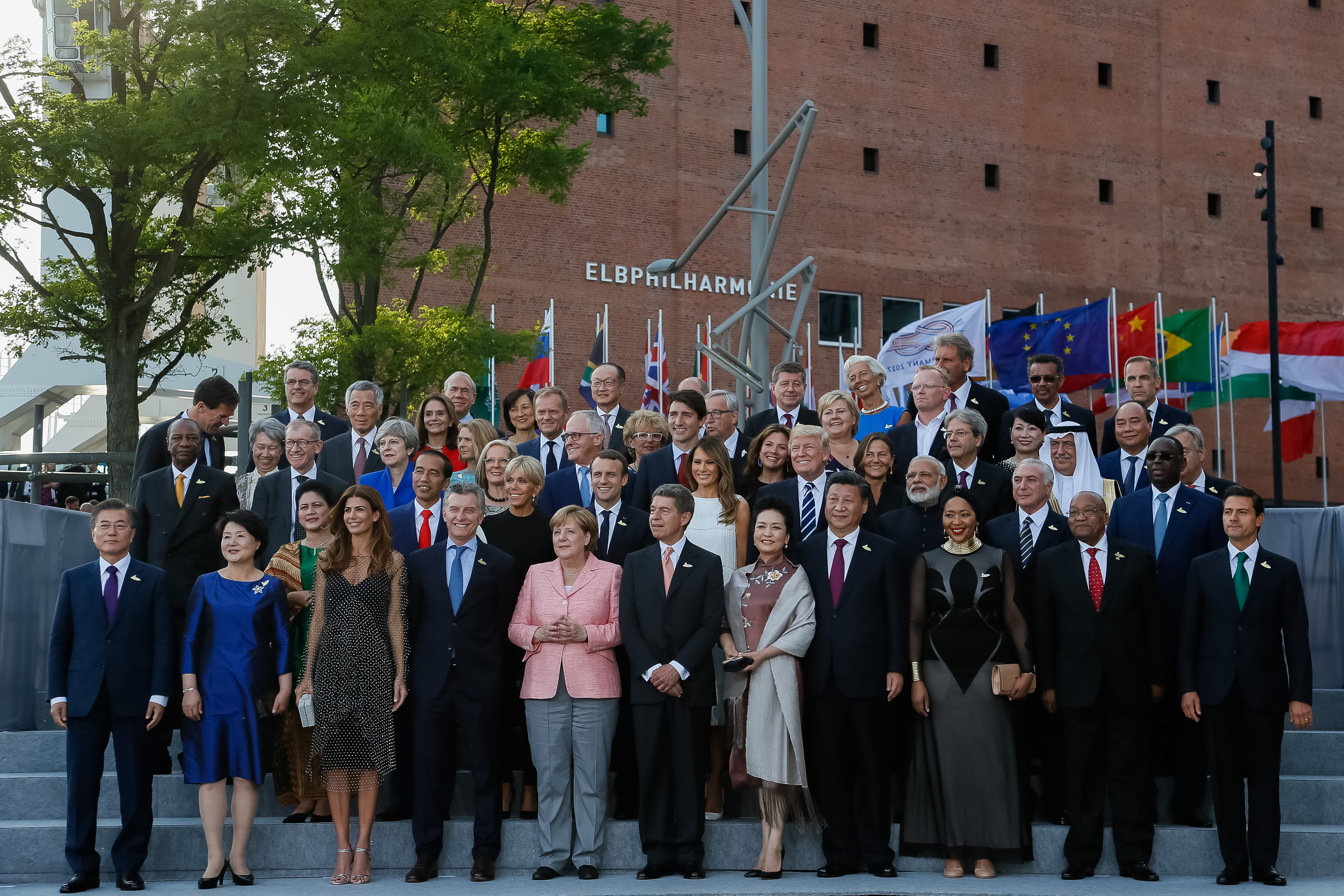
G20-Gipfel in Hamburg 2017, Ehepaar Xi in erster Reihe

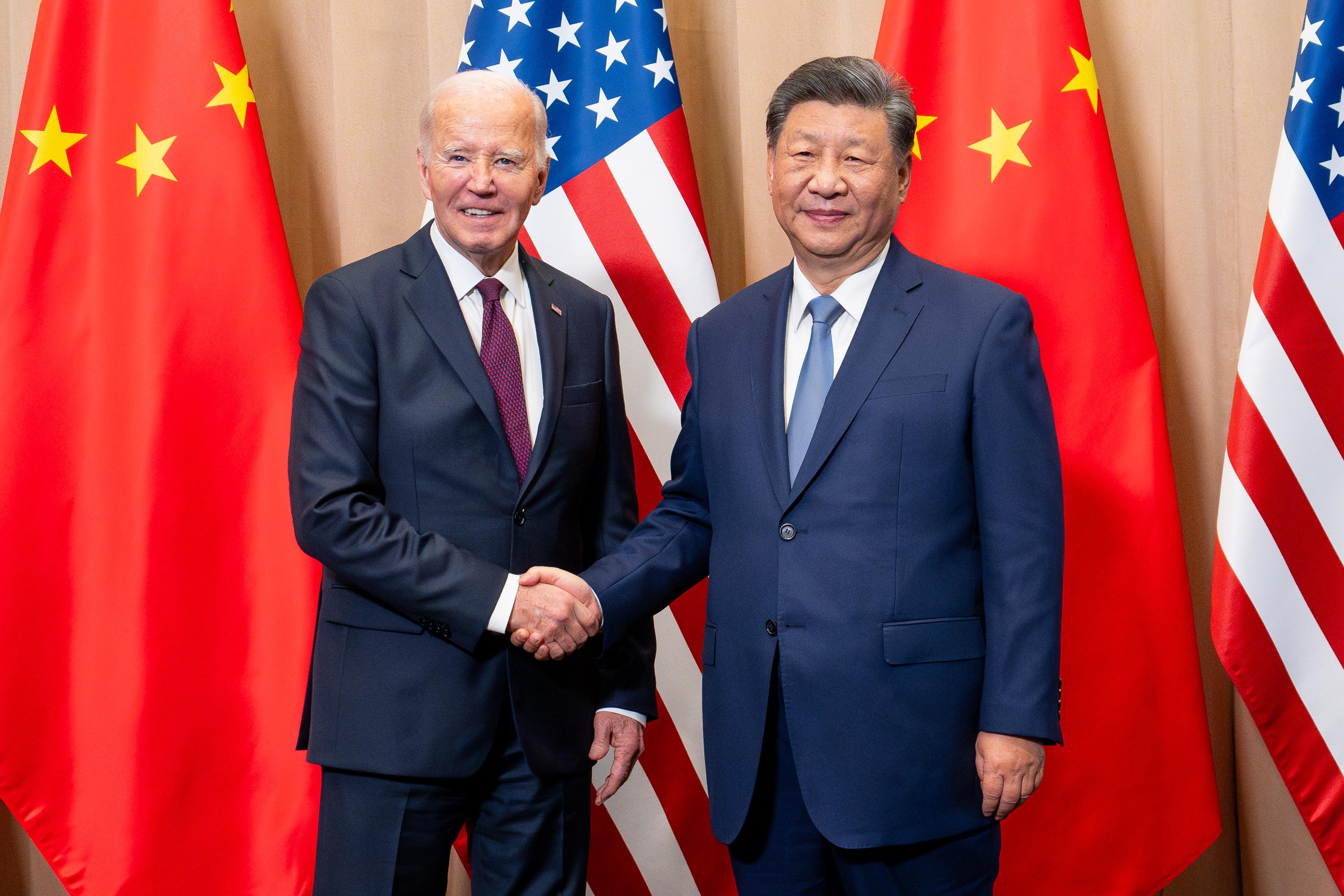
Xi Jinping und Joe Biden im November 2024

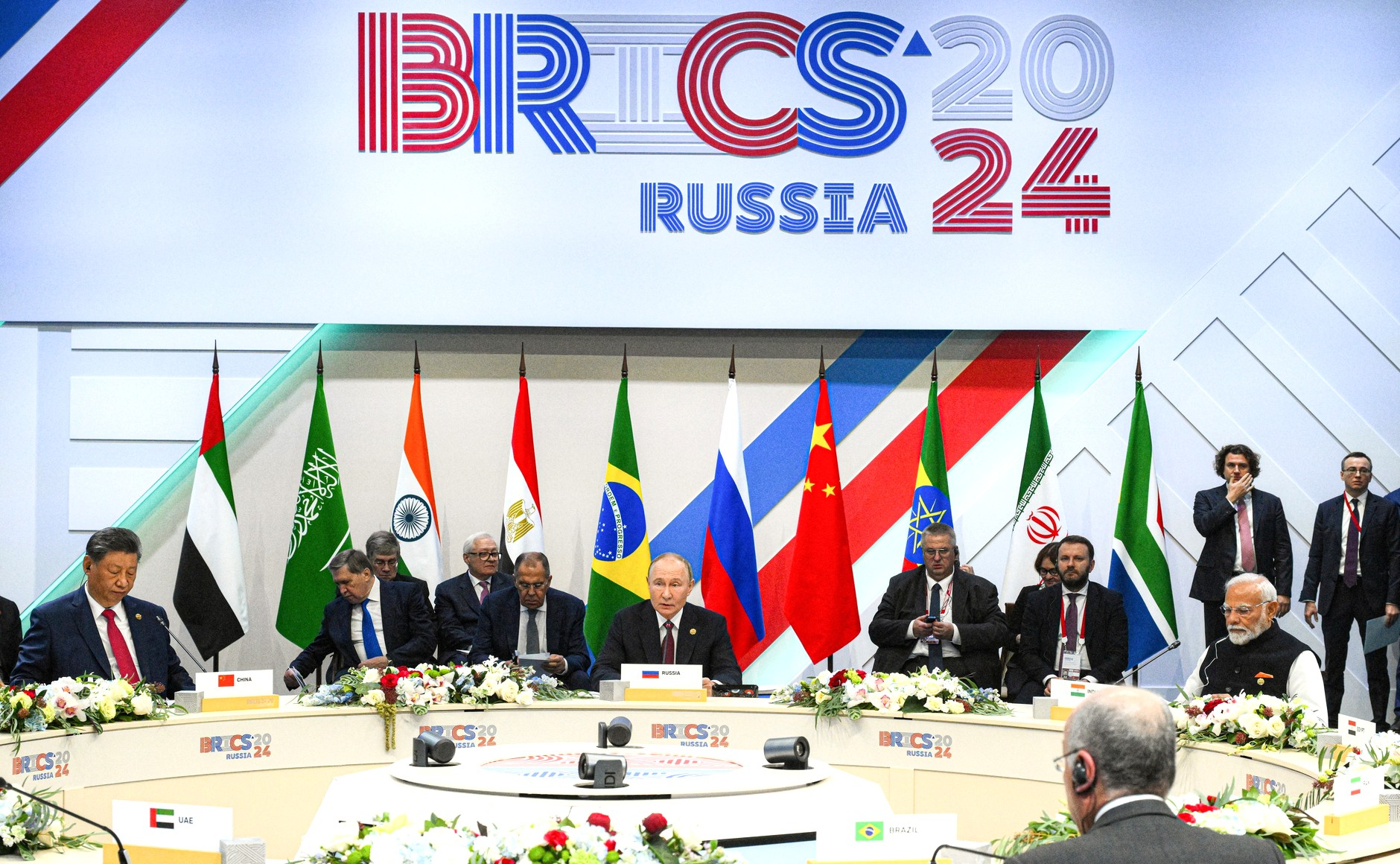
Xi Jinping, Wladimir Putin und Narendra Modi beim BRICS-Gipfel 2024 in Kasan, Russland

Die Außenpolitik der Volksrepublik China ist gekennzeichnet durch das Bestreben, Weltmacht zu sein sowie sich geostrategisch Ressourcen und Handelswege zu sichern. Als zweitbevölkerungsreichstes Land der Erde, ständiges Mitglied im Sicherheitsrat der Vereinten Nationen, Nuklearmacht und wachsende Volkswirtschaft strebt China verstärkt nach Mitwirkung in allen bedeutenden weltpolitischen Fragen und verfolgt dabei selbstbewusst seine nationalen Interessen. Die Volksrepublik China ist Mitglied der G20 und der BRICS-Staaten.
Seit Ende der 2010er Jahre schließt China gemäß der öffentlichen Meinung als zweite Supermacht zu den USA auf, der Konflikt zwischen den Bündnissen beider Staaten wird teilweise als Zweiter Kalter Krieg bezeichnet. Als Gegenspieler der USA-geführten NATO gelten vermehrt die beiden China-geführten Organisationen SOZ (engl. SCO) sowie BRICS plus. Im Gegensatz zum ersten Kalten Krieg ist Russland nun Juniorpartner von China.
Ein wichtiges Projekt seit 2013 ist dabei die Neue Seidenstraßen Initiative („One Belt, One Road“), bei der zunächst entlang der alten Seidenstraße eine Handelsroute von der Volksrepublik China nach Europa angestrebt und gebaut wurde. Diese Handelsroute geht aber inzwischen über diese alte Seidenstraße hinaus und umfasst mittlerweile fast alle Teile der Welt. Ebenso beschränkt sie sich nicht mehr auf Handel, sondern hat auch den Zugriff auf Ressourcen, politischen und militärische Einfluss zum Ziel. Die hiermit verbundenen Investitionsprojekte (wie die 17+1 Initiative in Osteuropa oder der Hafen von Piräus in Griechenland) werden häufig auch als Druckmittel benutzt. In diesem Zusammenhang wurde im Jahr 2016 von der Volksrepublik China ausgehend die Asian Infrastructure Investment Bank (AIIB) gegründet. Im Jahr 2011 hat China durch seine Entwicklungsfinanzierung die USA als größten Handelspartner Afrikas abgelöst.
In der Beziehung zu anderen Staaten wird streng die Ein-China-Doktrin vertreten: Das heißt, dass jeder Staat, der mit der Volksrepublik China Handel treiben oder diplomatische Beziehungen eingehen möchte, die Republik China auf Taiwan nicht als eigenständigen Staat anerkennen darf. Andernfalls hat er mit Sanktionen zu rechnen.
Seit der Amtseinführung von Donald Trump im Jahr 2016 sind die sino-amerikanischen Beziehungen auf einem Tiefpunkt. Seit 2018 besteht der Handelskonflikt zwischen den Vereinigten Staaten und der Volksrepublik China, der aufgrund der engen finanz- und wirtschaftspolitischen Verzahnung der beiden Staaten gravierende Auswirkungen – auch auf den Rest der Welt – hat. Reibungspunkte bestehen ferner im Südchinesischen und Ostchinesischen Meer, wo China zunehmend aggressiv auftritt. Unter anderem ausgelöst durch Geschehnisse in Zusammenhang mit dem Taiwan-Konflikt kam es Anfang der 2020er-Jahre regelmäßig zu Spannungen zwischen beiden Staaten.
Das Verhältnis zwischen China und Südkorea sowie Nordkorea ist seit 2013 schwieriger geworden. Seit 2016 stimmt China verschärften UN-Sanktion gegenüber Nordkorea zu, obwohl Nordkorea als kommunistischer Staat ein sozialistischer „Bruderstaat“ ist. Im Prinzip möchte die Volksrepublik den Status quo der Situation erhalten, zumal bei einem Zusammenbruch Nordkoreas von Flüchtlingsströmen in die Volksrepublik China auszugehen ist. Die chinesisch-japanischen Beziehungen bleiben angespannt. Der Streit entzündet sich häufig an Diaoyu-/Senkaku-Inseln im Ostchinesischen Meer. Es geht außerdem um historisch-völkerrechtliche Kontroversen und Ressourcen. Unter anderem wegen der Besitzstreitigkeiten im Südchinesischen Meer sind auch die Beziehungen zu anderen Nachbarn in der Region angespannt, wie etwa zu den Philippinen, zu Malaysia, Taiwan, Vietnam und Brunei. Dennoch kommt es in all diesen Ländern weiter zu teils umfangreichen chinesischen Investitionen.
Zu den weiteren Nachbarstaaten, wie Russland, hat sich (auch aus überlappenden geostrategischen Interessen) das Verhältnis entspannt, die chinesisch-russischen Beziehungen sind durch historische Auseinandersetzungen jedoch vorbelastet. Seit Russlands Überfall auf die Ukraine hat sich Chinas Staats- und Parteiführung allerdings erneut Russland angenähert. Pakistan ist ein enger Verbündeter der Volksrepublik, siehe chinesisch-pakistanische Beziehungen. Die chinesisch-indischen Beziehungen sind wegen territorialer Grenzstreitigkeiten konfliktreich und führten in den letzten Jahren sogar zu vereinzelten militärischen Auseinandersetzungen. Im September 2023 vereinbarten China und Syrien eine „strategische Partnerschaft“ zwischen beiden Staaten.
Die chinesisch-deutschen Beziehungen sind durch enge wirtschaftliche Verflechtungen gekennzeichnet. Im politischen Bereich finden regelmäßige Konsultationen statt, wie z. B. beim Deutsch-Chinesischen Rechtsstaatsdialog. Allerdings zeigen sich auch in diesem Verhältnis seit 2016 Konfliktfelder, wie z. B. eine deutliche Zunahme chinesischer Investitionen, die für die Deutschen mit der Angst des Know-How-Abflusses verbunden ist (siehe etwa der Fall Kuka), Chinas Weigerung sich im Südchinesischen Meer internationalem Recht zu unterwerfen und schließlich offene Kritik Chinas am liberalen Gesellschaftsmodell. Die chinesische Einflussnahme auf andere Staaten und Gesellschaften wird daher zunehmend als „Systemkampf“ bezeichnet.
Während der COVID-19-Pandemie regte sich Kritik, dass China Informationen bezüglich des Virus zurückgehalten habe und bei der Verteilung von medizinischen Schutzgütern Länder unter Druck setze, wenn diese Kritik an der Außenpolitik Chinas übten.

#### Taiwan-Konflikt
Die Taiwan-Frage ist ein Problem aus dem chinesischen Bürgerkrieg, in dessen Endphase sich die nationalistische Regierung auf die Insel Taiwan zurückzog und dort eine Militärdiktatur errichtete, während auf dem Festland die Volksrepublik ausgerufen wurde. Die „Rückkehr Taiwans zur Volksrepublik China“ ist im chinesischen Nationalismus fest verankert und ist Ziel der chinesischen Führung, auch wenn Taiwan nie Teil der Volksrepublik war. Neben dem Konflikt auf der koreanischen Halbinsel ist die Taiwan-Frage die größte sicherheitspolitische Herausforderung in Ostasien.
Unter dem Schlagwort Ein-China-Prinzip sind sich die Regierungen beiderseits der Taiwan-Straße einig, dass es nur ein einziges China gibt, dass aber unterschiedliche Ansichten darüber herrschen, wer die legitime Regierung dieses einen Chinas ist. Die Regierung der Volksrepublik beabsichtigt seit Deng Xiaoping, Taiwan unter dem Prinzip Ein Land, zwei Systeme mit dem Festland zu vereinigen, wobei Taiwan eine weitergehende Autonomie zugesagt würde als Hongkong nach der Rückgabe durch Großbritannien. Die taiwanische Bevölkerung betrachtet dies als Unterwerfungsstrategie und misstraut den Versprechungen aus Peking. Peking behält sich den Einsatz von Gewalt unter bestimmten Voraussetzungen vor, dazu gehören eine nukleare Aufrüstung Taiwans oder konkrete Schritte der Regierung in Taipeh zur Unabhängigkeit. Das militärische Gleichgewicht ändert sich ständig zu Gunsten von Peking. Die USA haben eine politische Zusage zur Unterstützung von Taiwan geleistet.
Die Strategie der Volksrepublik ist es, Taiwan wirtschaftlich vom Festland abhängig zu machen, den gesellschaftlichen Austausch zu fördern, Taiwan diplomatisch zu isolieren, der Insel militärisch zu drohen und die USA in ihrem Sinne zu beeinflussen. Seit Beginn der Öffnungspolitik haben taiwanische Firmen auf dem Festland mehr als 200 Milliarden US-Dollar investiert, sie beschäftigen etwa 14 Millionen chinesische Arbeiter. Etwa 60 Prozent der taiwanischen Direktinvestitionen im Ausland gehen in die Volksrepublik; etwa ein Viertel des taiwanischen Außenhandels wird mit der Volksrepublik abgewickelt. Das Kalkül Pekings, taiwanische Geschäftsleute und Unternehmen würden bei der taiwanischen Regierung im Sinne Pekings intervenieren, ist jedoch nicht aufgegangen.
Seitdem Anfang 2016 Tsai Ing-wen von der Demokratischen Fortschrittspartei als Präsidentin Taiwans gewählt wurde, verschlechtern sich die Beziehungen, da sie den Status quo anstrebt. Tsai wurde Anfang 2020 wiedergewählt.

#### Nachrichtendienste
Das Ministerium für Staatssicherheit (國家安全部 / 国家安全部,  Guójiā Ānquánbù) ist als straff organisierter, ziviler Dienst für die Auslandsaufklärung sowie für die innere Sicherheit zuständig. Es untersteht dem Staatsrat. Residenturen der chinesischen Auslandsaufklärung befinden sich in den Botschaften beziehungsweise Konsulaten, in Deutschland zum Beispiel in der chinesischen Botschaft in Berlin. Der Militärnachrichtendienst, die Abteilung zwei (Informationen) der Generalplanungsabteilung (chinesisch 總參謀部 / 总参谋部, Pinyin Zǒngcānmóubù) der Volksbefreiungsarmee, unterhält ebenfalls Auslandsvertretungen.

### Militär

Flagge der Volksbefreiungsarmee

Die Volksbefreiungsarmee wurde 1927 gegründet und half der Kommunistische Partei während des „revolutionären Kampfes“ vor 1949 und bei der Konsolidierung ihrer Herrschaft nach 1949. Die Volksbefreiungsarmee ist die personell größte Armee der Welt. Sie besteht aus Heer, Marine, Luftwaffe und Raketenstreitkräften. Die Volksrepublik China ist eine Nuklearmacht. Sie hat den Atomwaffensperrvertrag abgeschlossen und den uneingeschränkten Verzicht auf den Ersteinsatz erklärt.
Die Zentrale Militärkommission koordiniert die Verteidigungspolitik, formuliert die Militärdoktrin und übernimmt im Kriegsfall das Oberkommando. Oberster Befehlshaber ist Xi Jinping als Vorsitzender der Zentralen Militärkommission. Für das Jahr 2017 schätzte das Stockholmer internationale Friedensforschungsinstitut die Ausgaben für das Militär der Volksrepublik China 1544 Milliarden Yuan bzw. 1,9 Prozent des Bruttoinlandsproduktes. Nach den USA und Russland liegt die Volksrepublik China auf Platz 3 bei den weltweiten Militärausgaben (gefolgt von Indien).

### Politische Indizes
| Name des Index                     | Indexwert    | Weltweiter Rang | Interpretationshilfe | Jahr |
| ---------------------------------- | ------------ | --------------- | --- | ---- |
| Fragile States Index               | 64,4 von 120 | 99 von 179      | Stabilität des Landes: Warnung 0 = sehr nachhaltig / 120 = sehr alarmierend Rang: 1 = fragilstes Land / 179 = stabilstes Land | 2024 |
| Demokratieindex                    | 2,11 von 10  | 145 von 167     | Autoritäres Regime 0 = autoritäres Regime / 10 = vollständige Demokratie                                                      | 2024 |
| Freedom in the World Index         | 9 von 100    | —               | Freiheitsstatus: unfrei 0 = unfrei / 100 = frei                                                                               | 2024 |
| Rangliste der Pressefreiheit       | 14,8 von 100 | 178 von 180     | Sehr ernste Lage für die Pressefreiheit 100 = gute Lage / 0 = sehr ernste Lage                                                | 2025 |
| Korruptionswahrnehmungsindex (CPI) | 43 von 100   | 76 von 181      | 0 = sehr korrupt / 100 = sehr sauber                                                                                          | 2024 |

## Kommunikation und Information
Seit der Gründung der Volksrepublik 1949 waren bis in die 1980er Jahre sämtliche Medien staatlich. Auch nach der kontrollierten Öffnung des Marktes für private Akteure dominierte die staatliche Nachrichtenagentur Xinhua News Agency, der staatliche Fernsehsender China Central Television (CCTV) und People's Daily, das Parteiorgan der KP die Medienlandschaft. Für die Kontrolle und Zensur sorgen die General Administration of Press and Publication (GAPP) und die National Radio and Television Administration (NRTA). Die Massenmedien in der VR China bestehen vor allem aus Fernsehen, Radio, Tageszeitungen und Magazinen. Ab den 2000er Jahren erlangte das Internet zunehmende Bedeutung für die Informationsverbreitung und wird umfassend zensiert und überwacht.

### Zensur
Chinas Medien unterliegen strikter Zensur und werden mit täglichen Direktiven der Regierung zentral gesteuert. Unter Staats- und Parteichef Xi Jinping baute die KP mithilfe modernster Technologie ihre umfassende Kontrolle über Nachrichten und Informationen weiter aus. In einem Entwurf für Marktzugangspositivlisten wurde im Oktober 2021 angekündigt, dass zukünftig nur noch Medien zugelassen werden, die von der Kommunistischen Partei finanziert werden. International wirbt sie für dieses repressive Modell als „neue Weltordnung der Medien“. Zu den vielen zensierten Tabuthemen gehören etwa Menschenrechtsverletzungen und politische Proteste. Die Internetzensur der Volksrepublik gilt als eine der strengsten der Welt. Facebook, Google, Twitter, YouTube, Skype und Wikipedia sind in China verboten, Suchmaschinen filtern für die Regierung heikle Suchanfragen heraus. Gezielt werden chinesische Social-Media-Apps eingesetzt. Die Organisation Reporter ohne Grenzen stufte 2023 die Volksrepublik in der Rangliste der Pressefreiheit auf Platz 179 von 180 ein und damit lediglich vor Nordkorea. Dieselbe Organisation gab für 2020 die Zahl der bisher inhaftierter Journalisten in China mit 67 und der inhaftierten bloggenden Bürgerjournalisten mit 46 Personen an.

### Medien

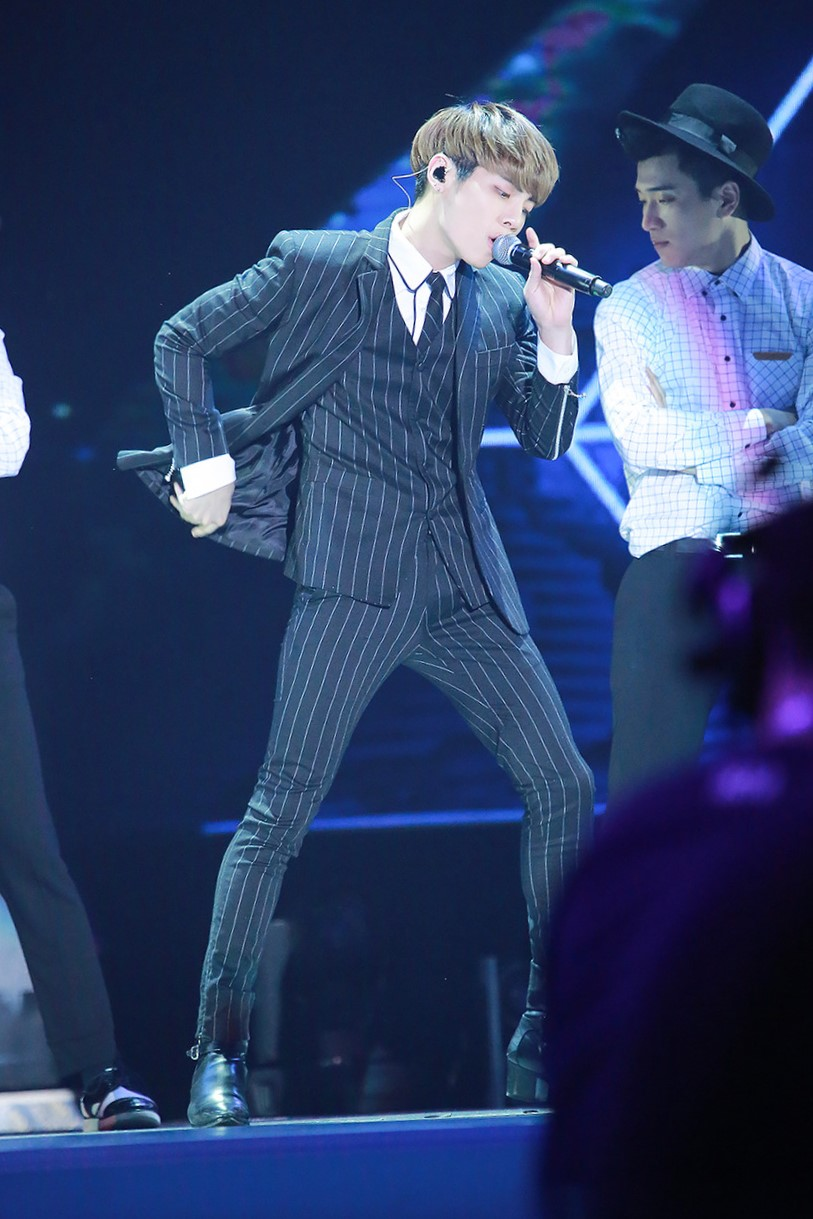
K-Pop-Legende Jonghyun während einer KuGou Music Festival Tournee in China, 2016

Seit den 1970ern hat sich eine rege Medienszene entwickelt. Waren es in den 1980ern und 1990ern noch Zeitschriften, Kinofilme und Literatur, so haben seit den 2000ern Online-Medien das Publikum erobert. Es findet sich ein vielfältiges Angebot an Zeitschriften und Online-Plattformen, -Diensten und Online-Medien. Das darf aber nicht darüber hinwegtäuschen, dass alle Medien in der Volksrepublik zensiert werden. Viele dieser Medien sind gewinnbringende Unternehmen, die sich über Werbung finanzieren und mit der Kommunistischen Partei kooperieren müssen.
Die Volkszeitung (chinesisch 人民日报, Pinyin Rénmín Rìbào) ist die staatliche Zeitung, welche die Vorgaben der Kommunistischen Partei wiedergibt. Kritische Berichte fanden sich in Southern Weekly (chinesisch 南方周末, Pinyin Nánfāng Zhōumò) und für Finanzen in Caijin (chinesisch 财经, Pinyin Cáijīng) und Caixin (chinesisch 财新, Pinyin Cáixīn). Zu den englischsprachigen Zeitungen zählen China Daily und Global Times, letztere mit einer stark nationalistischen Ausrichtung.
China Central Television (CCTV) ist das staatliche Fernsehen, welches über 20 Kanäle ausstrahlt. Werbeeinnahmen sichern die Finanzierung. Seit 2018 sind CCTV, China National Radio (CNR) und China Radio International (CRI) zur China Media Group (chinesisch 中央广播电视总台, Pinyin Zhōngyāng Guǎngbò Diànshì Zǒng Tái) fusioniert. CRI informiert auch über das Internet in deutscher Sprache. Voice of China ist die Rundfunkanstalt für das Ausland, die im Rang einem Ministeriums gleichkommt. Die Zentrale Propagandaabteilung der Kommunistischen Partei Chinas ist inhaltlich und administrativ verantwortlich. 2020 hat die China Film Administration zusammen mit der China Association for Science and Technology einen Leitfaden zur Förderung der Entwicklung von Science-Fiction-Filmen herausgegeben, und dieses Genre als bedeutendes Wachstumsfeld und neue treibende Kraft für die qualitativ hochwertige Entwicklung der chinesischen Filmindustrie hervorgehoben.
Aufgrund der hohen Zahl mobiler Nutzer werden Nachrichtenportale wie QQ.com, Sohu.com und Sina.com genutzt. Beliebt sind mobile Apps in China. KuGou hat vor allem in ländlichen Regionen monatlich rund 450 Millionen aktiven Nutzern, gefolgt von QQ Music mit 211 Millionen und KuWo mit 108 Millionen.

### Telekommunikation
Im September 2019 hatten ungefähr 192 Millionen Haushalte einen festen Telefonanschluss. Diese geringe Anzahl lässt sich darauf zurückführen, dass Telefonanschlüsse in den 1970ern, 1980ern und 1990ern restriktiv verteilt wurden und der Bedarf mit der Installation nicht mithalten konnte. Mit der Möglichkeit des Mobiltelefons hat sich die Situation geändert. Im Dezember 2018 lag die Zahl der in China abgeschlossenen Mobilfunk-Verträge bei 1,57 Milliarden. Die über 800 Millionen Internetnutzer Chinas waren im Jahr 2018 zu 98 Prozent mobile Internetnutzer.

## Gesellschaft

### Einkommen und Verteilung

Index der menschlichen Entwicklung in China von 1970 bis 2010

Jährliches verfügbares Pro-Kopf-Einkommen 2014 je Region

Mit einem Pro-Kopf-Einkommen von 54 US-Dollar gehörte der Staat 1949 bei seiner Gründung zu den ärmsten Ländern der Erde. Über 80 Prozent der Bevölkerung waren besitzlose Bauern, Tagelöhner und Wanderarbeiter. Mit Beginn der Wirtschaftsreformen verbesserten sich die Lebensumstände und der Wohlstand ab den 1980er Jahren. Laut Angaben der Weltbank wandelte sich die Volksrepublik China innerhalb von 30 Jahren von einem Entwicklungsland, zu einem Land mit einem Einkommensniveau im oberen Mittelfeld. Das Entwicklungsprogramm der Vereinten Nationen zählt Volksrepublik China zu den Ländern mit hoher menschlicher Entwicklung.
Gemäß dem World Wealth Report stieg die Anzahl der US-Dollar-Millionäre in China 2019 auf 4,4 Millionen Personen an. Damit gehört die Volksrepublik China hinter den USA und Japan zu den drei Ländern mit den meisten Millionären auf der Welt. Gemessen an der Bevölkerungsdichte lebten 2016 in Hongkong so viele Dollar-Millionäre wie nirgends sonst auf der Welt.
Im Jahr 2017 hatten die Haushalte durchschnittlich Konsumausgaben von 22.902 RMB (umgerechnet knapp 3000 Euro/ Stand April 2020) pro Jahr zur Verfügung. In den Städten waren es 31.032 RMB und auf dem Land 11.704 RMB. Je nach Berechnungsmethode liegt der Gini-Koeffizient für die Einkommensungleichheit zwischen 42,2 Prozent und 61 Prozent, wobei die Weltbank Werte oberhalb von 40 Prozent als bedenklich betrachtet. Im Jahre 1980 lag die Ungleichverteilung des Einkommens noch bei 32 Prozent. Diese Entwicklung führt zu Unzufriedenheit in der Bevölkerung und zu sozialen Protesten. Die chinesische Regierung versucht, mit sozialpolitischen Maßnahmen, wie Überwachung und Zensur, gegenzusteuern.
Die chinesischen Millennials haben hohe Erwartungen der Eltern, der Arbeitgeber und des autoritären Staates zu erfüllen. Aufgrund der Ein-Kind-Politik haben sie die eigenen Eltern im Alter zu unterstützen, arbeiten nach dem Slogan 996 – von neun Uhr morgens bis neun Uhr abends an sechs Tagen in der Woche – und sollen durch Arbeit glücklich werden, so Xi Jinping. Das führte zu einer Bewegung namens Flachliegen (chinesisch: 躺平; pinyin: Tǎng píng), bei der sich Millionen Menschen zurückziehen und ihr eigenes Leben leben wollen.

### Soziale Sicherheit
| Jahr | Lebenserwartung (Jahre) |
| ---- | ----------------------- |
| 1950 | 43,8                    |
| 1955 | 44,5                    |
| 1960 | 44,6                    |
| 1965 | 55,5                    |
| 1970 | 61,7                    |
| 1975 | 65,5                    |
| 1980 | 67,8                    |
| 1985 | 68,9                    |
| 1990 | 69,7                    |
| 1995 | 70,9                    |
| 2000 | 73,1                    |
| 2005 | 74,7                    |
| 2010 | 75,7                    |
| 2015 | 75,9                    |
| 2023 | 78,6                    |

Das soziale Sicherungsnetz besteht aus einer staatlich organisierten Sozialversicherung, welche die Risiken Krankheit, Alter, Arbeitslosigkeit, Unfall und Mutterschaft abdeckt, und der sozialen Hilfe, die Existenzsicherung gewährt. Zwar trat im Jahr 2011 ein Sozialversicherungsgesetz landesweit in Kraft, aber die konkrete Ausgestaltung der verschiedenen Sozialversicherungszweige hängt von der jeweiligen Lokalregierung ab. Die staatliche Sozialversicherung sichert lediglich Arbeitnehmer ab. Für Kinder, Studierende, Selbständige sowie für die Landbevölkerung und generell für jeden Bürger, der kein Arbeitnehmer ist, wurde ab 2009 eine freiwillige Krankenversicherung eingeführt, bei der der Staat die Hälfte der Beiträge übernimmt und die andere Hälfte von dem jeweiligen Versicherten aufzubringen ist, der diese Versicherung freiwillig abschließen darf. Auf diese Weise will die chinesische Regierung bis 2020 die gesamte chinesische Bevölkerung in eine Gesundheitsversorgung integrieren.
Seit Ende der 1990er Jahre tritt das Phänomen der städtischen Armut in der Volksrepublik auf, so dass ein staatliches Sozialhilfesystem aufgebaut wurde. Existenzsicherung zählt zur sozialen Hilfe. Diese umfasst die Katastrophenhilfe, Unterstützung für Armutsgebiete und für Familien mit niedrigem Einkommen, welche vornehmlich als Unterhalt für arme und alleinstehende alte Menschen, Behinderte und Waisenkinder gewährt wird. Die Hilfen werden in Dienst-, Sach- und Geldleistungen erbracht. Leistungsvoraussetzung ist, dass sie nach dem Subsidiaritätsprinzip kein Recht auf Unterhaltszahlung durch Verwandte haben. Der Haushaltsvorstand einer bedürftigen Familie muss bei der entsprechenden Behörde oder dem Einwohnerkomitee den Antrag auf Mindestlebensunterhalt stellen, der von diesen bezüglich der Angaben zu seiner persönlichen Situation kontrolliert wird. Persönliche und gesellschaftliche Kontrollen sind durch das Einwohnerkomitee vorgesehen. Ergebnisse in der Feldforschung zeigen, dass die Existenzsicherung dazu genutzt wird, ehemalige Häftlinge oder Andersdenkende in ihren Ansichten über den Staat zu beeinflussen. Ein Entwurf zu einem Sozialhilfegesetz besteht, aber es wurde noch nicht verabschiedet.

### Gesundheitswesen

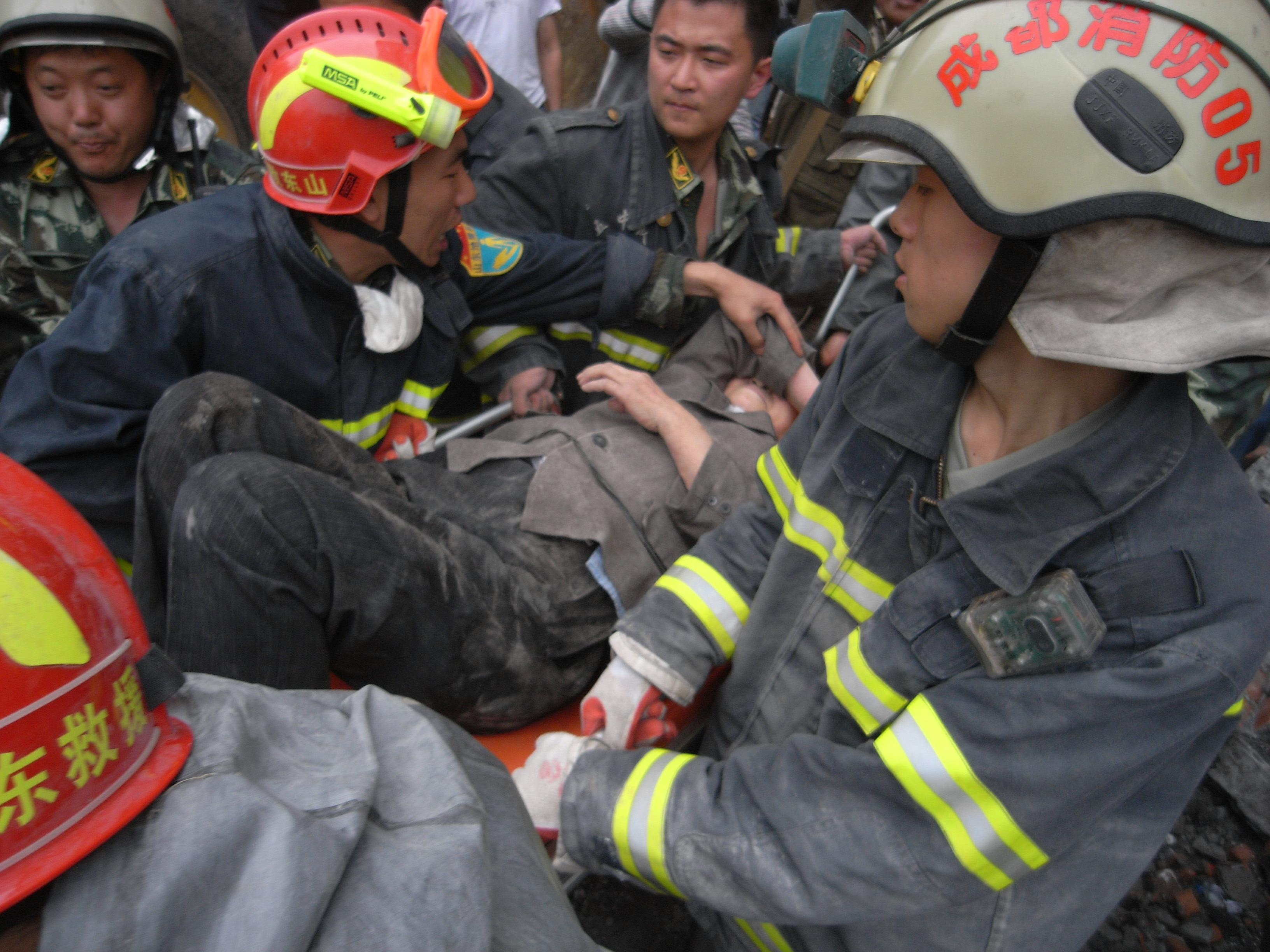
Medizinische Notfallkräfte beim Einsatz nach dem Erdbeben in Sichuan 2008

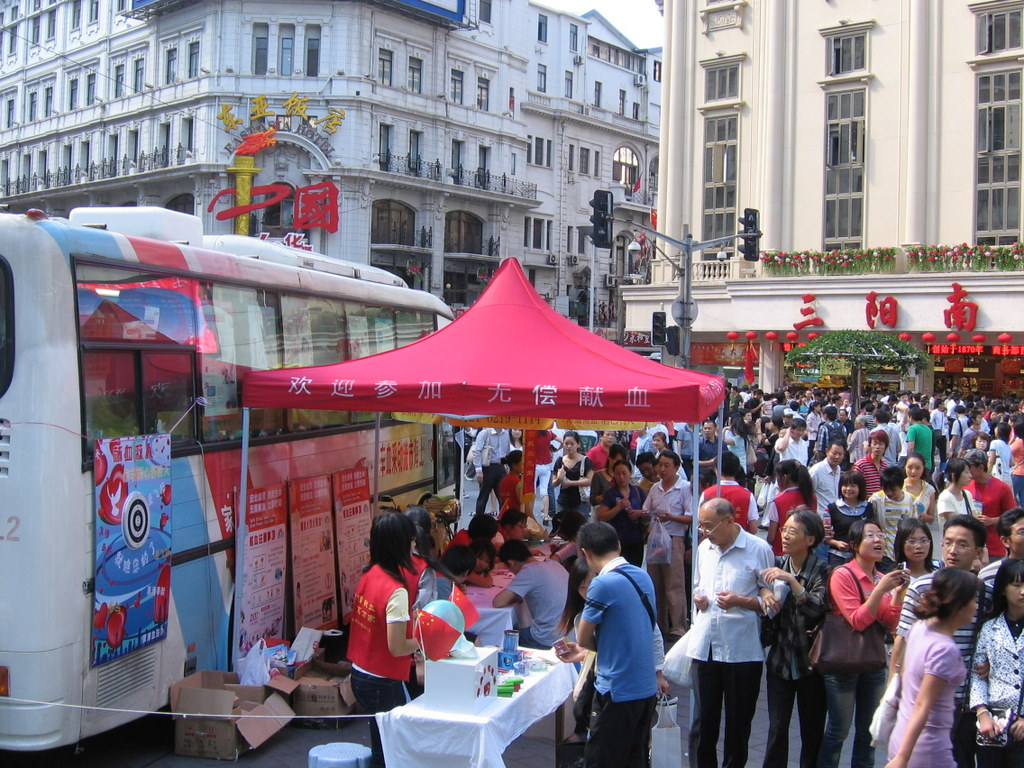
Mobiler Blutspendedienst in Shanghai (2009)

Bei Gründung der Volksrepublik lag die Lebenserwartung bei durchschnittlich 40 Jahren. Dazu trugen mangelhafte Ernährung, kaum vorhandene medizinische Versorgung und damit verbunden die hohe Verbreitung von übertragbaren Krankheiten bei. Die durchschnittliche Lebenserwartung der chinesischen Bevölkerung stieg aufgrund der besseren Lebensverhältnisse und medizinischen Versorgung bis 2015 auf 76,34 Jahre. Übergewicht, Atemwegserkrankungen, Krebs, Schlaganfall, Herzinfarkt, Rauchen, ungesundes Essen tragen auch in China zu Beeinträchtigung der Gesundheit bei. Tuberkulose zählt weiter zu den bedrohlichen Infektionskrankheiten in China. Die SARS-Pandemie 2002/2003 offenbarte die Mängel im Gesundheitssystem. Die COVID-19-Pandemie in der Volksrepublik China hat im Dezember 2019 in der Stadt Wuhan ihren Ausgang genommen. Sie entwickelte sich von China zu einer weltweiten COVID-19-Pandemie.
2017 existierten landesweit rund 28.000 Krankenhäuser, etwa 4000 Kliniken für traditionelle chinesische Medizin, 37.015 Krankenstationen, 33.965 örtliche Gesundheitsstationen und 195.176 Ambulanzen. Finanziert werden die Institutionen durch Beiträge der Krankenversicherung, staatliche Subventionen und den Verkauf von Medikamenten. Problematisch ist die Bereitstellung von ausreichenden Fachkräften, was teils an der Bezahlung des medizinischen Personals liegt. Dies führt zu einer geringen Qualität der medizinischen Behandlungen.
IT-Lösungen, wie E-Health-Systeme, Telegesundheit und E-Learning werden in Strategiepapieren als mögliche Lösung für größere Effizienz in den Krankenhäusern gesehen.
Eine zentrale Einrichtung des Gesundheitsschutzes ist das Chinesische Zentrum für Krankheitskontrolle und -prävention. Diese Einrichtung arbeitet mit ausländischen Forschungseinrichtungen zusammen.
Die Zentralregierung fördert seit 2016 verstärkt die traditionelle chinesische Medizin (TCM), um die Gesundheitsausgaben zu reduzieren.

### Bildung

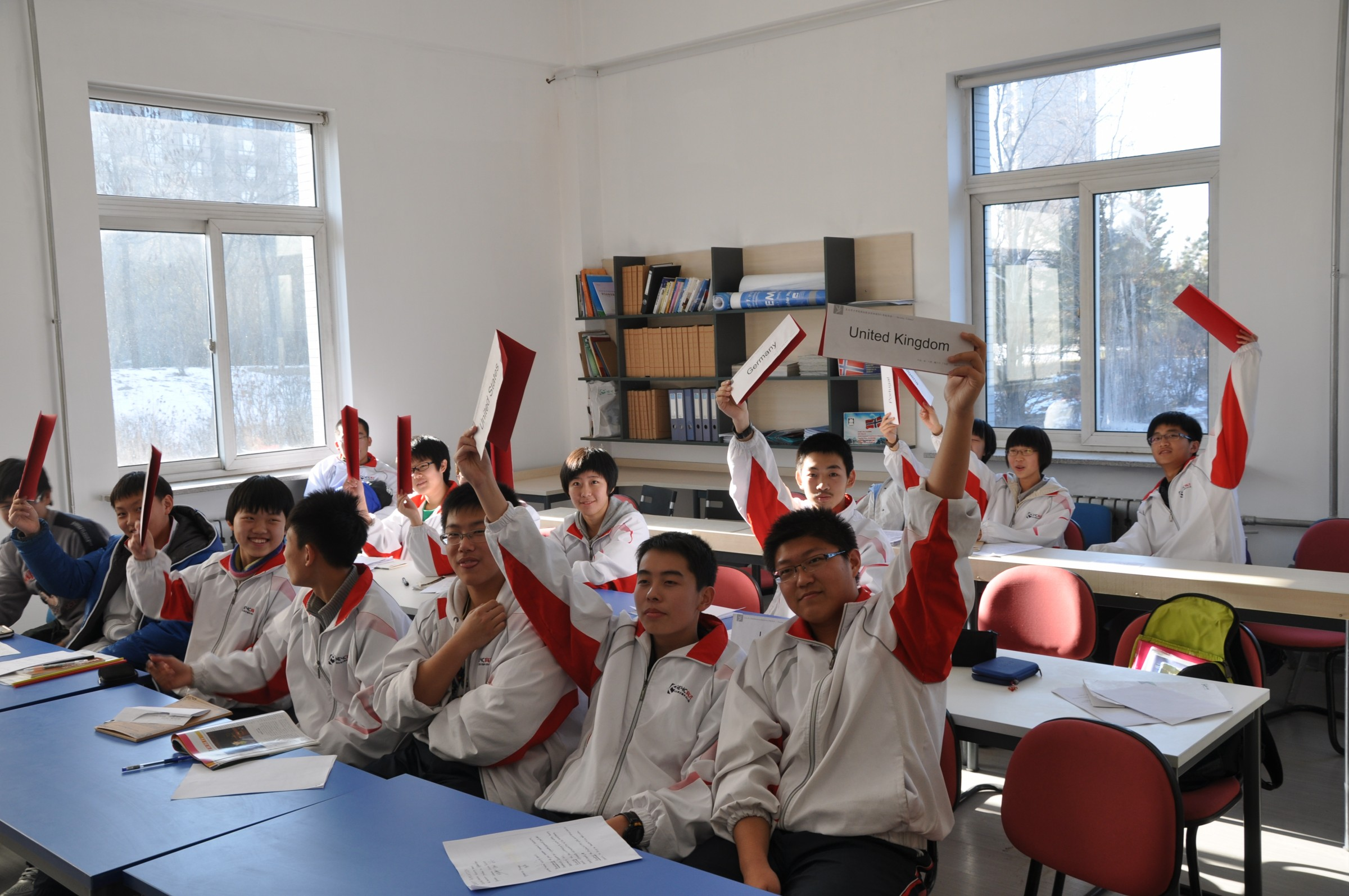
Englischunterricht in einer Mittelschule in Chongqing (2015)

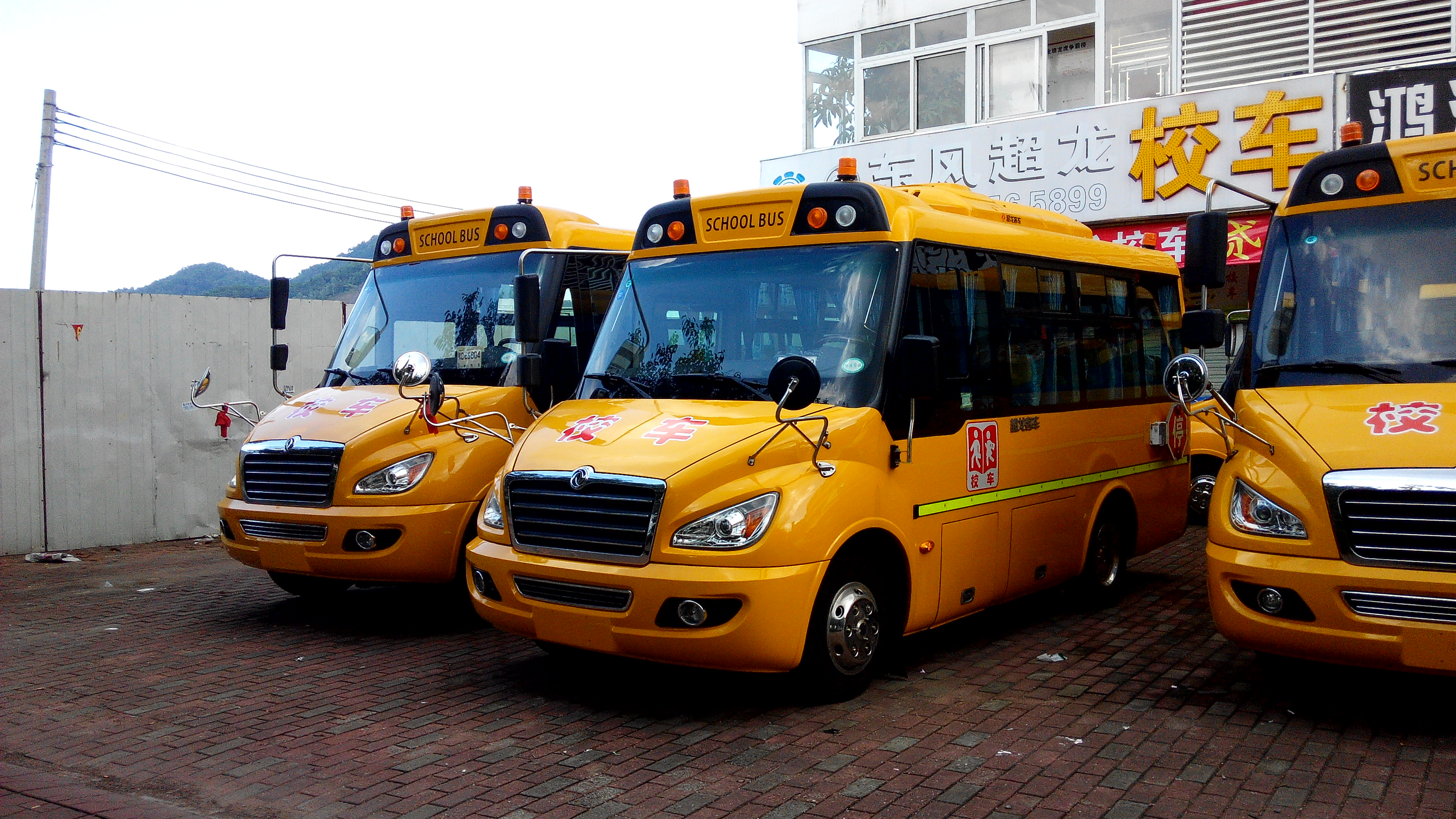
Chinesische Landschulbusse (2016)

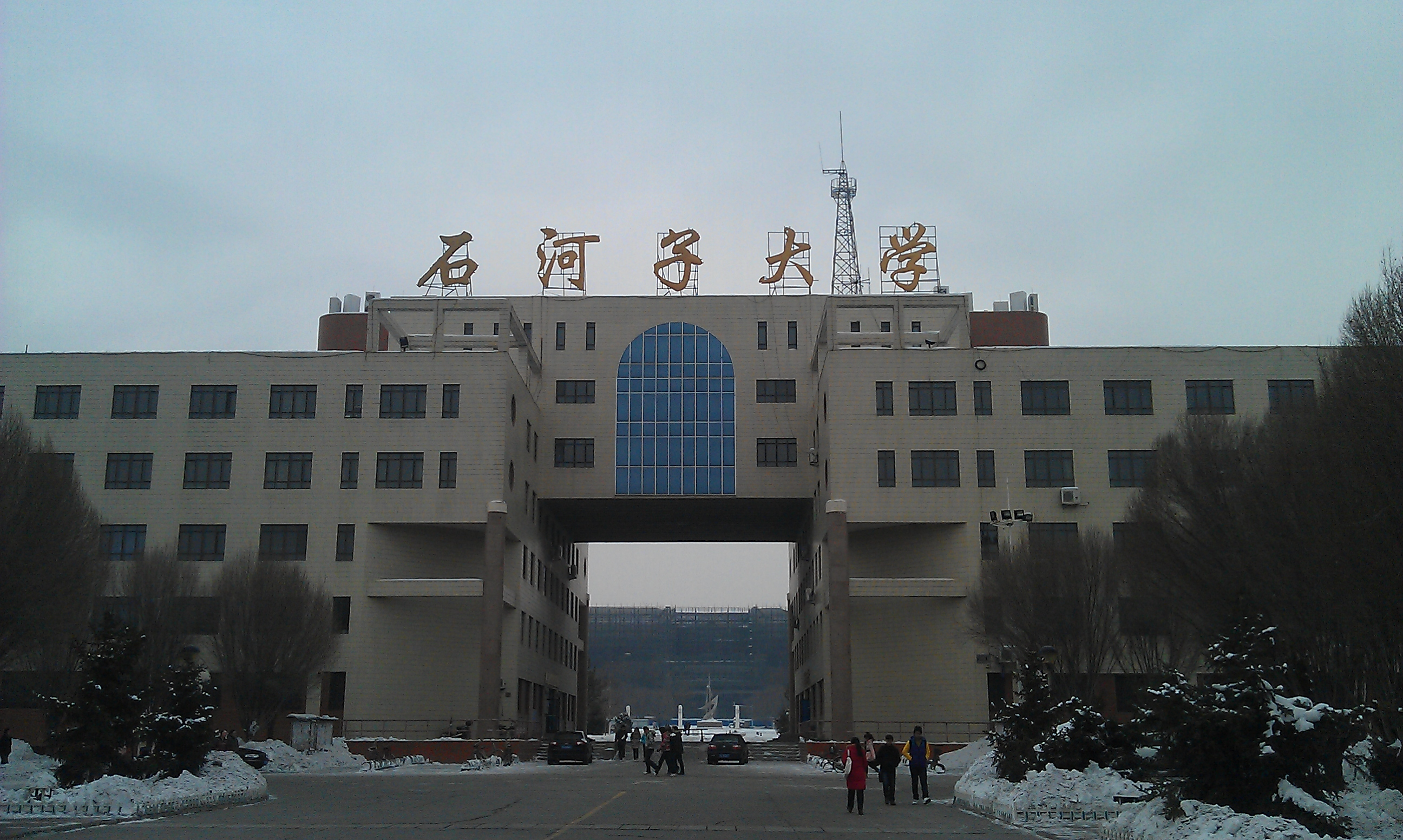
Universität in Shihezi, Autonome Region Xinjiang (2012)

Das Ministerium für Bildung in Peking ist verantwortlich für den Bildungssektor. Die Ausgestaltung der Bildungspolitik obliegt den Provinzen und Autonomen Regionen („Kulturhoheit“). Wie in vielen anderen öffentlichen Bereichen fand in der Bildungsverwaltung der Volksrepublik China eine starke Deregulierung statt: Kompetenzen wurden an untere Ebenen abgegeben, und diese haben die Bildungsnormen in finanzieller, personeller und inhaltlicher Hinsicht autonom umzusetzen. Die Bildungsausgaben in der Volksrepublik China sind seit 2005 deutlich gestiegen. 2017 wurden 4,14 Prozent des Bruttoinlandsproduktes in den Bildungsbereich investiert. Damit lag China in etwa gleichauf mit Deutschland; beide Länder investieren allerdings deutlich unter dem Jahresdurchschnitt der OECD von 5,3 Prozent.
2001 erreichte die Volksrepublik China einen Alphabetisierungsgrad von 98 Prozent der Bevölkerung. Seit 2009 belegt China in den Top Ten der Ergebnis-Tabellen der PISA-Studien regelmäßig Spitzenplätze. Das Schulsystem umfasst Vorschulen, Grundschulen und Sekundarschulen, die insgesamt mindestens neun und höchstens zwölf Jahre lang besucht werden, sowie Universitäten. Neben den öffentlichen Schulen ist ein umfangreiches Netz von Privatschulen entstanden. Problematisch ist, das gerade auf dem Land die Schulkinder unter Eisenmangel, parasitäre Darmwürmer leiden sowie keine Brillen haben, weshalb sie Schwierigkeiten haben zu lernen. In ländlichen Regionen verfehlen 53 % der Babys und Kleinkinder den Bayley Test und haben damit keine adäquaten kognitiven, sprachlichen und emotionalen Fähigkeiten für ihr Alter, was ihre Lernfähigkeiten in der Schule beeinträchtigt. Die Gründe liegen in einer mangelhaften Ernährung und dem Umgang der Eltern mit den Kindern, da diese weder mit den Kindern sprechen, noch sie zu Interaktion animieren.
Die Grundschulzeit dauert grundsätzlich sechs Jahre. Zu den Fächern gehören: Chinesisch, Mathematik, Sport, Naturwissenschaften, Musik und Kunst; ab der 3. Klasse wird Englisch erteilt. Die Sekundarbildung findet an allgemeinbildenden oder technischen Mittelschulen statt und ist aufgeteilt in drei Jahre Unterstufe und drei Jahre Oberstufe. Hier werden Chinesisch, Mathematik, eine Pflichtfremdsprache (meist Englisch), Physik, Chemie, Biologie, Technik, IT, Sport, Kunst, Musik, Ethik, Wirtschaftskunde, Geschichte und Erdkunde gelehrt. Seit Anfang der 1990er Jahre als Reaktion auf das Tian’anmen-Massaker wird die Patriotische Erziehungskampagne in Schulen durchgeführt. Im Rahmen dieser Kampagne wurde die Sichtweise auf Geschichte und Kultur Chinas in eine nationalistische Richtung geändert. Die lange Geschichte Chinas und die Entstehung eines wohlhabenden, mächtigen Nationalstaats werden betont. Nationalismus wird als spirituelle Säule des kommunistischen Staates gesehen. Jede Kritik gegen die Kommunistische Partei Chinas wird folglich als Angriff auf das chinesische Volk gesehen. Im November 2019 wurde diese Richtlinien zur nationalistischen Erziehung als Reaktion auf die Proteste in Hongkong erneuert, um die nationale Identität zu stärken.
Das Gao Kao bezeichnet die Abschlussprüfung im chinesischen Sekundarsystem, das ein Studium an Universitäten ermöglicht. Diese Prüfung ist die Abschlussprüfung der zwölfjährigen Schulbildung und vergleichbar mit dem Abitur in Deutschland. Diese Abschlussprüfung entscheidet über den Zugang zu einer der renommierten Universitäten; viele Eltern investieren daher viel Zeit und Geld in die Bildung ihrer Kinder, damit sie diese Prüfung bestmöglich bestehen.
Nach der offiziellen Statistik des chinesischen Bildungsministeriums gab es 2019 in China 2.956 staatlich anerkannte Hochschulen (Universitäten und Colleges), 292 Institutionen für die Erwachsenenhochschulbildung und 813 weitere tertiäre Bildungseinrichtungen. 1995 verabschiedete das chinesische Ministerium für Bildung das Projekt 211 und im Jahr 1998 das Projekt 985, bei welchem Hochschulen speziell gefördert wurden. Beide Programme wurden im September 2017 eingestellt und durch das Doppel-Exzellenz-Programm ersetzt, um bis Mitte des 21. Jahrhunderts das Niveau westlicher Spitzenuniversitäten zu erreichen. Der Lehrkörper umfasste 2,4 Millionen Lehrkräfte, von denen die meisten eine Promotion haben. Der Frauenanteil im Lehrkörper beträgt fast 49 Prozent. Grundsätzlich ist das Hochschulstudium gebührenpflichtig, wobei es mehrere Möglichkeiten von Stipendien, Darlehen oder – besonders für die Landbevölkerung – des Erlasses von Studiengebühren gibt.
2017 waren 38 Millionen Chinesen an Universitäten eingeschrieben. Knapp 8 Millionen schlossen ihr Studium mit Bachelor, Master oder PhD im Jahr 2017 ab. Zum Vergleich: In Deutschland studieren knapp drei Millionen Menschen, europaweit sind es 20 Millionen. Die Volksrepublik ist in absoluten Zahlen damit die größte Hochschulnation der Welt. Die Arbeitssuche nach einem Hochschulabschluss gestaltet sich zunehmend schwieriger. Daher wurde im Februar 2019 der Plan zur Umsetzung der Reform der nationalen Fachausbildung vom Staatsrat verabschiedet. Die Maßnahmen zielen darauf ab, berufliche Qualifikationen zu erlangen und die Kooperation mit den Unternehmen zu stärken.
In den letzten Jahren haben sich die Kontrollen über Universitäten und Wissenschaftler verschärft. Teilweise werden Hörsäle mit Kameras überwacht und Professoren von Studierenden denunziert, wenn sie von der Meinung der Kommunistischen Partei abweichen.

## Wirtschaft

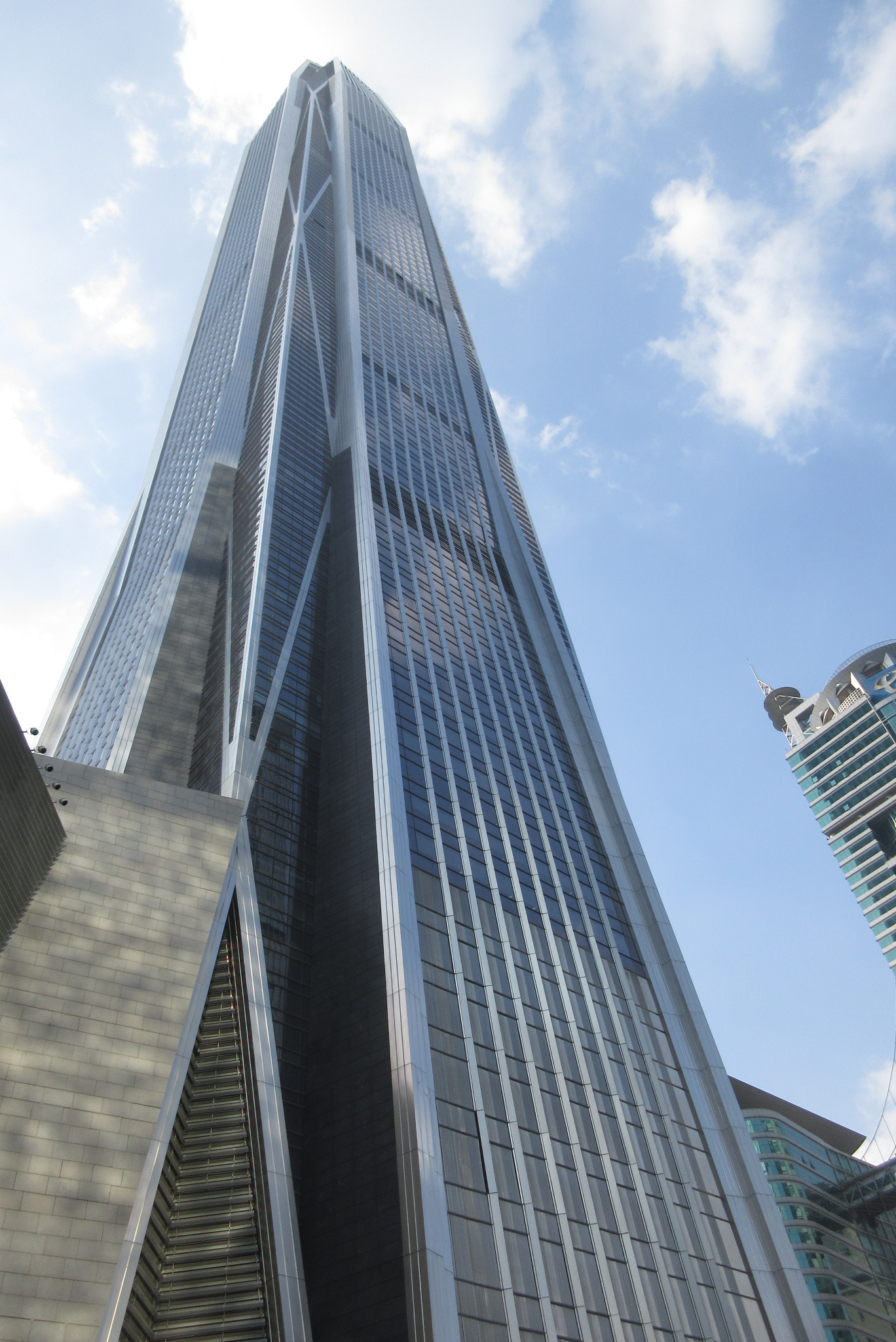
Hauptsitz der Ping An Insurance in Shenzhen, die als systemrelevante Versicherungsgesellschaft für die Weltwirtschaft gilt (Stand 2017)

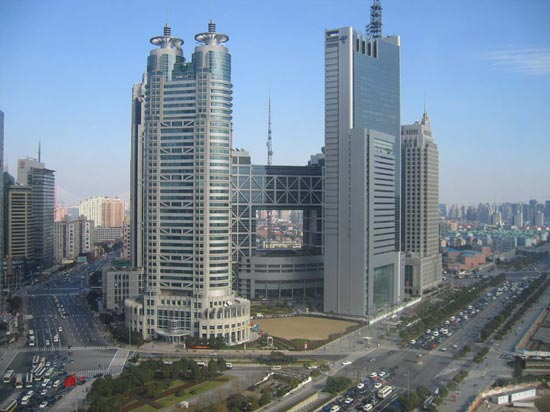
Shanghai Stock Exchange, die weltweit viertgrößte Börse

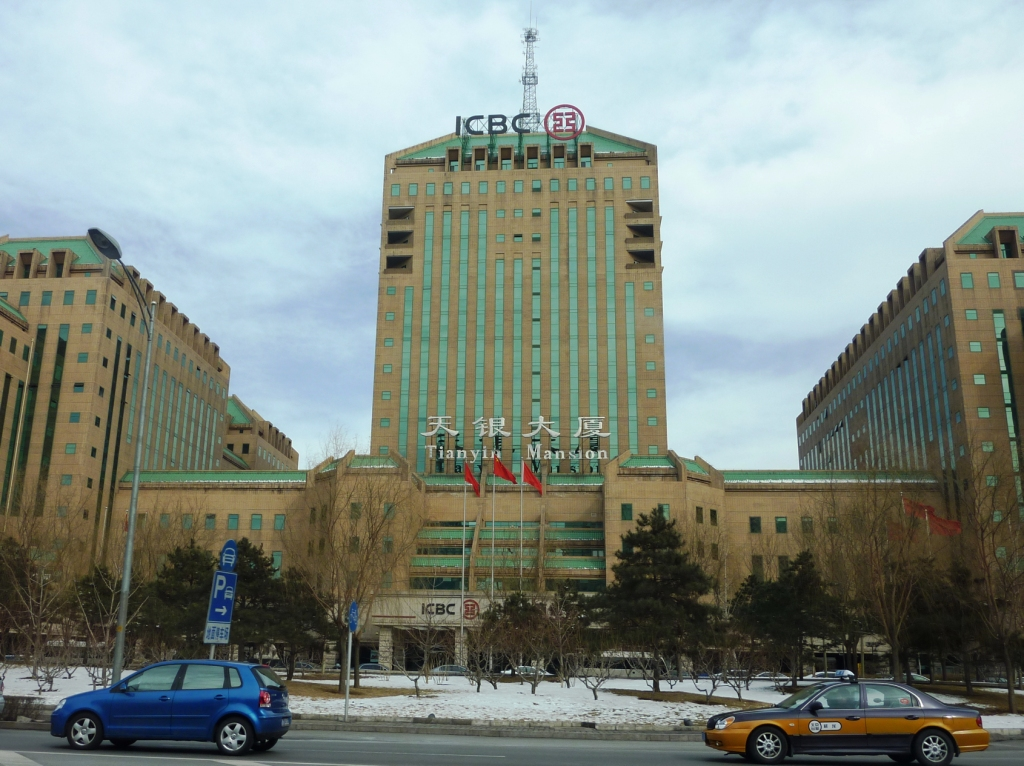
Hauptsitz der Industrial and Commercial Bank of China (ICBC) in Peking, nach Bilanzsumme die größte Bank der Welt

Im Jahr 2018 hatte der Dienstleistungssektor 52 Prozent am Bruttoinlandsprodukt, der Industriesektor über 40 Prozent und die Landwirtschaft 7 Prozent. Von Chinas knapp 900 Millionen Arbeitskräften waren 2019 im Dienstleistungssektor 45,1 Prozent, in der Industrie 28,3 Prozent und in der Landwirtschaft 26,6 Prozent beschäftigt.
Mit der Made-in-China-2025-Strategie versucht die VR China seit dem Jahr 2015, Schlüsselindustrien zu fördern, um in diesen die Weltmarktführung zu erlangen und technologisch unabhängig vom Ausland zu werden. Die massive staatliche Förderung wurde von ausländischen Unternehmen und Staaten kritisiert; der Begriff Made in China 2025 wird (Stand 2019) von der chinesischen Führung gemieden. Die Volksrepublik China wird seitdem vom Ausland als systemischer Wettbewerber gesehen.
Das chinesische Finanzsystem ist staatlich verwaltet. Neben der Chinesischen Volksbank, die als Zentralbank fungiert, und dem Finanzministerium, die beide dem Staatsrat unterstehen, existieren sogenannte Geschäftsbanken, die die Politik der Regierung umsetzen. Die Bank of China gehört, neben der ICBC, China Construction Bank und der Agricultural Bank of China, zu den vier großen staatlichen Banken. Ihnen obliegt es, Kredite zu vergeben, die vornehmlich Staatsunternehmen erhalten. Außerdem existieren sogenannte Schattenbanken, die eng mit den staatlichen Banken verflochten sind. Ihre Aufgabe besteht darin, Kredite an private Unternehmer zu vergeben. Aktienmärkte bestehen in Shanghai (die Shanghai Stock Exchange) und Shenzhen (die Shenzhen Stock Exchange) sowie in der Sonderverwaltungszone Hongkong (die HongKong Stock Exchange). Leitindizes der Volkswirtschaft sind entsprechend SSE Composite Index und der Hang Seng Index.
Chinas Stärke als Produktionsstandort rührte in der Vergangenheit vor allem aus den vergleichsweise niedrigen Löhnen; ein Vorteil, der sich in den letzten Jahren aufgrund stark angestiegener Arbeitsentgelte verringert hat. China ist kein Niedriglohnland mehr. Die Stärken der chinesischen Wirtschaft liegen zwischenzeitlich im fortschrittlichen Produktions-Know-how sowie im Supply-Chain-Management. Damit besteht die Befürchtung, dass China in der sogenannten Middle Income Trap hängen bleiben könnte.

### Haushaltsentwicklung

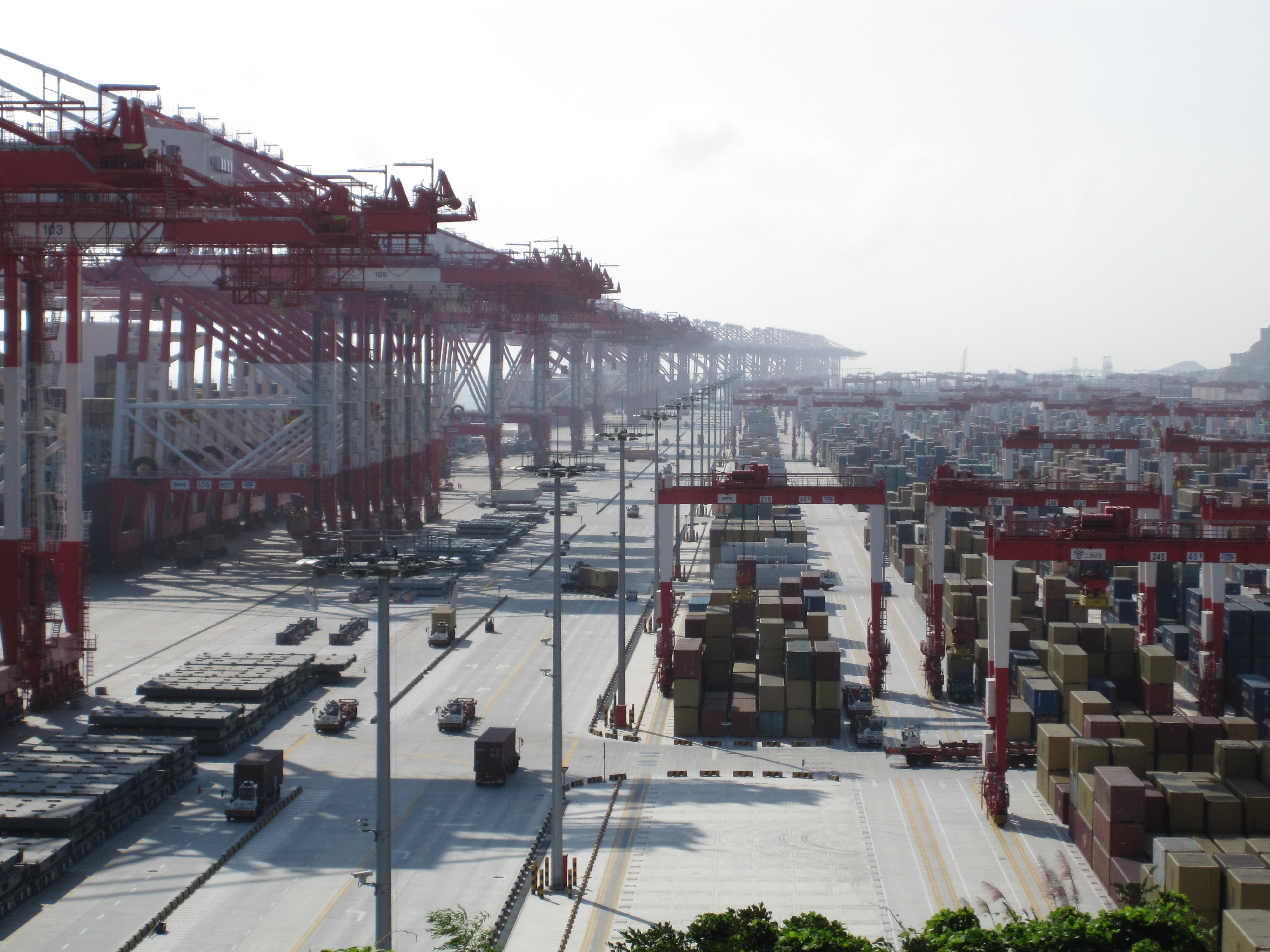
Terminal im Shanghai International Port, dem größten Container-Hafen der Welt (2009)

Die Volksrepublik China ist hinter den USA die zweitgrößte beziehungsweise gemessen an der Kaufkraftparität seit 2016 die größte Volkswirtschaft der Welt. Das Bruttoinlandsprodukt (BIP) lag 2019 bei 15,27 Billionen US-Dollar. Chinas Wirtschaft wuchs 2019 offiziell gegenüber dem Vorjahr um 6,1 Prozent. Chinesische Analysten vermuten jedoch ein deutlich geringeres Wachstum. Aufgrund der COVID-19-Pandemie in der Volksrepublik China geht Ministerpräsident Li Keqiang von einem Wachstum unter drei Prozent für das Jahr 2020 aus. Die Staatsverschuldung in Prozent des BIP stieg 2019 in China offiziell auf 60,9 Prozent. Im Ausland wird die chinesische Gesamtverschuldung von Regierung, Unternehmen und Haushalten auf knapp 243 Prozent des BIP aus dem Jahr 2017 geschätzt. Die Inflation lag 2019 bei 2,4 Prozent. Auch bei der Rohstoffförderung ist China teilweise führend. China ist z. B. der größte Quecksilberproduzent.

### Landwirtschaft
China verfügt über 10 Prozent der weltweit vorhandenen Ackerfläche und muss damit 22 Prozent der Weltbevölkerung ernähren. Die Landwirtschaft ist ein wichtiger Wirtschaftszweig in China, der im Jahr 2019 ungefähr 7 Prozent des BIP ausmachte, und beschäftigt über 300 Millionen Landwirte. Der Anteil der Kleinbauern an der Nahrungsmittelversorgung liegt bei rund 80 Prozent. Die landwirtschaftlichen Betriebe sind entweder in staatlicher Hand oder es sind kleine Familienbetriebe. Experten sprechen sich für eine Umstrukturierung aus, Analysten halten es aber für unwahrscheinlich, dass die Kommunistische Partei diese zuließe.
China produziert hauptsächlich Reis, Weizen, Kartoffeln, Tomaten, Sorghum, Erdnüsse, Tee, Hirse, Gerste, Baumwolle, Ölsaaten, Mais und Sojabohnen. Außerdem wird Fleisch produziert, hauptsächlich Schweinefleisch. Für die Fleischproduktion benötigt China Futtermittel, besonders Sojabohnen, welche das Land importiert. China war vor dem Ausbruch der Afrikanischen Schweinepest einer der weltweit größten Exporteure von Schweinefleisch. Seit 2018 mit dem Ausbruch in China importiert es Schweinefleisch, besonders aus Deutschland und Spanien.

### Industrie
Im Rahmen der Strategie Made in China 2025 sollen chinesischen Unternehmen, sowohl die staatlichen als auch die privaten, von den traditionellen Industriezweigen, wie z. B. Maschinenbau oder Luftfahrt, sich mehr in Richtung neue Technologien, wie z. B. Künstliche Intelligenz entwickeln. Mehr als 530 Industrieparks mit Smart Factoring sind entstanden. Big Data, Cloud Computing und Green Manufacturing stehen auf der Agenda. Die VR China möchte von der Werkbank der Welt zur Technologie-Weltmacht aufschließen. In einigen Bereichen, wie z. B. bei den Elektrobatterien, besitzt die VR China seit dem Jahr 2017 einen weltweiten Marktanteil von über 50 Prozent. 2015 war BYD weltweit führend beim Verkauf von elektrisch aufladbaren Fahrzeugen, Die Einführung von Zwangsquoten zur Herstellung von Elektroautos haben zu einer hohen Absatzsteigerung geführt, sodass China zum Weltmarktführer bei den Elektroautos avanciert. Ab 2019 müssen alle in- und ausländischen Autokonzerne in China einen zehnprozentigen und ab 2020 einen zwölfprozentigen Anteil ihrer Gesamtproduktion als E-Fahrzeuge herstellen.
In den Schlüsselindustrien, wie Telekommunikation, Schiffsbau, Luftfahrt und Hochgeschwindigkeitszügen, liegt der Anteil der Staatsunternehmen bei 83 Prozent, während es bei Automobil oder Elektronik Unternehmen nur zu 45 Prozent sind. Als innovativ gelten Privatunternehmen. Die ZTE Corporation und der Smartphone-Hersteller Huawei meldeten seit dem Jahr 2015 weltweit die meisten Anwendungs-Patente an. Trotzdem ist China in einigen Schlüsselindustrien abhängig vom Ausland, wie sich beispielsweise bei der Chipindustrie zeigte.
Im Oktober 2022 verhängte die US-Regierung Ausfuhrbeschränkungen für Hightech-Computerchips nach China. Betroffen sind auch Maschinen zur Herstellung von Spezial-Halbleitern. Damit wurde die Volksrepublik de facto zunächst abgeschnitten von der Versorgung mit hochmodernen Computer-Chips, wie sie etwa für Wissenschaft-Spitzenforschung sowie Weltraum- und Militärtechnologie benötigt werden. Die US-Regierung begründete den Schritt unter anderem mit dem Streben der chinesischen Staatsführung nach militärischer Vorherrschaft und der Verwendung von Spitzentechnologie zur Überwachung der Bevölkerung durch Chinas Führung. Der Berater für Nationale Sicherheit von US-Präsident Joe Biden, Jake Sullivan, erklärte, es gehe darum, China technologisch auf Abstand zu halten. Im Januar 2023 wurde durch Medienberichte bekannt, dass sich auch die Regierungen Japans und der Niederlande den Halbleiter-Beschränkungen für China anschließen.
Start-up-Unternehmen werden in den Bereichen Innovationindustrie und Hightech-Branche finanziell gefördert, indem sie Kredite von staatseigenen Banken erhalten. Es besteht eine hohe Risikofreudigkeit, neue Firmen zu gründen. Im Jahr 2018 betrug das Risikokapital, welches in China investiert wurde, 107 Mrd. Dollar. Insgesamt wird mehr in die Start-up-Szene investiert als beispielsweise in den USA. In der Millionenmetropole Shenzhen befinden sich Zentren der High-Tech-Industrie, des Unternehmertums, der Innovation und der Start-up Szene. Die Stadt ist das weltweite Zentrum für Computerfirmen und hat sich einen Namen als Silicon Valley für Start-ups erworben. Zu den bekannten Start-ups von Shenzhen zählen Huawei, Tencent, DJI (Unternehmen), Ubtech Robotics, SenseTime und Ping An Insurance. Unternehmen wie Apple, Hewlett-Packard, IBM, Dell, Microsoft, Nintendo, Olympus, Panasonic, Pioneer, SAP, Siemens produzieren nicht nur den größten Teil ihrer Hardware in Shenzhen, sondern verlagern zunehmend ihre Softwareentwicklung in die Wirtschaftsmetropole am Perlfluss-Delta.
Die Bauwirtschaft spielt eine zentrale Rolle in der chinesischen Volkswirtschaft: der Wohnungsbau hat in den vergangenen Jahren rund 10 % zum Bruttoinlandsprodukt beigetragen, so viel wie in keinem anderen Land. Der Bauboom wird dadurch befeuert, dass chinesische Angestellte verpflichtet sind, in einen staatlichen Bausparfonds einzuzahlen.

### Dienstleistungssektor
Vor dem Beginn der Wirtschaftsreformen im Jahr 1978 war Chinas Dienstleistungssektor durch Staatsbetriebe, Rationierung und regulierte Preise gekennzeichnet – mit der Reform kamen private Märkte, Einzelunternehmer und ein kommerzieller Sektor. Der Groß- und Einzelhandel entwickelte sich und zahlreiche Einkaufszentren, Einzelhandelsgeschäfte, Restaurantketten und Hotels wurden in städtischen Gebieten errichtet. Außerdem ist Tourismus zu einem bedeutenden Wirtschaftsfaktor geworden.
Im Jahr 2018 lag die Zahl der Internetnutzer bei über 800 Mio. Menschen. Der überwiegende Teil der chinesischen Bevölkerung kauft über E-Commerce ein, 40 Prozent des weltweiten Online-Handels wird in China getätigt. Konzerne wie Baidu, Alibaba, Tencent und Xiaomi zählen zu den größten Technologieunternehmen weltweit. Die hohe Akzeptanz wird durch die mobilen Bezahlsystem, wie Alipay oder WeChat Pay, erleichtert. Der sogenannte Singles' Day, der 11. November, wurde von Alibaba ins Leben gerufen und erzielt regelmäßig Rekordumsätze. Von staatlicher Seite wird E-Commerce auf dem Land gefördert, als eine Art Armutsprojekt. Sogenannte Taobao Dörfer produzieren für den Online-Handel. Auf diese Weise entsteht eine effektive Infrastruktur, wie z. B. in der Logistik, und die Landbevölkerung erhält Beschäftigungsmöglichkeiten.

### Staatsfonds
Die Volksrepublik verfügt über diverse Staatsfonds, die über verschiedene Behörden, Banken gesteuert werden und strategische, politische ökonomische ökonomische Ziele verfolgen. Zusammen genommen wäre die Summe des Vermögens aller Fonds – der Volkswirtschaft entsprechend – die größte der Welt. Zu den Fonds gehören: die China Investment Corporation, das Staatliche chinesische Devisenamt, der National Council for Social Security Fund und der China-Africa Development Fund.

### Außenhandel
Am 11. Dezember 2001 erfolgte die Aufnahme Chinas als 143. Mitglied in der Welthandelsorganisation (WTO). Der Status der Volksrepublik China als „freie Marktwirtschaft“ ist umstritten. Dabei wurden der Volksrepublik strenge Bedingungen auferlegt. China erhielt von der WTO die vertragliche Zusicherung, dass es spätestens nach 15 Jahren den Status einer freien Marktwirtschaft erhalten soll. Vor Ablauf dieser Frist erkannten mehrere Länder, darunter Australien, Brasilien und Südafrika, das chinesische Wirtschaftssystem als freie Marktwirtschaft an. Hingegen teilten die Vereinigten Staaten Ende 2016 der WTO offiziell mit, China die Anerkennung zu verweigern, weil ohne den Marktwirtschaftsstatus Handelspartner leichter Zölle erheben können. So soll im Rahmen der seit November 2016 von Donald Trump propagierten America First-Politik entschieden gegen das große Handelsdefizit zwischen beiden Staaten mittels der Erhebung von Zöllen auf bis zu 45 Prozent vorgegangen werden. Seit dem Jahr 2018 eskaliert der Handelskonflikt zwischen den Vereinigten Staaten und der Volksrepublik China.

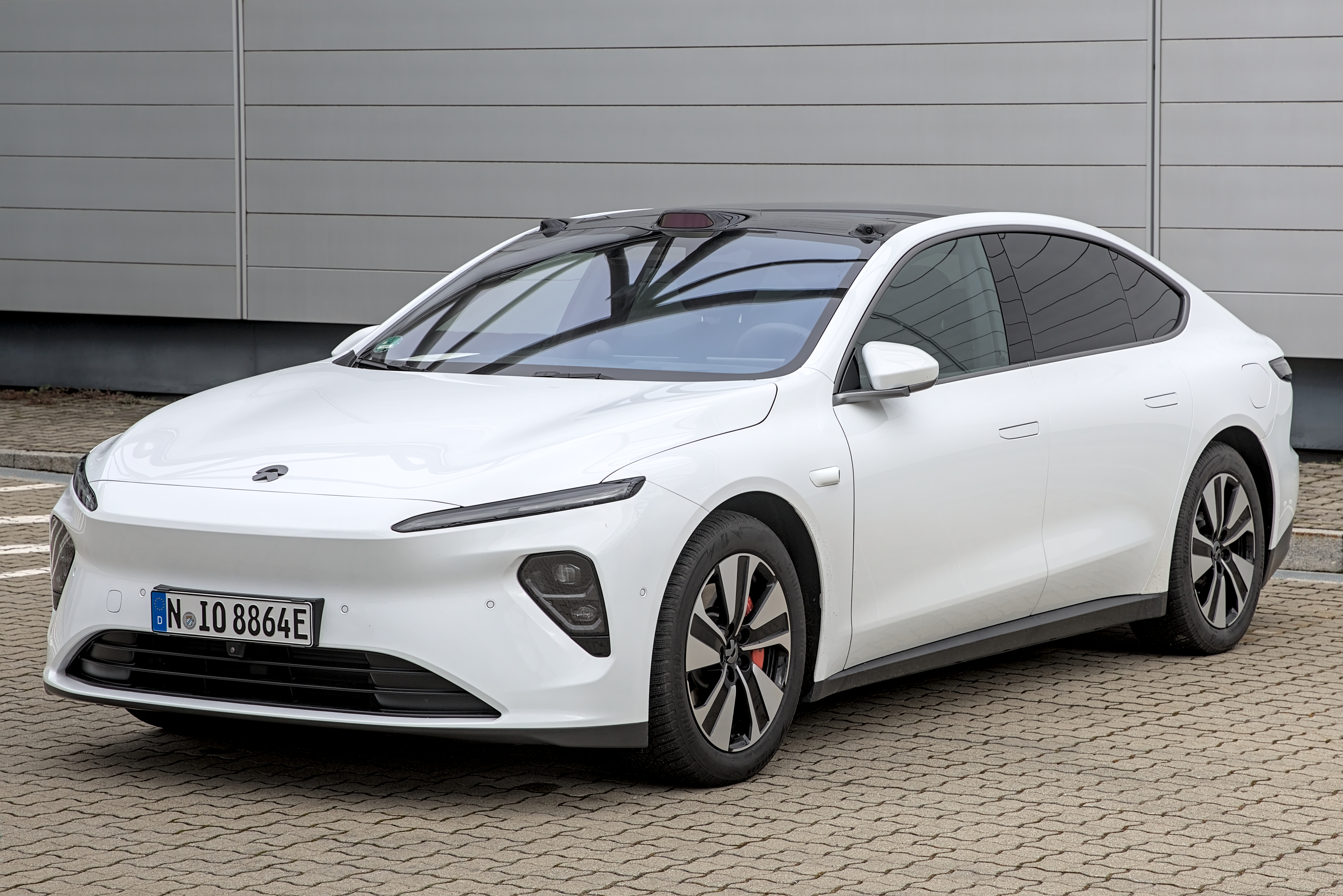
Nio ET7 in Deutschland

Während einige EU-Staaten China den Status ebenfalls verweigern, vertreten exportstarke Nationen wie Großbritannien, Deutschland oder Schweden die Ansicht, dass China nach fast zwanzig Jahren Mitgliedschaft in der Welthandelsorganisation der Status einer Marktwirtschaft nicht mehr vorenthalten werden könne, zumal andere Länder wie Russland oder Saudi-Arabien, die der WTO ebenso beigetreten sind, als „freie Marktwirtschaft“ eingestuft wurden. Allerdings hat die EU China bisher nicht als Marktwirtschaft anerkannt, weil sie dann ihre Antidumpingzölle aufheben müsste. Strittig sind staatliche chinesische Subventionen und Verletzungen geistigen Eigentums. Für Deutschland veröffentlichte der Bundesverband der Deutschen Industrie 2019 ein Positionspapier, in dem die VR China als Partner und systemischer Wettbewerber bezeichnet wird. Laut einer 2021 vom Institut der deutschen Wirtschaft (IW) veröffentlichten Studie mache die VR China zur deutschen Wirtschaft auf dem europäischen Markt zunehmend auch bei anspruchsvollen Industriewaren wie Autos und modernen Maschinen Konkurrenz, wobei die chinesische Industrie laut dieser Studie von unfairen Wettbewerbsbedingungen profitiere.
Ein Ende 2020 fertig ausgehandeltes Umfassendes Abkommen über Investitionen (CAI) liegt wegen chinesischer „Sanktionen gegen eine Reihe von EU-Abgeordneten“ und gegen Litauen auf Eis.

### Altersversorgung, Rentenversicherung
Bis zum Jahresende 2024 war das Renteneintrittsalter in China eines der niedrigsten der Welt. Zum 1. Januar 2025 hob die Volksrepublik China das Renteneintrittsalter für Arbeiterinnen von 50 auf 55 Jahre an, für weibliche Angestellte von 55 auf 58 Jahre; Männer müssen nicht mehr nur bis 60, sondern bis 63 Jahre arbeiten.

### Ökologie

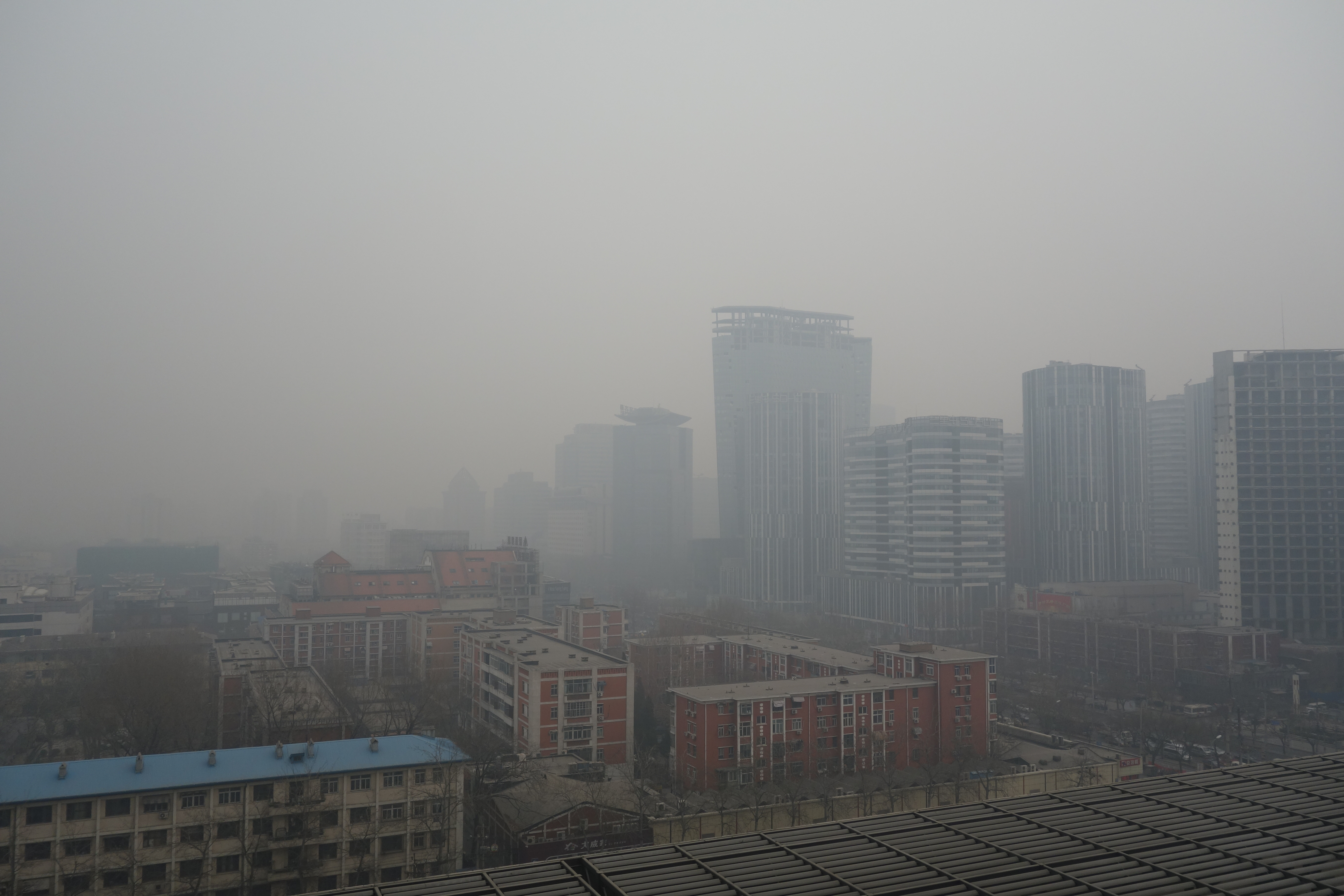
Smog in Peking (2014)

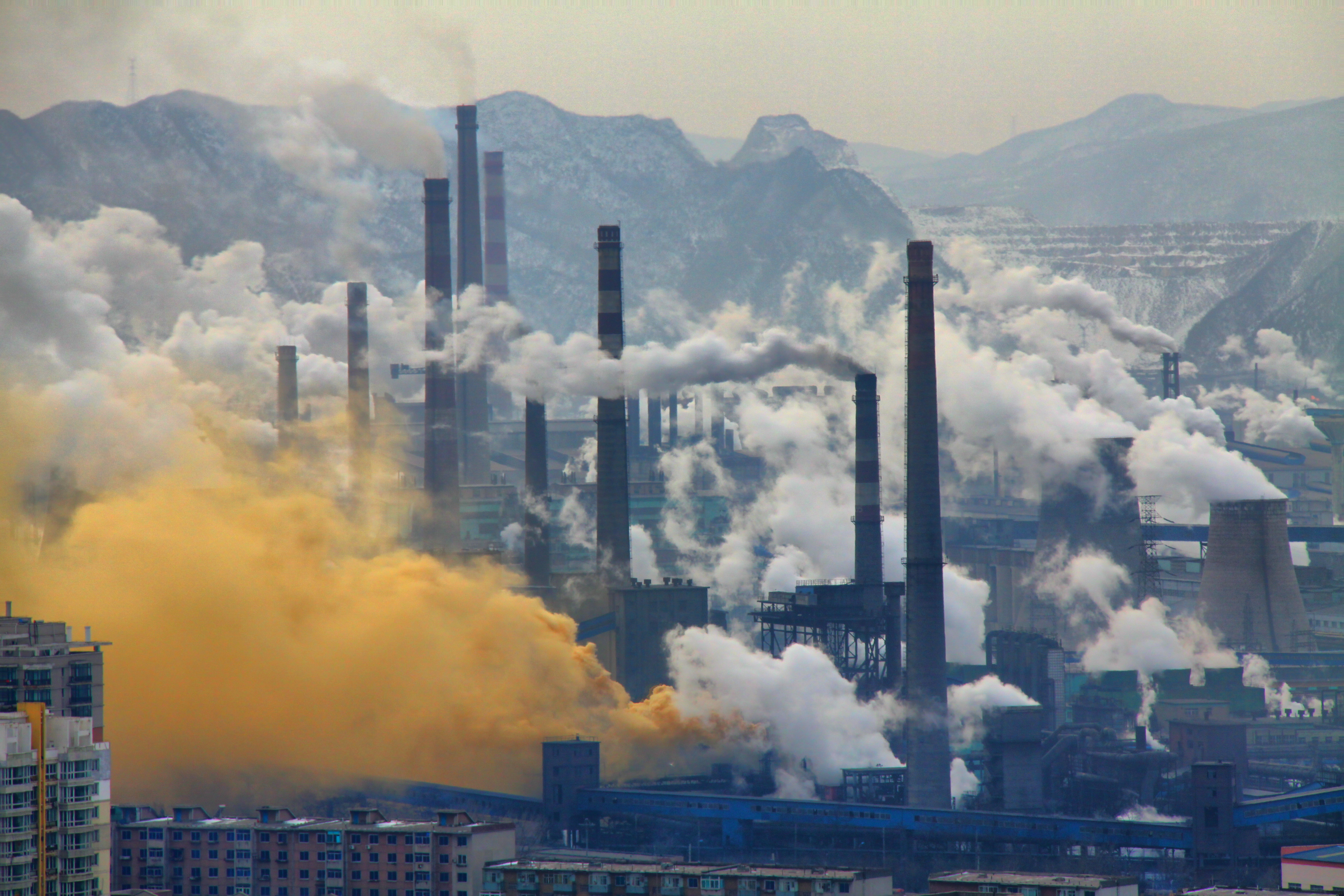
Steinkohlestahlwerk in Benxi, Provinz Liaoning (2013)

Der Wirtschaftsaufschwung geht in China mit starken Umweltproblemen einher. Von 180 Ländern belegte die Volksrepublik 2018 im Ranking des Environmental Performance Index nur den 120. Platz.
Der „ökologische Fußabdruck“ Chinas hat sich seit der Mitte des letzten Jahrhunderts verdoppelt. Der hohe Energieverbrauch ruft eine hohe Luftverschmutzung hervor. Im Jahr 2005 überholte die Volksrepublik China erstmals die USA bei den CO2-Emissionen und lag 2018 mit einem Wert von 11,2 Milliarden Tonnen mit weitem Abstand an der Weltspitze. 2013 wurden in mehreren Städten Nordchinas Rekordwerte von über 800 Mikrogramm Feinstaub pro Kubikmeter Luft gemessen; der 30-fache Wert dessen, den die Weltgesundheitsorganisation für unbedenklich hält.
Infolge der starken Umweltbelastung ist vielerorts das Grundwasser verschmutzt. Durch Staudammprojekte und hohen Wasserverbrauch kommt es zu sinkenden Grundwasserspiegeln und dem Verschwinden von Seen. Dabei nimmt die Bodenerosion und Desertifikation zu, wodurch Bewuchs sowie Acker- und Waldflächen verloren gehen.
China hat 2002 das Kyoto-Protokoll und 2016 das Pariser Klimaabkommen ratifiziert. Zwar werden einzelne chinesische Großstädte weiterhin regelmäßig von starkem Smog heimgesucht, jedoch geht die Schadstoffbelastung nachweislich zurück. Im letzten Quartal 2017 fielen laut Greenpeace die Verschmutzungswerte beispielsweise in Peking gegenüber dem Vorjahr um 53,8 Prozent. Auf den gesamten Zeitraum von 1750 bis heute bezogen liegt der Beitrag Chinas zum Treibhauseffekt jedoch noch weit hinter denen der Industriestaaten. Beim Pro-Kopf-Ausstoß von CO2 liegt China seit 2020 vor Deutschland und der Europäischen Union. Die chinesische Staatsführung hat angekündigt, den jährlichen Ausstoß von CO2 ab spätestens 2030 zu reduzieren. Bis 2060 soll die Volksrepublik klimaneutral sein.
Ein seit 2015 bestehendes reformiertes Umweltschutzgesetz erlaubt es zivilgesellschaftlichen Organisationen gegen Bauvorhaben oder sonstige ökologiegefährdende Projekte »Klage im öffentlichen Umweltinteresse« zu erheben.

## Forschung und Entwicklung

### Wissenschaft und Technik

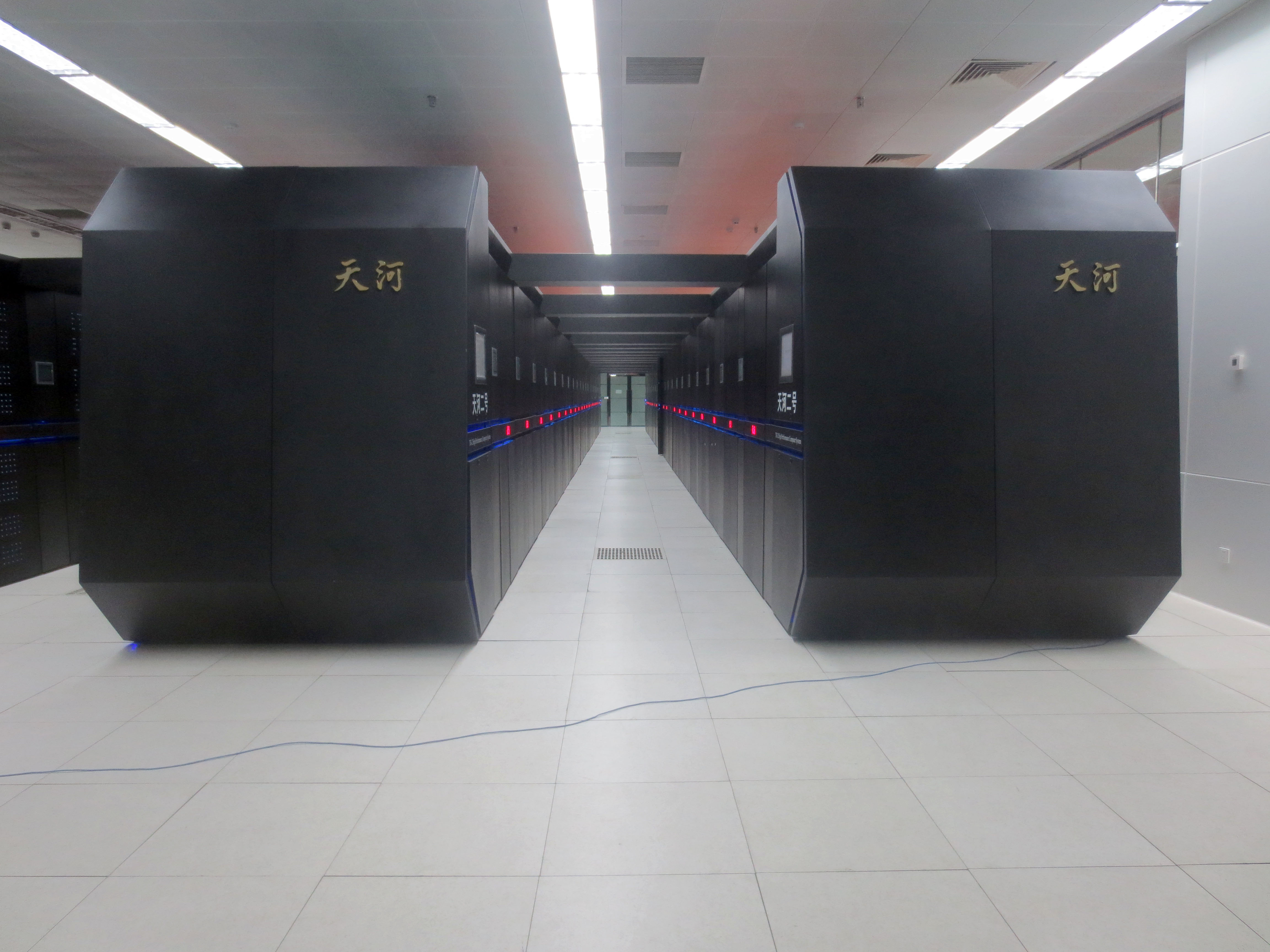
Tianhe-2, in den Jahren 2013–2015 der schnellste Supercomputer der Welt

Der Anteil der Forschungsausgaben lag im Jahr 2017 bei 2,17 Prozent des BIP. Vor allem in den technischen und naturwissenschaftlichen Fächern wurde die Forschung und Internationalisierung vorangetrieben: Die meisten anerkannten Patente kamen 2016 aus China (1,2 Millionen). Im Jahr 2023 überholte China die USA im Nature Index, der den Anteil veröffentlichter Artikel in weltweit führenden wissenschaftlichen Fachzeitschriften misst. Die wichtigste außeruniversitäre Forschungsinstitution ist die Chinesische Akademie der Wissenschaften mit 124 Forschungsinstituten. Neben der Raumfahrt zählen zu den Forschungsbereichen beispielsweise Kernfusion, Quantencomputer oder Geoengineering. Bei den Geisteswissenschaften wird besonderes Gewicht auf Archäologie gelegt.

### Raumfahrt

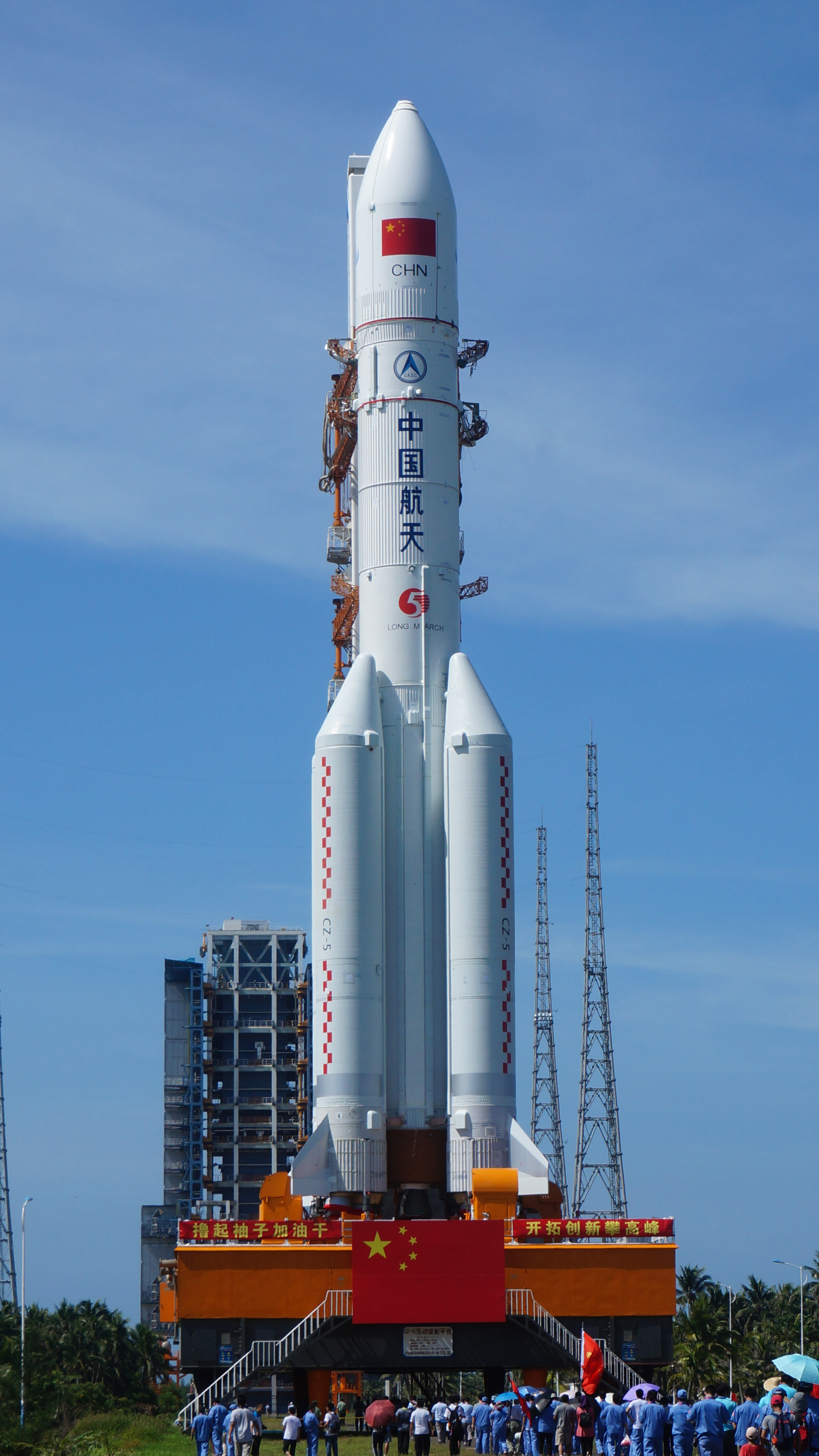
Eine Changzheng 5 auf dem Kosmodrom Wenchang, 2017

Mit dem Start des Satelliten Dong Fang Hong I am 24. April 1970 begann die Präsenz der chinesischen Raumfahrt im Weltall. Das Mondprogramm der Volksrepublik China wurde am 24. Januar 2004 genehmigt, am 5. November 2007 trat Chang’e 1 in den Mondorbit ein. Am 14. Dezember 2013 erfolgte mit der unbemannten Sonde Chang’e 3 die erste Mondlandung. Am 3. Januar 2019 gelang mit Chang’e 4 erstmals in der Geschichte der Raumfahrt eine Landung auf der Rückseite des Mondes, am 16. Dezember 2020 brachte die Rückkehrkapsel von Chang’e 5 rund 1,7 kg Mondstaub- und Gesteinsproben zurück zur Erde. Am 14. Mai 2021 landete der Rover Zhurong auf dem Mars.
Am 15. Oktober 2003 gab es mit Yang Liwei den ersten bemannten chinesischen Raumflug, am 18. Juni 2012 nahm die Besatzung von Shenzhou 9 Chinas erstes Raumlabor Tiangong 1 in Betrieb. Am 29. April 2021 begann mit dem Start des Kernmoduls Tianhe der Bau der ständig besetzten Chinesischen Raumstation, anderthalb Jahre später, am 3. November 2022, war die erste Ausbauphase abgeschlossen. Am 30. Oktober 2000 begann der Aufbau des globalen Satellitennavigationssystems Beidou, der am 23. Juni 2020 abgeschlossen war.

## Infrastruktur
Die Volksrepublik China hat in den 2000er Jahren massiv in die Infrastruktur des Landes investiert. Die meisten Projekte werden staatlich finanziert, um das Wirtschaftswachstum zu fördern. Ferner ist der Ausbau der Infrastruktur notwendig, weil die staatlichen Vorgaben eine Urbanisierungsrate von 70 Prozent im Jahr 2030 anstreben. Alle Teile Chinas mit Ausnahme bestimmter abgelegener Gebiete Tibets sind über Schiene, Straße, Wasser oder Luft erreichbar.
Neben den nationalen Projekten wurde im Jahr 2013 von dem Präsidenten Xi Jinping das internationale Infrastrukturprojekt One Belt, One Road initiiert, das die Seidenstraße wiederbeleben und sich auf weitere Kontinente ausdehnen soll.

### Energie
Mit der wirtschaftlichen Entwicklung der VR China hat der Engergieverbrauch zugenommen; China ist der weltweit größte Energieverbraucher. Der Bedarf wird vornehmlich durch Kohlekraftwerke bestritten. Diese verschmutzen, speziell in der kalten Jahreszeit, die Luft in Städten und Ballungsräumen erheblich, zum Beispiel in Peking.
Es gibt in China zahlreiche Kernkraftwerke (Liste hier).
Für das Jahr 2020 wurde ein Energiemix angestrebt, bei dem der Energieanteil von Kohle unter 60 Prozent, der von nicht-fossilen Energieträgern über 15 Prozent und der von Gas über 10 Prozent liegen sollten. 2019 erzeugte China 348,1 TWh Strom aus Kernenergie, 18,1 Prozent mehr als 2018. 2019 wurden zwei neue Reaktoren in Betrieb genommen (Haiyang und Yangjiang) und 2020 ebenfalls zwei (Tianwan und Taishan). Im März 2019 waren in China 46 Kernreaktoren mit einer Kapazität von 42,8 GW in Betrieb und 11 Reaktoren mit einer Kapazität von 10,8 GW im Bau.
2021 hatten Chinas Windkraftanlagen eine installierte Leistung von insgesamt 338,31 GW, davon 310,63 GW an Land (39,8 % der weltweiten onshore-Windkraftleistung) und 27,68 GW offshore (48,4 % der weltweiten offshore-Windleistung). Gegenüber den Vorjahreswerten Chinas, 279,96 GW an Land (39 % der weltweiten Leistung) und 10,78 GW offshore (28 % der Weltleistung) waren das Steigerungen um 11,0 % bzw. 157 %. China war 2021 führend beim Ausbau der Windenergie: 42 % der 2021 neu an Land installierten Anlagen wurden in China errichtet, und 80 % der neu installierten offshore-Kapazität wurden in chinesischem Seegebiet gebaut, und auch im Bestand an Windenergie war China mit deutlichem Abstand führend.
In den ersten beiden Quartalen 2024 wurden in China pro Woche durchschnittlich 5 GWp an Solar- und Windenergie installiert. Die Volksrepublik erreichte damit 6,5 früher ihr öffentlich bekanntgegebenes Ausbauziel für erneuerbare Energien bis 2030. Dabei nehmen hydro- und batterieelektrische Speicher den Großteil der benötigten Speicherkraftwerke ein.
China plant ein neues Thorium-Kraftwerk in der Wüste Gobi, das 2029 in Betrieb gehen soll.

### Schienenverkehr
Nach Gründung der Volksrepublik China war die Infrastruktur durch die Kriegsfolgen in großem Umfang zerstört. Nur langsam konnte das Schienennetz ausgebaut werden. Angesichts der weiter bestehenden großen Engpässe wird seit der Jahrtausendwende nennenswert in die Eisenbahn-Infrastruktur und in Fahrzeuge investiert. Die Eisenbahn, die das wichtigste Fernverkehrsmittel darstellt, konnte 120.970 Schienenkilometer im Jahr 2016 nutzen. Zwischen 2008 und 2018 hat China mit 29.000 km Streckenlänge das weltweit größte Hochgeschwindigkeitsschienennetz errichtet. 2018 hat China für Eisenbahnprojekte 803 Milliarden RMB ausgegeben. Premierminister Li Keqiang verkündete im März 2019, dass weitere 800 Milliarden RMB investiert werden sollen. Die Entwicklung der Technologie von selbstfahrenden Zügen soll forciert werden. Der innerstädtische Schienenverkehr wird bei Städten mit mehr als 3 Millionen Einwohnern mit U-Bahn-Systemen oder mit Straßenbahnsystemen abgewickelt.
Mit dem Ausbau des Netzes steigen die Fahrgastzahlen, im Jahre 2018 wurden 3,3 Milliarden Fahrgäste befördert (9 Prozent mehr als im Jahr 2017). Die Transportleistung im Güterverkehr betrug ca. 4 Billionen Tonnenkilometer.

### Straßenverkehr
In China bestanden im Jahr 2016 über vier Millionen Kilometer an Straßen, die teilweise in einem sehr schlechten Zustand sind und seit den 1990er Jahren ausgebaut und verbessert werden. In den 1990er Jahren wurde für den Autobahnbau ein Nationalplan aufgestellt. Seither wird an dem sogenannten 7-9-18-Autobahnnetz gebaut. Bei diesem Netz gehen sieben Autobahnen strahlenförmig von Peking aus; es gibt neun Autobahnen in Nord-Süd-Richtung und 18 Autobahnen in West-Ost-Richtung. Eine besondere Leistung ist der Bau der Autobahn Peking–Lhasa. Im Jahr 2018 waren in China ungefähr 206 Millionen Pkws zugelassen. Um die Umweltbelastung durch den Autoverkehr zu senken, fördert die chinesische Regierung die Produktion und Nutzungen von alternativ betriebenen Fahrzeugen.

### Luftverkehr

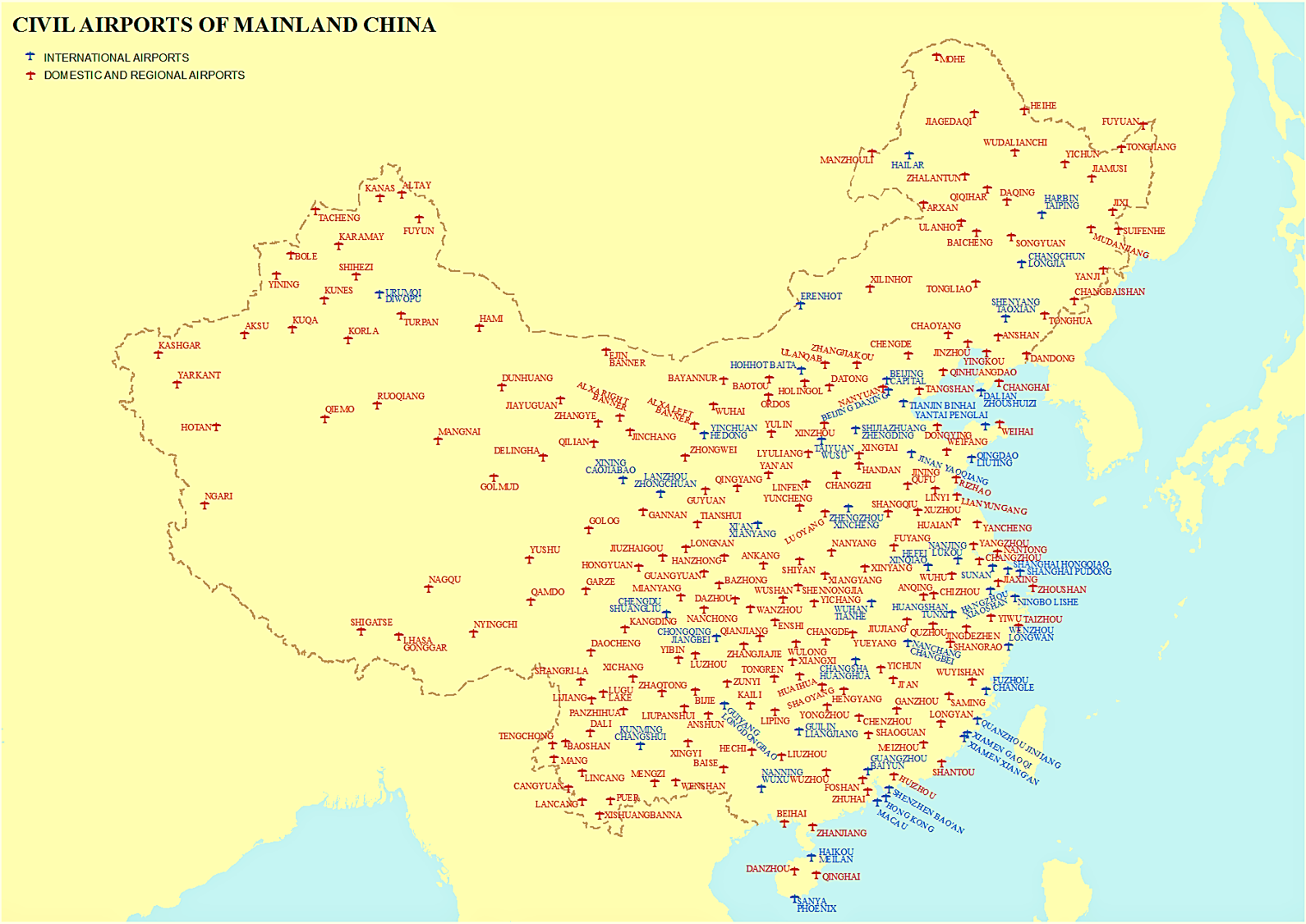
Flughäfen in China, 2017

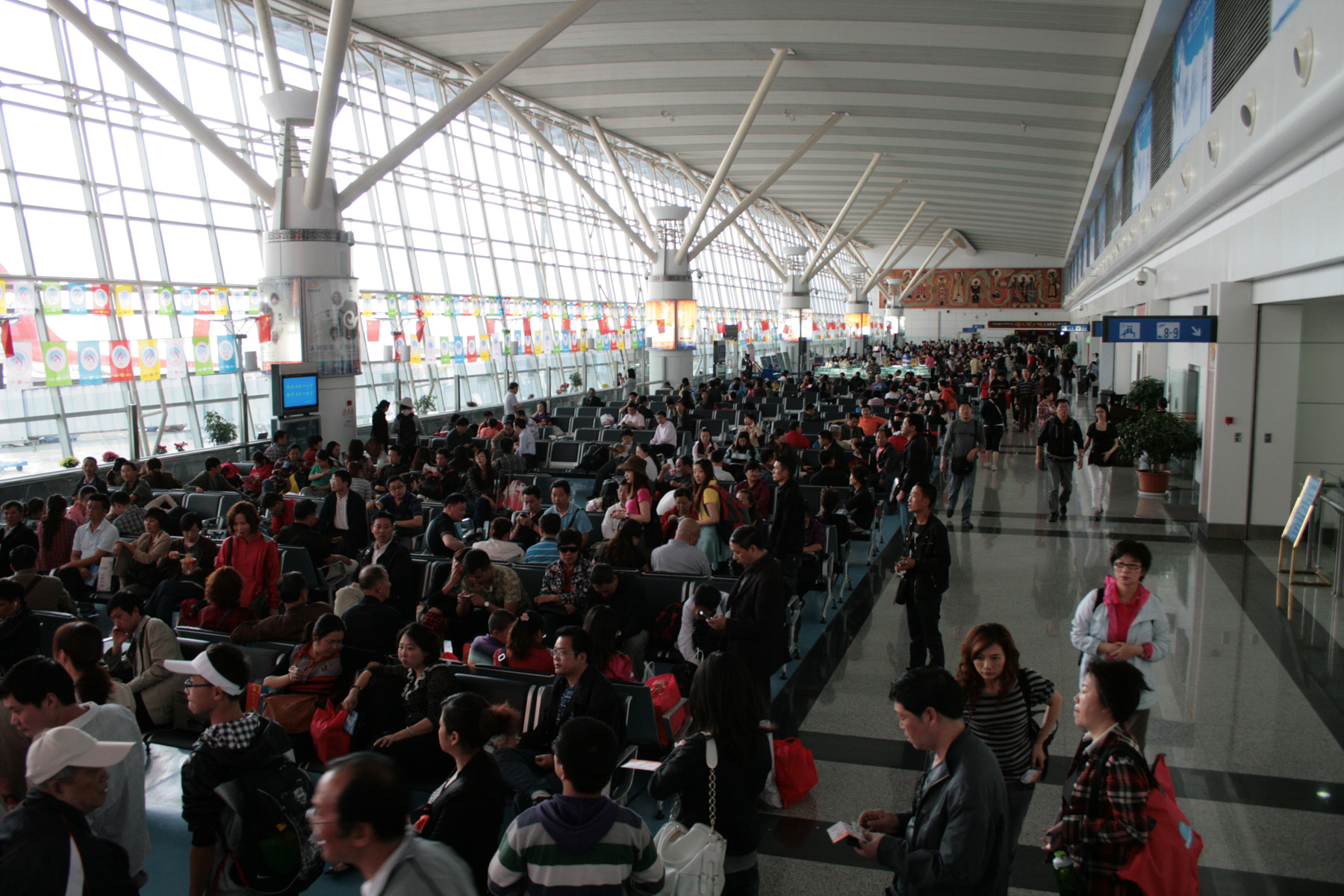
Terminal im Flughafen Lhasa-Gonggar, Tibet, 2011

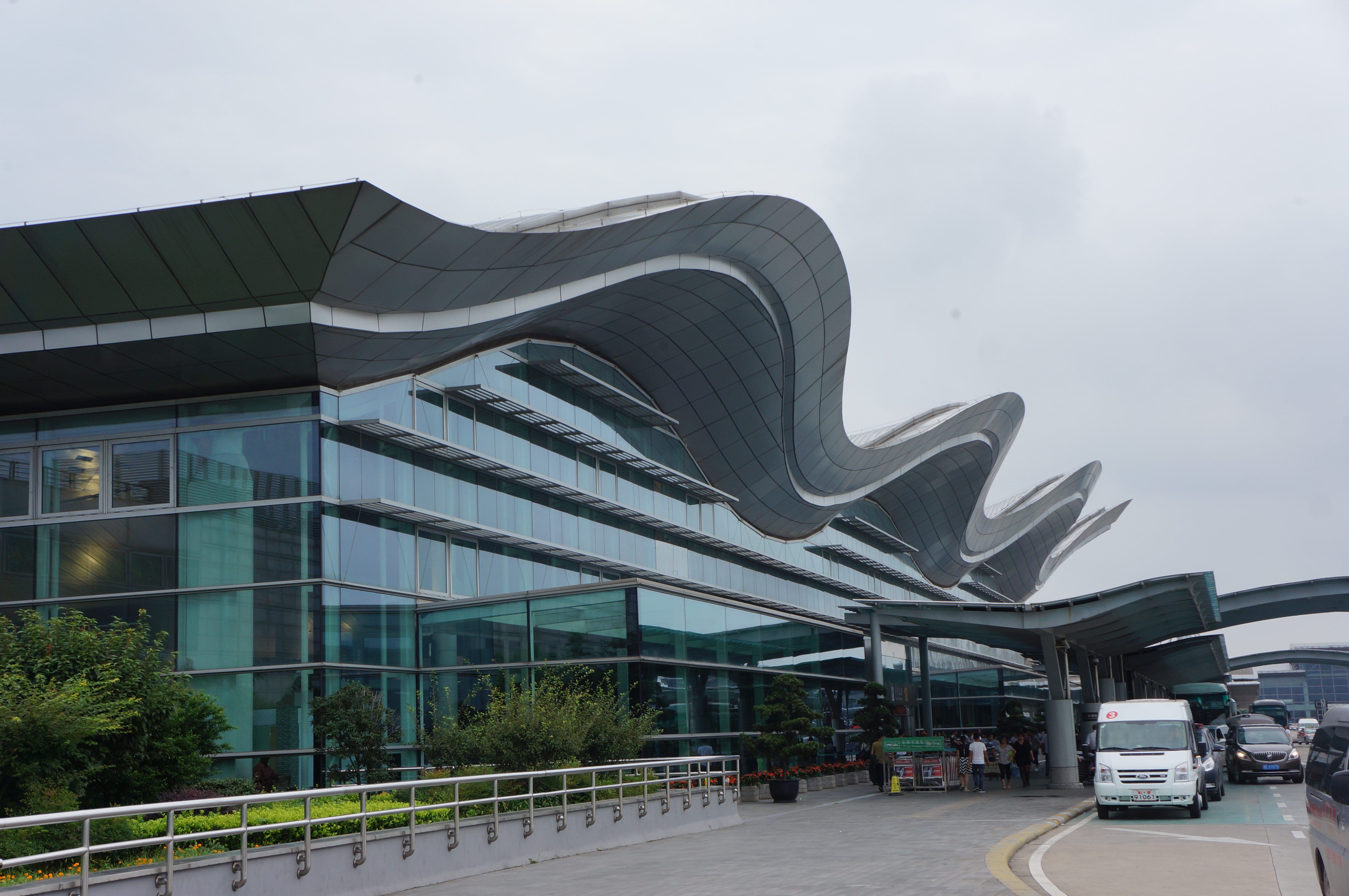
Hangzhou Xiaoshan International Airport, Provinz Zhejiang, 2016

Die chinesische zivile Luftfahrt wird nach Prognosen der International Air Transport Association spätestens 2020, gemessen nach kommerziellen Passagierkilometern, zum größten Markt der Welt werden. Seit 2014 liegen die zehn meistgenutzten Flugstrecken der Welt in Asien. Nummer eins ist die Verbindung von Hongkong nach Taipeh mit jährlich mehr als fünf Millionen Reisenden, wobei ein Großteil der Festlandchinesen über Hongkong nach Taiwan fliegt. Hongkong erweist sich zudem als Drehkreuz für Flüge nach Singapur, Shanghai, Seoul, Bangkok und Peking. 2015 transportierte die zivile Luftfahrtbranche in China 436 Millionen Menschen und 85,2 Milliarden Tonnenkilometer.
Ende 2015 umfasste Chinas allgemeiner Luftfahrtsektor mehr als 300 Flughäfen. 46 Kilometer südlich vom Stadtzentrum Pekings wurde im September 2019 der neue Flughafen Peking-Daxing eröffnet. Im Jahr 2015 begannen die Arbeiten am Bau des Nagqu Dagring Airport, dessen Einweihung für 2019 geplant war, dessen Bauarbeiten aber aufgrund technischer Probleme vorerst eingestellt wurden. In ganz China befinden sich weitere 50 Flughäfen im Bau, die spätestens 2021 fertiggestellt sein sollen. 2016 gab es in China 28 Flughäfen, die jeweils über zehn Millionen Fluggäste jährlich abfertigten. Die beiden Flughäfen in Shanghai, Hongqiao und Pudong, zusammengerechnet übertrafen bereits 2015 die Marke von 100 Millionen Passagieren. Mit über 94 Millionen Passagieren jährlich war der Beijing Capital International Airport 2016 der Flughafen mit dem zweithöchsten Passagieraufkommen weltweit, übertroffen nur vom Hartsfield–Jackson Atlanta International Airport.
Der chinesische Verkehrsflugzeughersteller Commercial Aircraft Corporation of China (COMAC) plant als erster chinesischer Hersteller, kommerzielle Verkehrsflugzeuge im großen Stil selbst herzustellen und zu vertreiben. Die von COMAC entwickelte Maschine C919, ist eine direkte Herausforderung an die Boeing 737 und den Airbus 320, bisher die meistverkauften Passagierjets der Welt. Am 3. Mai 2017 trat die Comac C919 erfolgreich ihren Jungfernflug an und eröffnete damit die Nachfrage des chinesischen Jumbos auf dem heimischen Markt. Insgesamt gab es 2016 in der Volksrepublik China 281 Luftfahrtunternehmen im Personen- oder Frachttransport, wovon sich 36 in staatlicher Hand befinden. 2007 wurden die staatlichen Fluggesellschaften mit Servicedienstleistern zu sechs Konglomeraten zusammengeschlossen: Air China Group, China Eastern Group, China Southern Group, TravelSky, China National Aviation Fuel Group und China Aviation Supplies Holding Company.
Große private Fluggesellschaften sind unter anderem Cathay Pacific, Hainan Airlines, Beijing Capital Airlines, Qingdao Airlines, Juneyao Airlines, Urumqi Air. Geöffnet wurde der Markt für private Anbieter 2005. Die Flugzeuge sämtlicher chinesischer Airlines sind größtenteils modern, die Mehrzahl nicht älter als fünf Jahre.
Im Zuge der COVID-19-Pandemie hat Chinas Staatsführung die Grenzen der Volksrepublik weitgehend geschlossen. Die Zahl der internationalen Flüge von und nach China ist seitdem um rund 95 Prozent zurückgegangen. Im Winterflugplan 2022/23 waren nur 5 Prozent der internationalen Verbindungen im Vergleich zu 2019 geplant.

### Seeverkehr

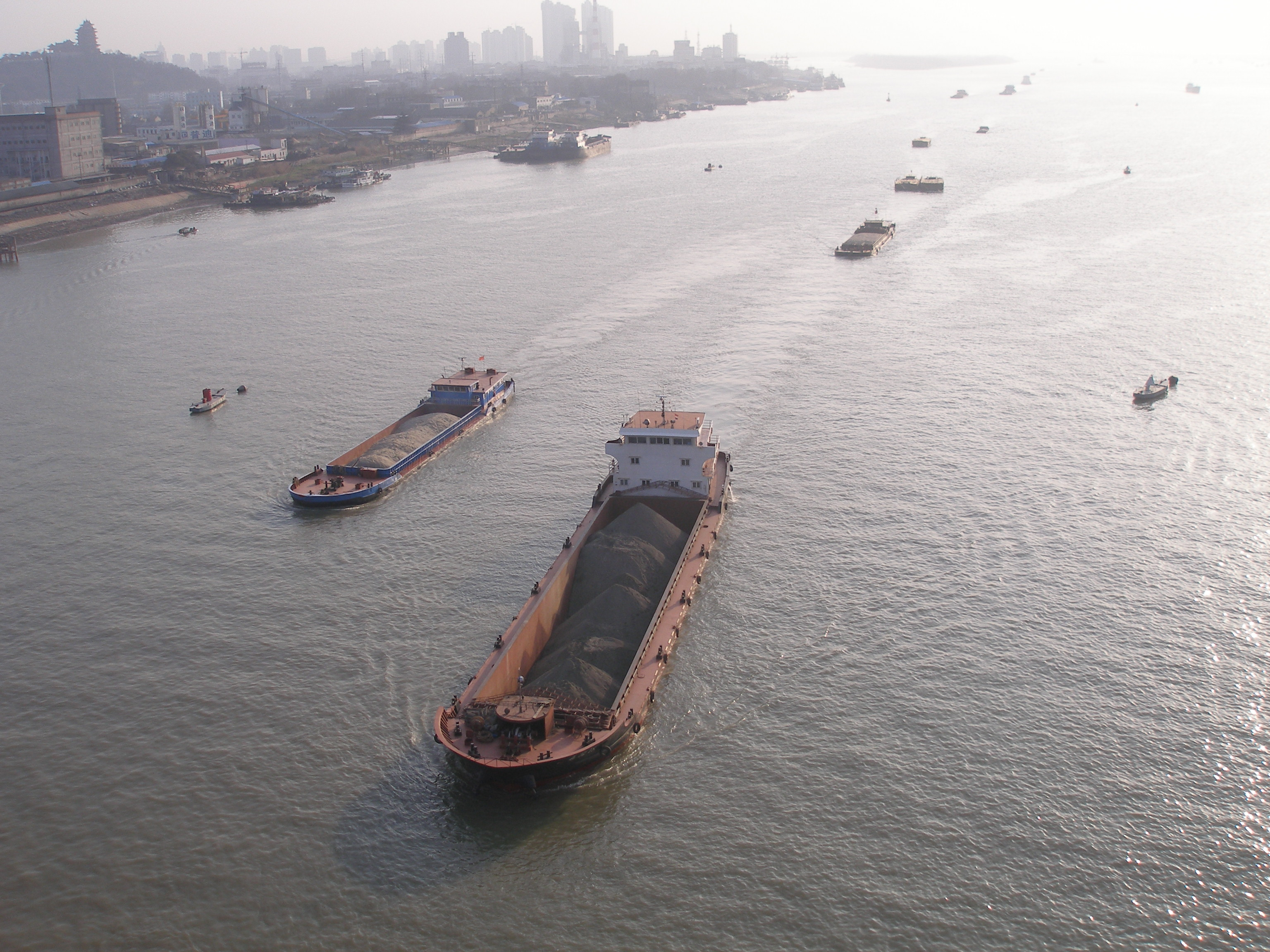
Der Jangtsekiang in Nanjing, 2007

Der Transport in China zeichnet sich durch Binnen- und Küstenschifffahrt aus. Es gibt in China 126.300 Kilometer schiffbare Flüsse und Kanäle. Die wichtigsten Transportwege sind der Jangtsekiang, der Perlfluss und der Große Kanal. An der 18.000 km langen Küste existieren mehr als 20 Tiefwasserhäfen, die auch im Winter eisfrei sind. Im Jahr 2014 wurde die Hälfte der Fracht über Wasser umgeschlagen. Dabei betrug Überseefracht 60 % des Gütervolumens der gesamten chinesischen Wasserfracht. 26 % wurden über die Küstenschifffahrt und 14 % über Binnenwasserstraße transportiert. Im Jahr 2014 wurden in Binnenhäfen 3,5 Milliarden Tonnen Fracht umgeschlagen.
Der Entwicklungsplan für Chinas Wasserwege und Häfen für den Zeitraum von 2007 bis 2020 sieht vor, dass von 2007 bis 2010 das Transportvolumen um 40 Prozent erhöht und von 2010 bis 2020 noch einmal verdoppelt werden soll.
2017 lagen von den 20 größten Häfen der Welt nach Containerumschlag 9 in China. Seit 2009 ist der Hafen von Shanghai der größte der Welt nach Güterumschlag.

## Kultur

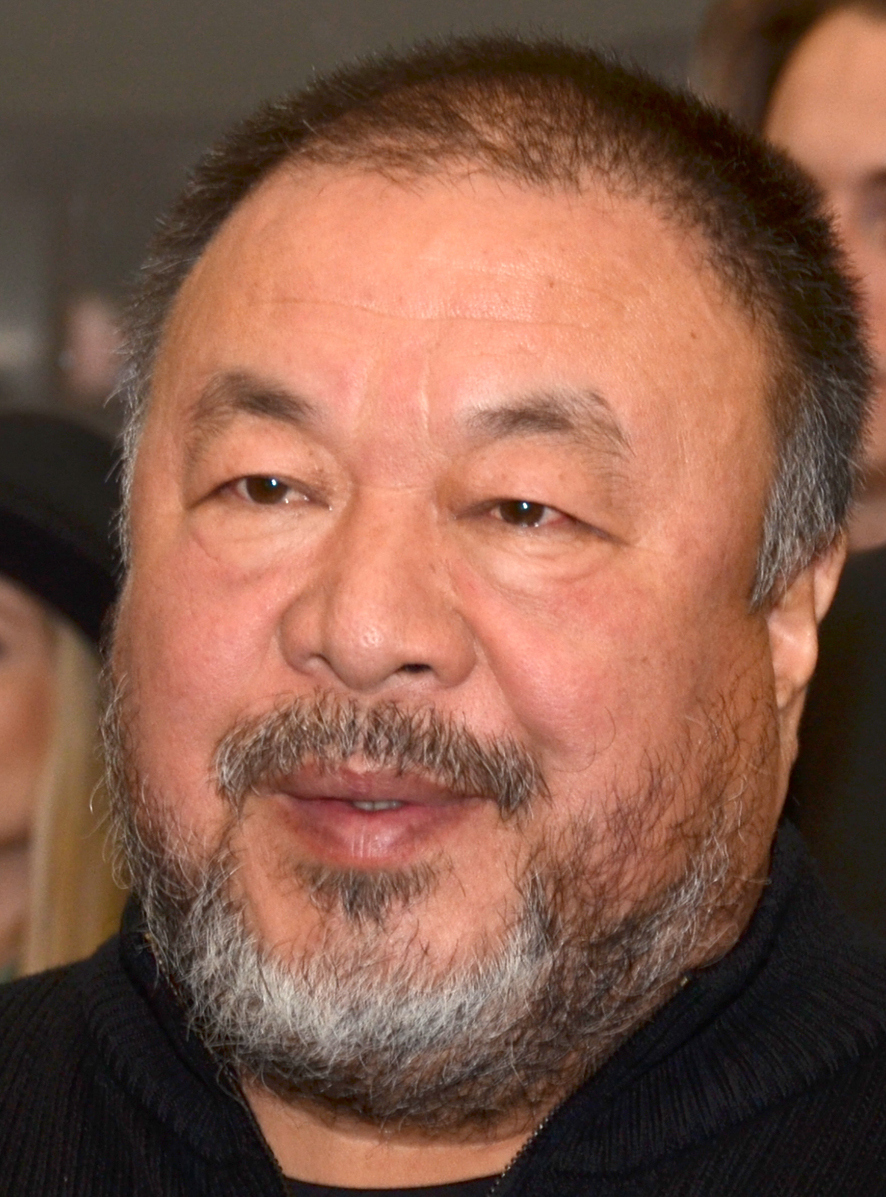
Der im europäischen Exil lebende Konzept-Künstler und Bildhauer Ai Weiwei (2017)

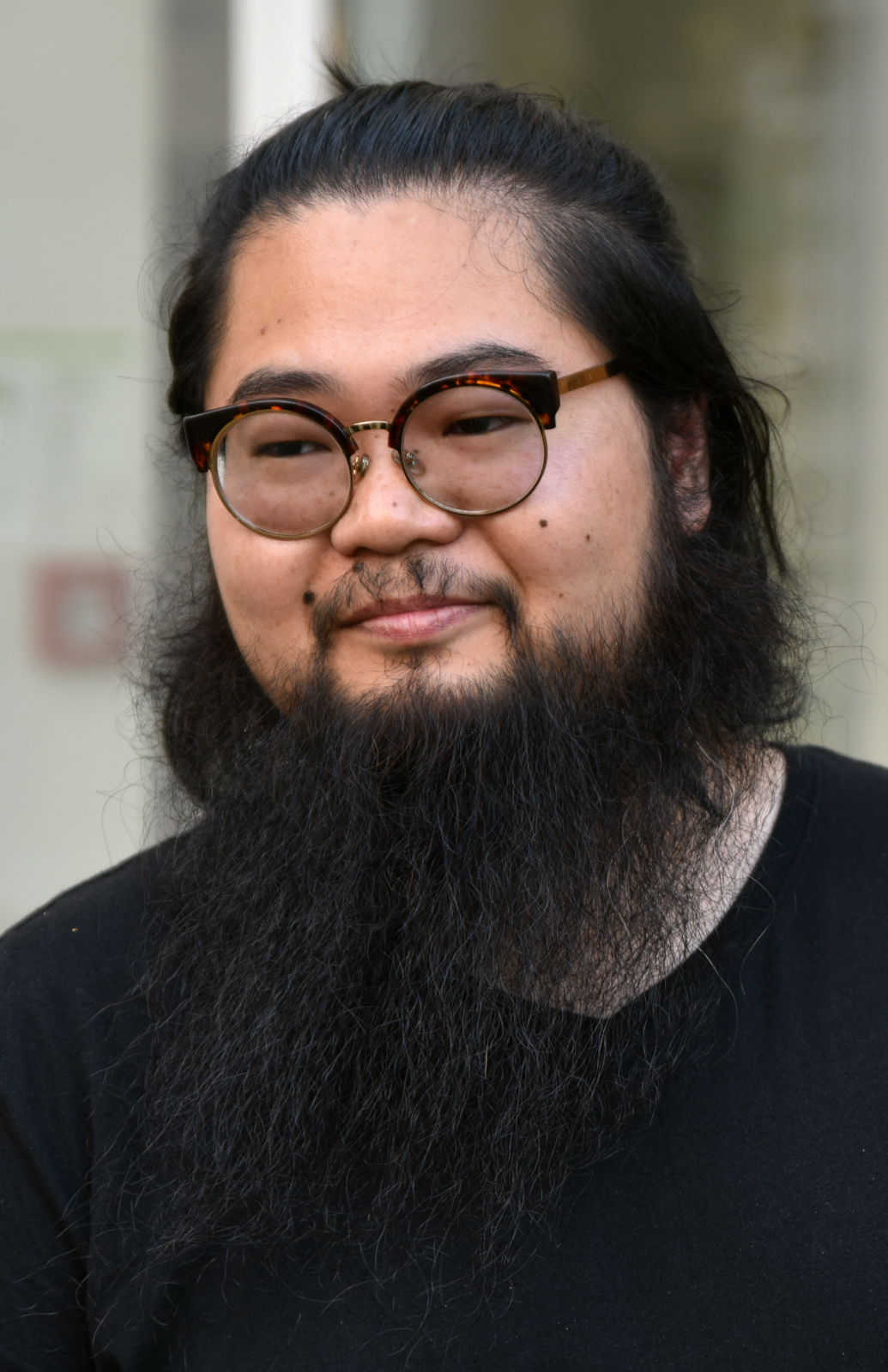
Der im australischen Exil lebende Pop-Art-Künstler Badiucao (2022)

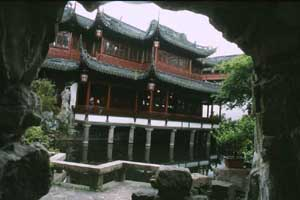
Yu-Garten in Shanghai, 2005

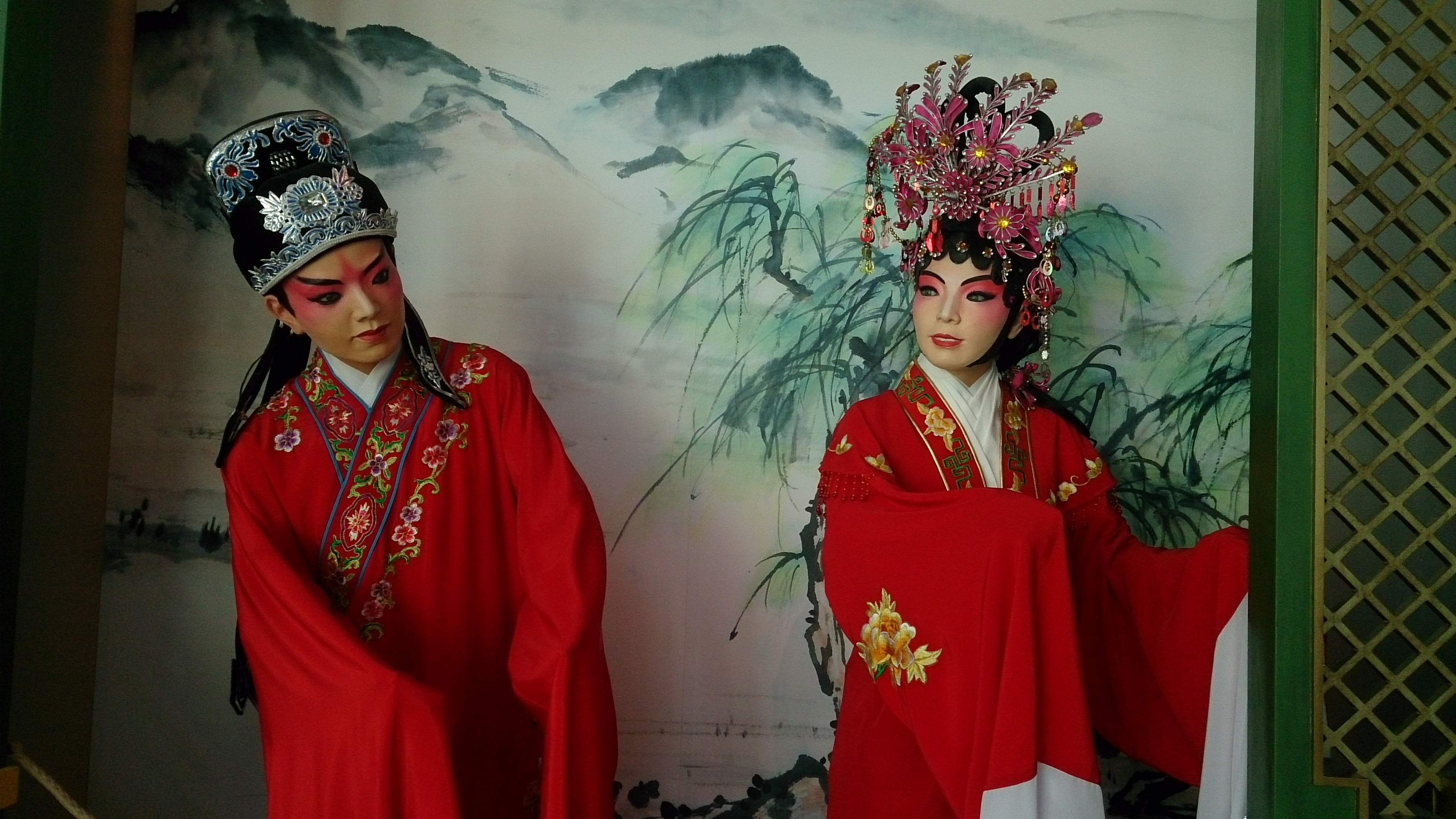
Charakterschauspieler einer Peking-Oper, 2014

Vor allem zeitgenössische Kultur ist von Beschränkungen und Zensur betroffen. So versuchen Chinas Staatssicherheitsbehörden, das Zeigen vermeintlich kritischer Kunst im öffentlichen Raum zu verhindern. Kunstausstellungen sollen nach Ansicht von Chinas Staats- und Parteiführung überwiegend „positive Energie“ verbreiten. Werke mit vermeintlich unangenehmen Inhalten sind zumindest im öffentlichen Raum nicht gewünscht. Zahlreiche kritische zeitgenössische bildende Künstler leben im Exil, so etwa Ai Weiwei und Badiucao. Musiker und Bands in China müssen vor Aufführungen ihre geplanten Liedtexte in der Regel vorab vorlegen und genehmigen lassen.
Mit Mitteln der Transnationalen Repression übt Chinas Staats- und Parteiführung auch Druck auf im Ausland lebende kritische Künstler aus.
Die traditionelle chinesische Kultur ist geprägt durch den Konfuzianismus, den Daoismus und den Buddhismus.
Mehr als 30 chinesische Bauwerke zählen zum UNESCO-Weltkulturerbe, so etwa die Große Mauer, das Mausoleum Qin Shihuangdis mit mehr als 7000 lebensgroßen Figuren der Terrakotta-Armee und der Kaiserpalast in Peking als Teil der Verbotenen Stadt.
Siehe auch:
- Chinesische Kunst, Chinesische Malerei, Chinesisches Porzellan, Chinesische Lackkunst, Chinesische Tapete
- Chinesische Architektur, Chinesische Gartenkunst
- Chinesische Musik, Chinesische Oper, Chinesischer Tanz, Chinesisches Puppentheater, Chinesisches Schattentheater, Rockmusik in China
- Chinesische Philosophie, Legalismus, Chinesische Mythologie, Chinesische Astrologie
- Chinesische Küche, Chinesische Teezeremonie
- Chinesische Kampfkunst
- Chinesische Beamtenprüfung während der Qing-Dynastie
- Goldene Woche (Volksrepublik China)
- Repräsentative Liste des immateriellen Kulturerbes der Menschheit (siehe Überschrift Volksrepublik China)

### Literatur

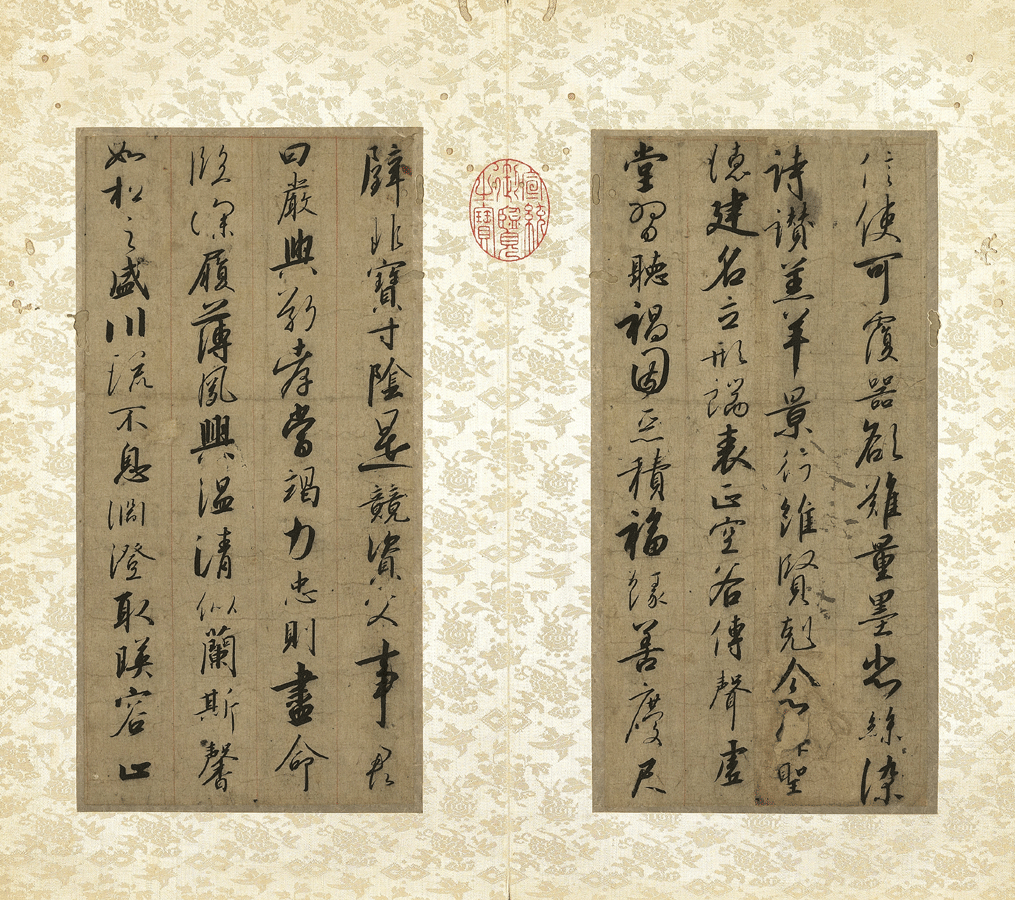
Ein original erhaltener „Tausend-Zeichen-Klassiker“ aus der Song-Dynastie, ein chinesisches Gedicht, das seit dem 6. Jahrhundert bis heute als Grundlage für das Unterrichten von chinesischen Schriftzeichen für Kinder verwendet wird

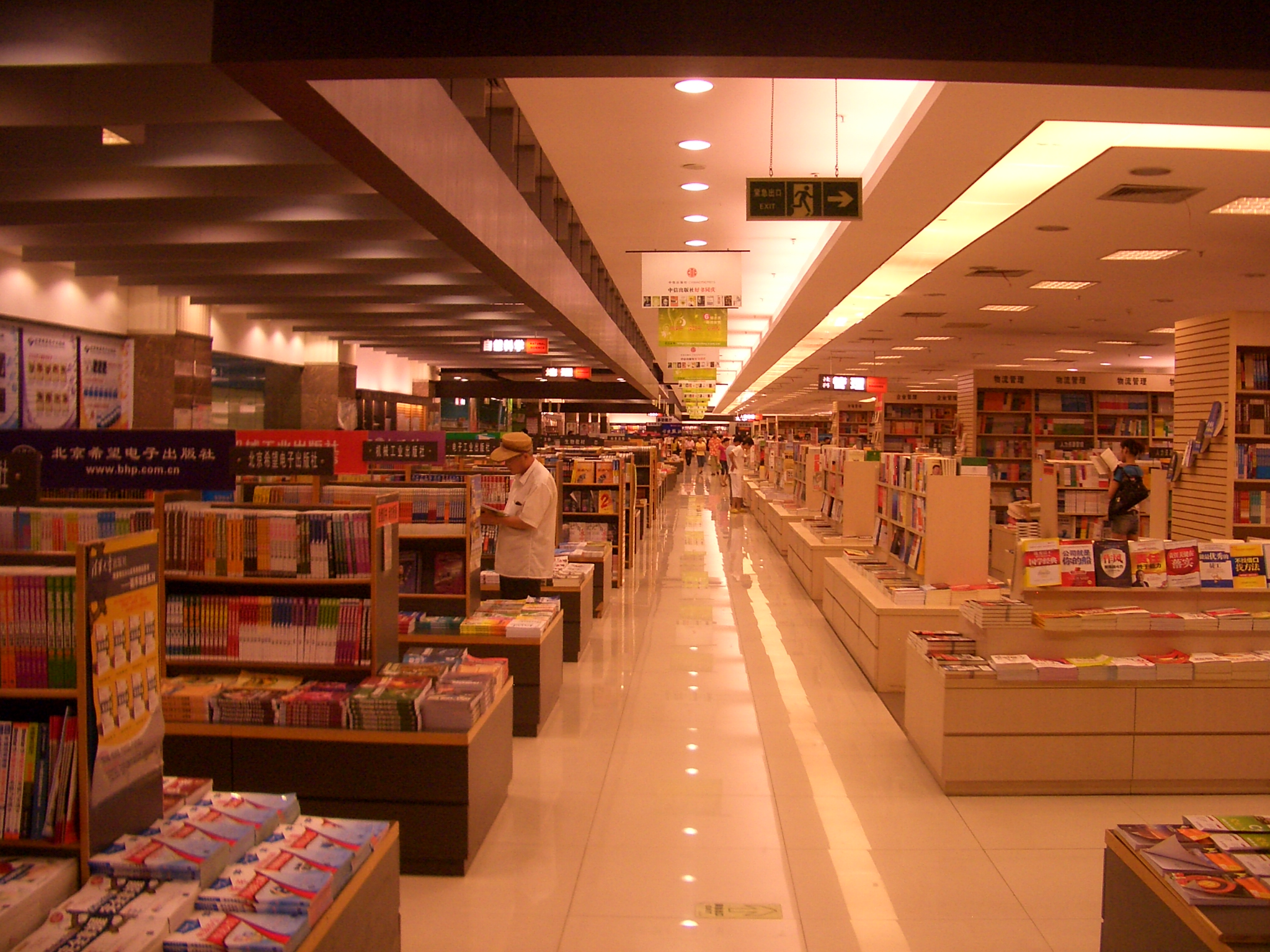
Buchhandlung in Wuhan (2009)

### Sport
Die traditionellen chinesischen Kampfkünste sind weltweit bekannt, insbesondere die Stile des Kung Fu. Basketball, Badminton und Tischtennis sind populäre Breitensportarten. Fußball ist der beliebteste Zuschauersport in China. Die Staats- und Parteiführung hat in den vergangenen Jahren umgerechnet viele Milliarden Euro in den Ausbau der Fußball-Infrastruktur investiert. So wurden Stadien und Fußball-Akademien gebaut, Fußballunterricht an Schulen gefördert und der Aufbau einer chinaweiten Fußball-Liga gefördert. Chinesische Profivereine investierten weitere Milliarden, unter anderem in die Verpflichtung ausländischer Fußballprofis. Die fußballerische Qualität und die internationale Wettbewerbsfähigkeit des chinesischen Fußballs bleiben jedoch bisher unter den gesteckten Erwartungen. So stand Chinas Fußball-Männer-Nationalmannschaft Ende 2023 nur auf Platz 79 der FIFA-Weltrangliste. Internationale Beobachter sprechen davon, dass der staatlich verordnete Ausbau des Fußball-Sektors in China gefloppt sei.
1991 und 2007 fanden die Fußball-Weltmeisterschaften der Frauen in der Volksrepublik China statt. Chinas Hauptstadt Peking war im Jahr 2008 Austragungsort der Sommer-Paralympics und der Olympischen Sommerspiele. In der Provinz Jiangsu wurde im Dezember 2009 die Handball-Weltmeisterschaft der Frauen 2009 ausgetragen. Die II. Olympischen Jugend-Sommerspiele fanden 2014 in Nanjing statt. Die Olympischen Winterspiele 2022 wurden in Peking ausgetragen. Special Olympics China wurde 1985 gegründet und nahm mehrmals an Special Olympics Weltspielen teil.